# Seznam světového dědictví v Evropě, N–R
Toto je seznam památek světového dědictví UNESCO v Evropě.
Pro obsáhlost je Seznam světového kulturního a přírodního dědictví v Evropě rozdělen do čtyř částí seřazených abecedně podle států, které zařazení lokality do Seznamu navrhly. Tato část obsahuje státy od Německa po Rusko. Následující přehled památek je aktuální k datu 29. 7. 2025.
U každé položky je uveden český název, oficiální anglický název dle seznamu UNESCO, stručná charakteristika a odkaz na základní zdůvodnění zápisu dle UNESCO. Číslo v odkazu je současně číslo, pod kterým je lokalita vedena v Seznamu. Položky seznamu u jednotlivých zemí jsou řazeny podle roku zápisu do Seznamu. V souladu s oficiálním seznamem UNESCO jsou Izrael, Kypr a celé území Turecka a Ruska řazeny mezi evropské země.

## Německo

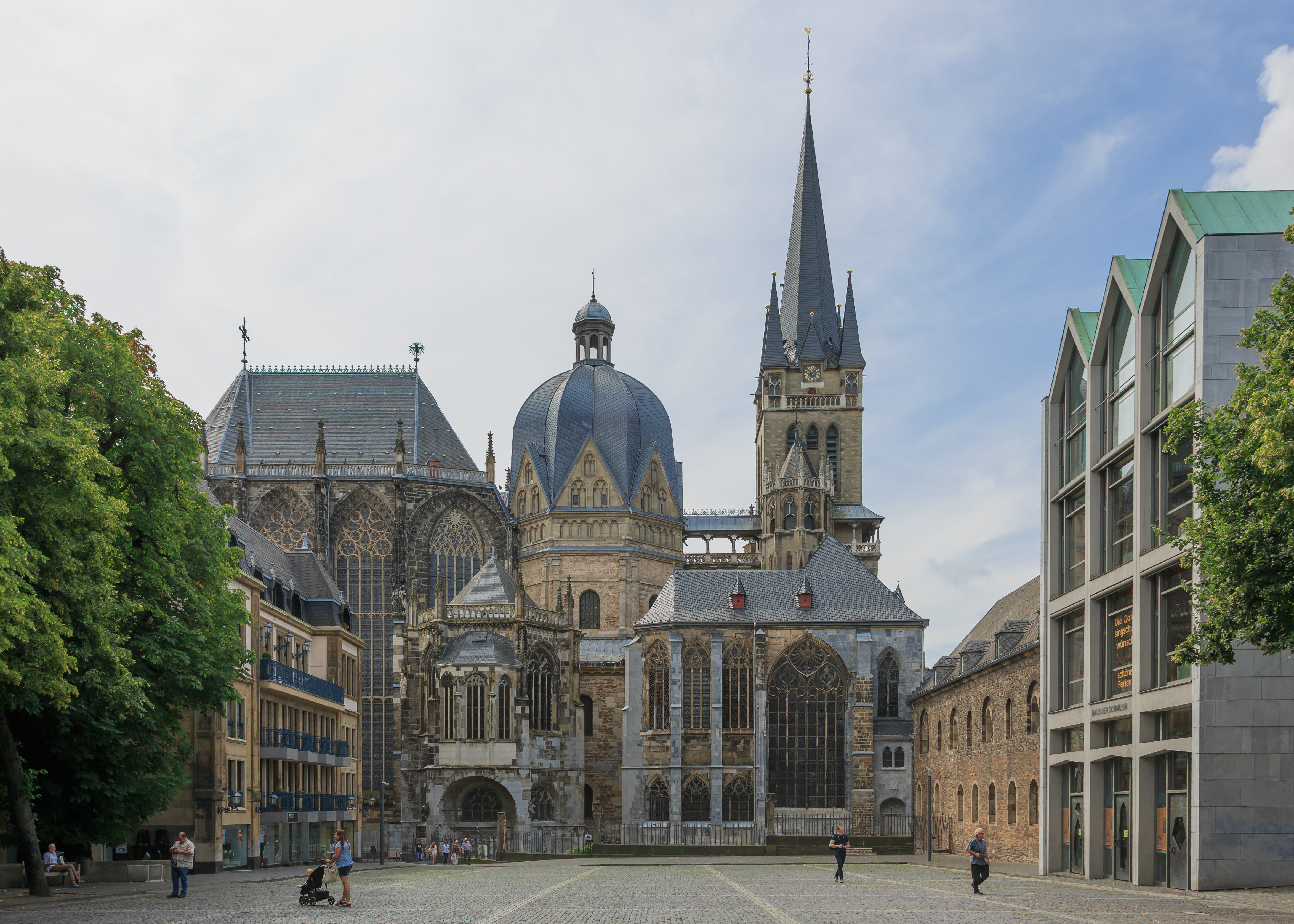
Katedrála Panny Marie v Cáchách

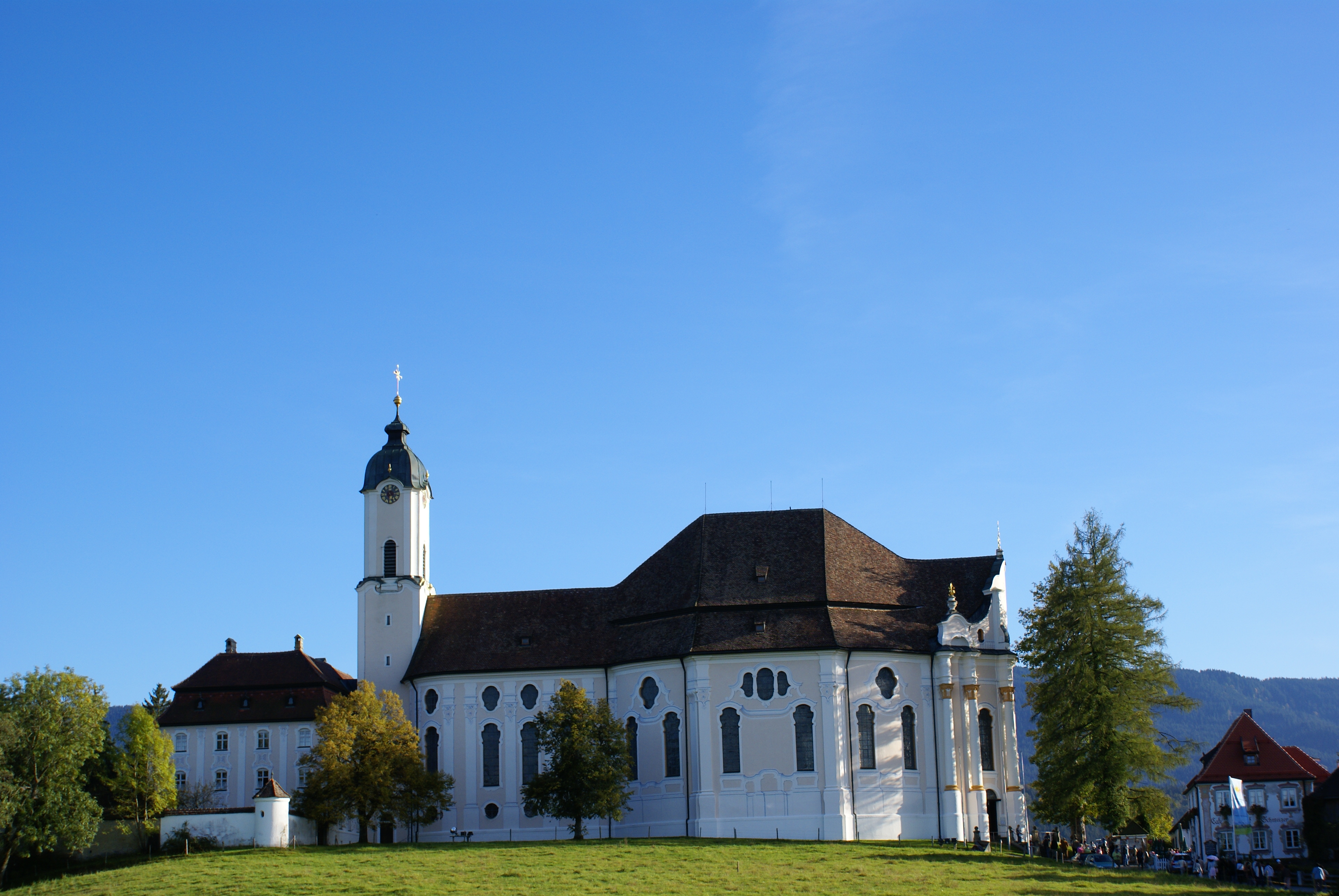
Poutní kostel ve Wies

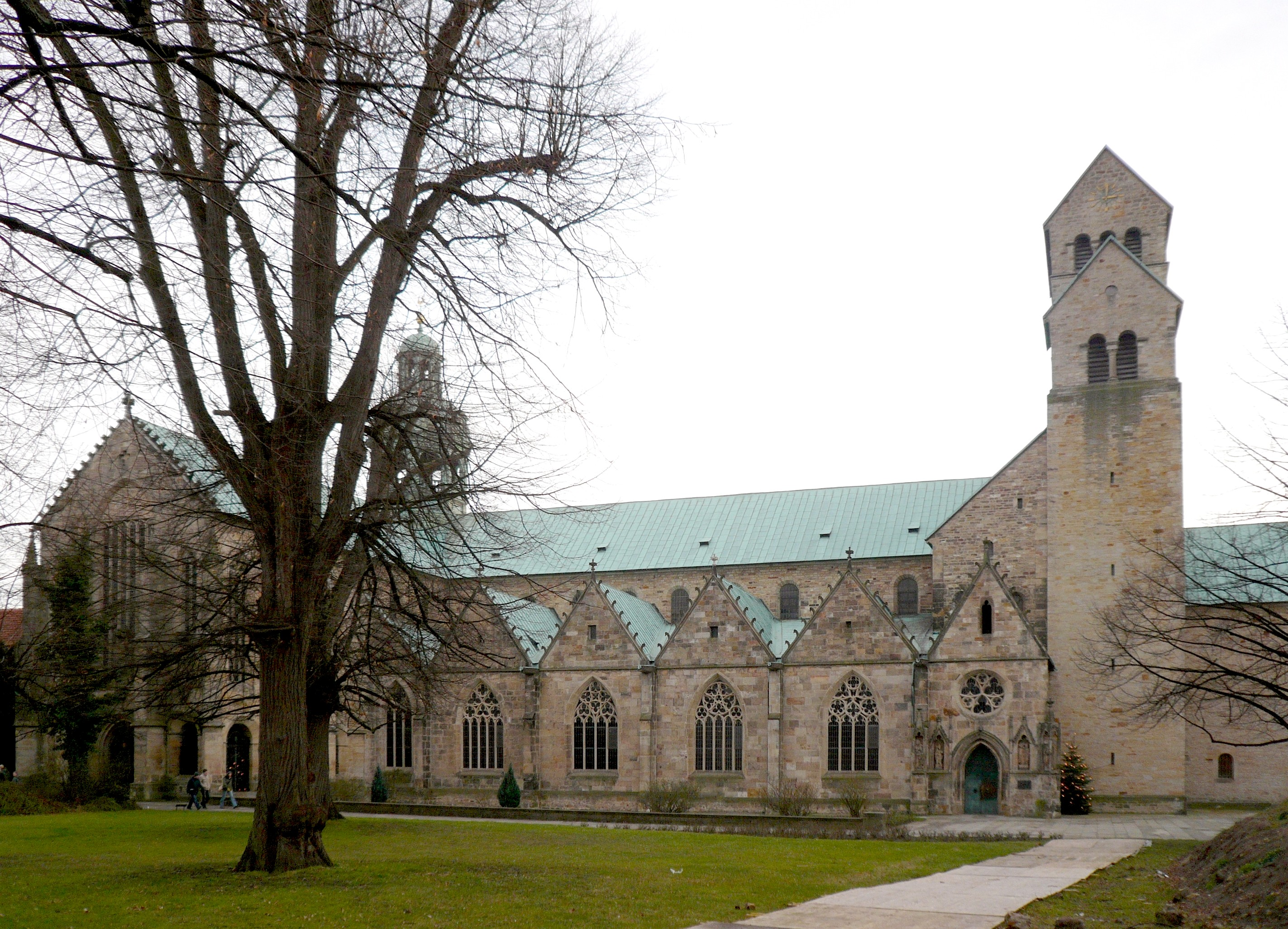
Katedrála Nanebevzetí Panny Marie v Hildesheimu

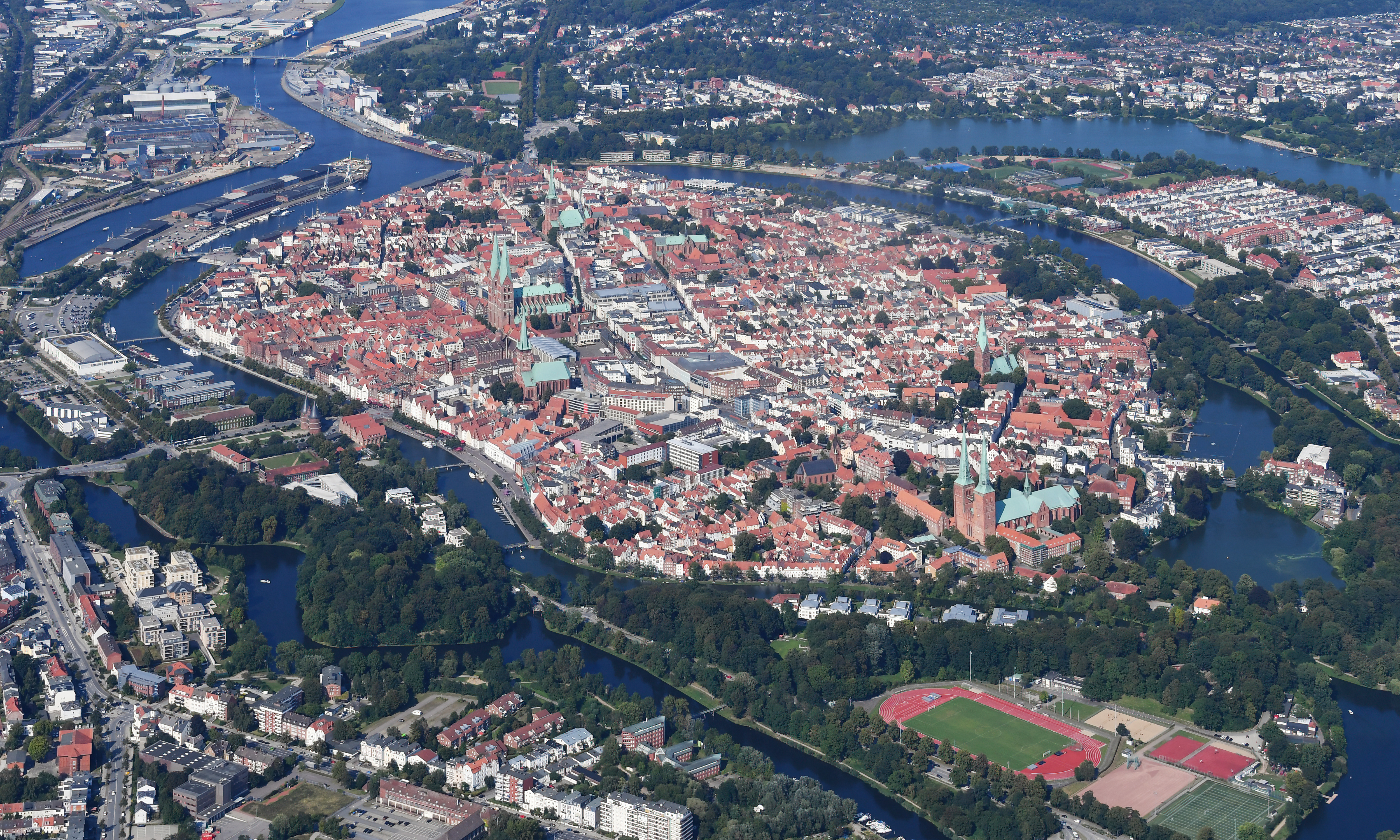
Lübeck

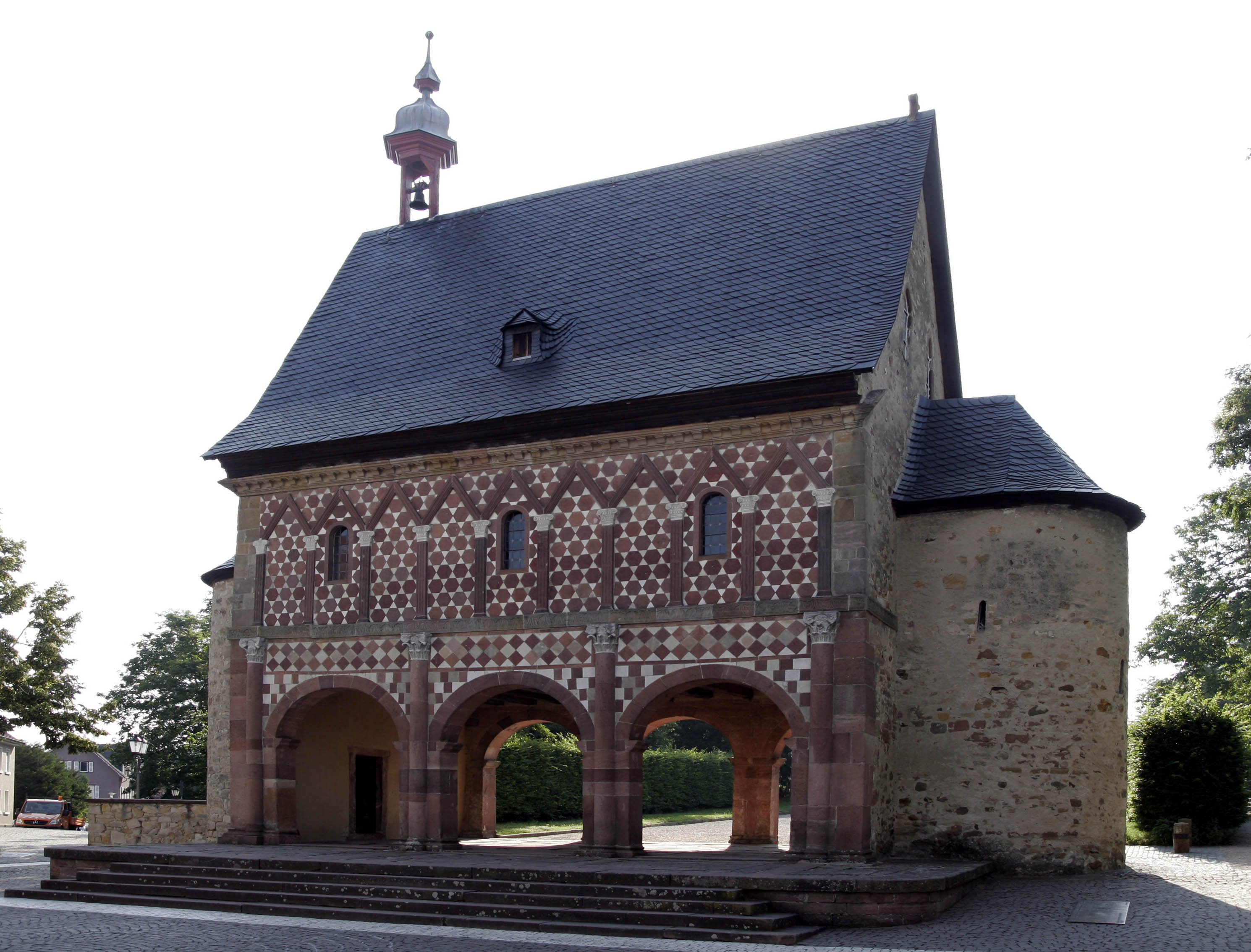
Opatství Lorsch

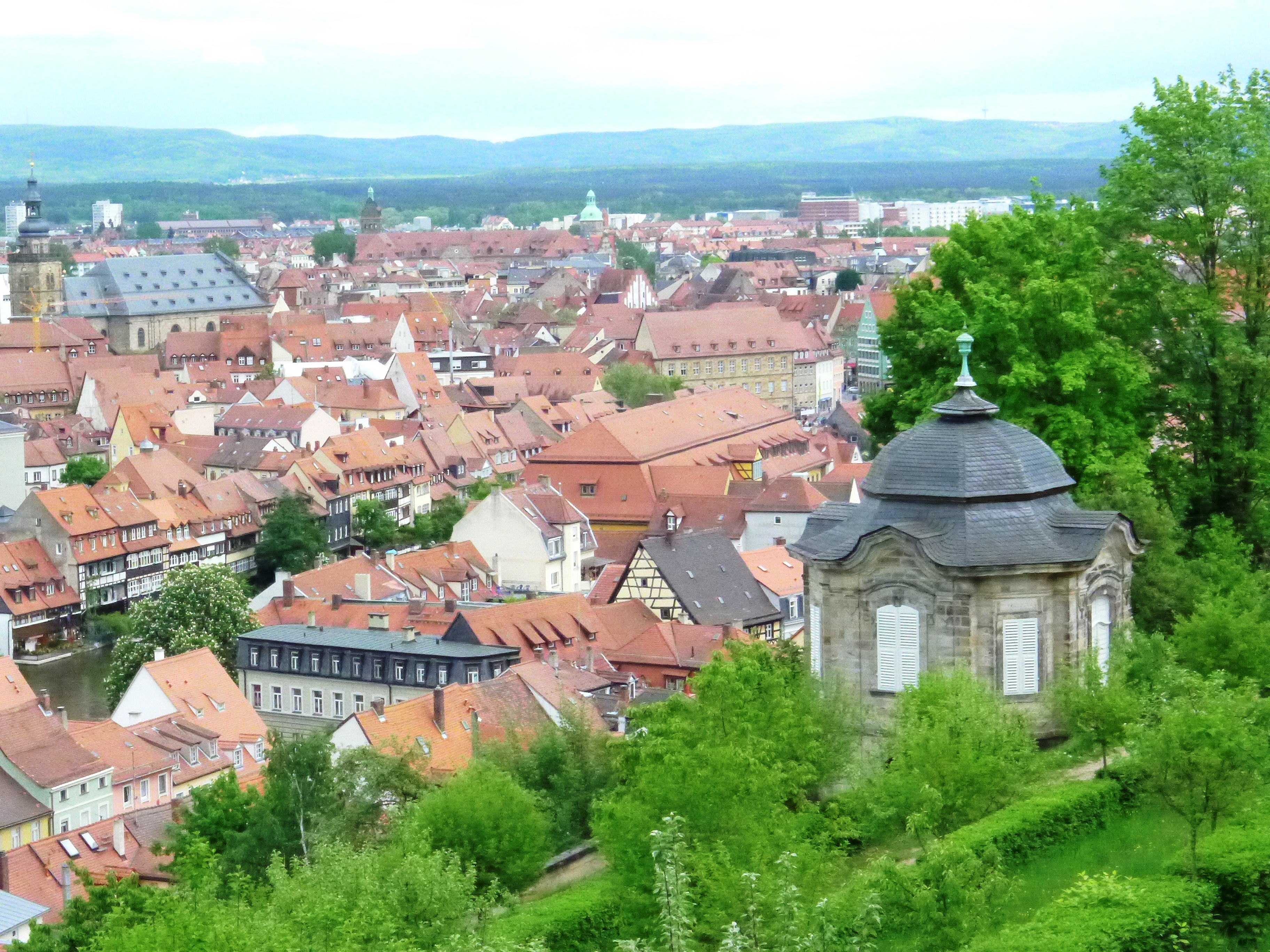
Bamberg

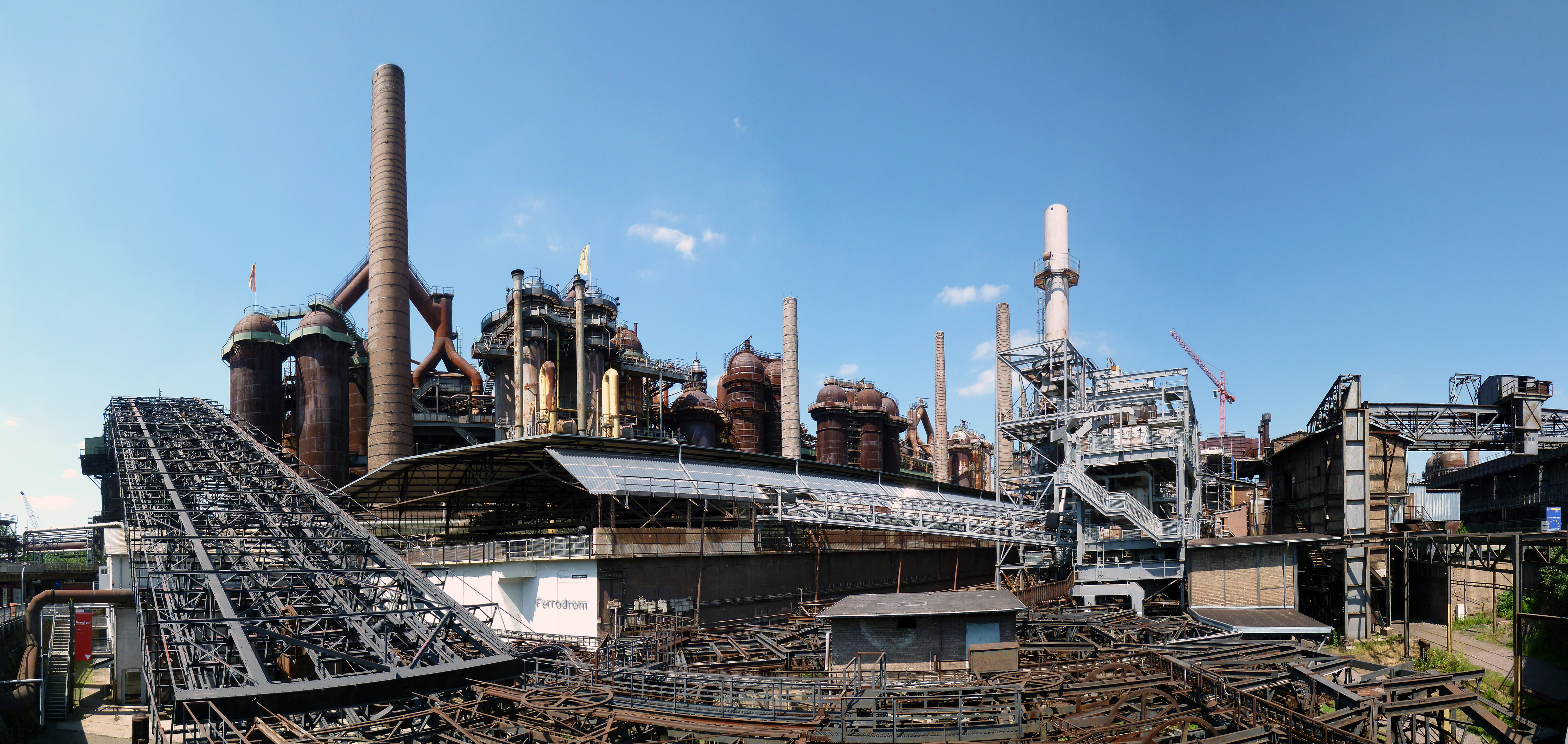
Hutě Völklingen

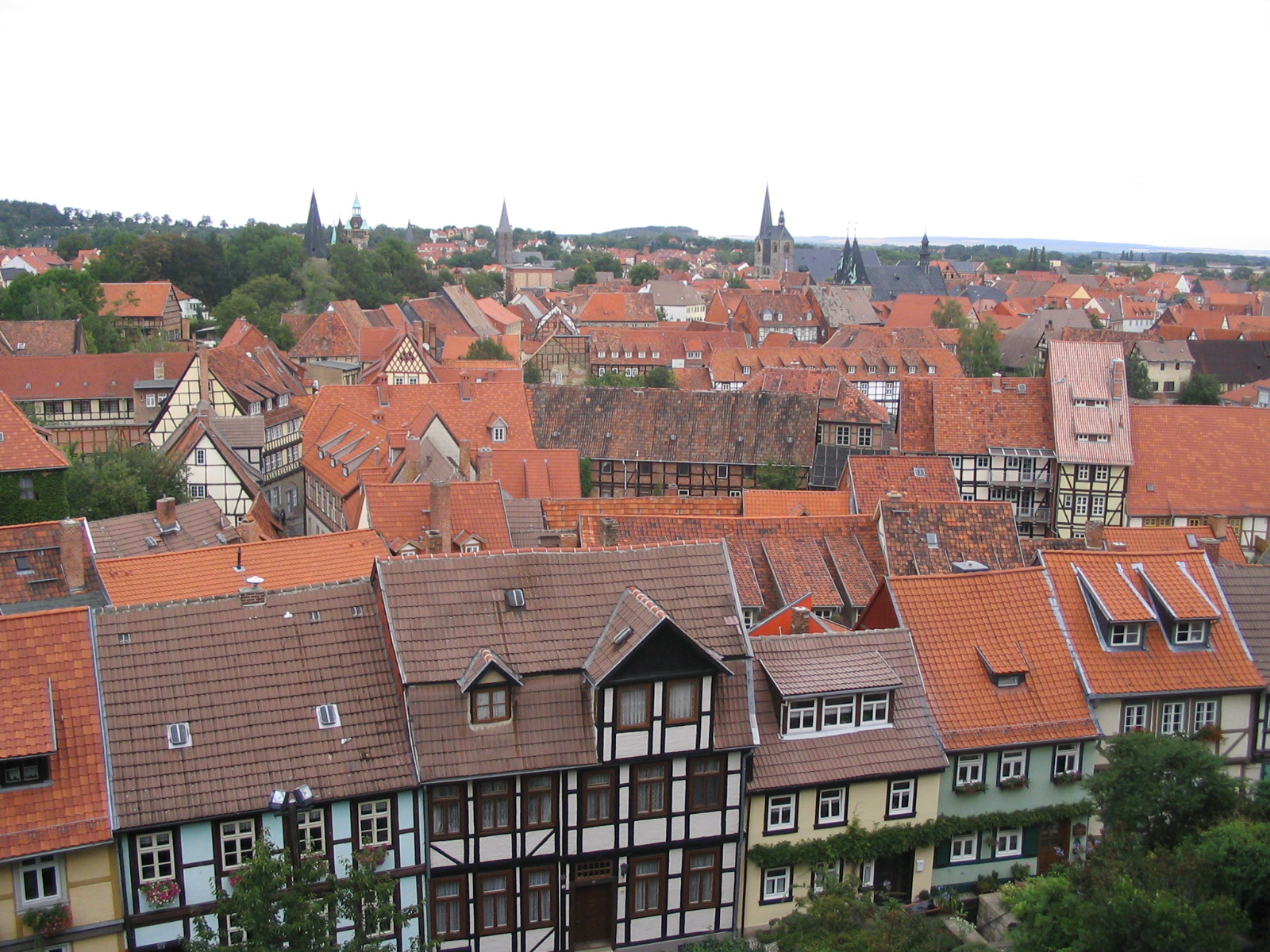
Quedlinburg

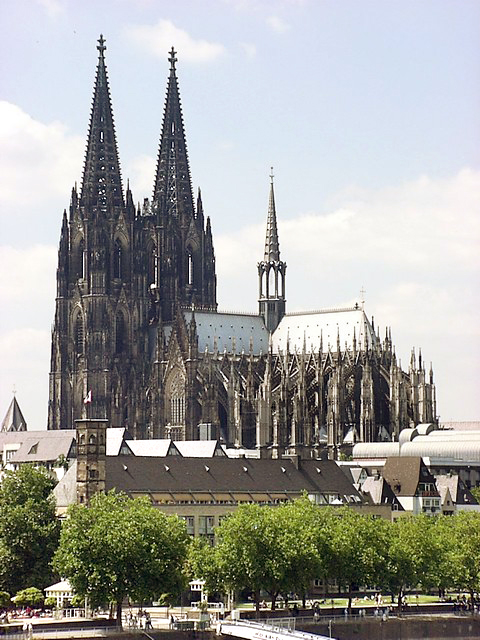
Katedrála sv. Petra v Kolíně nad Rýnem

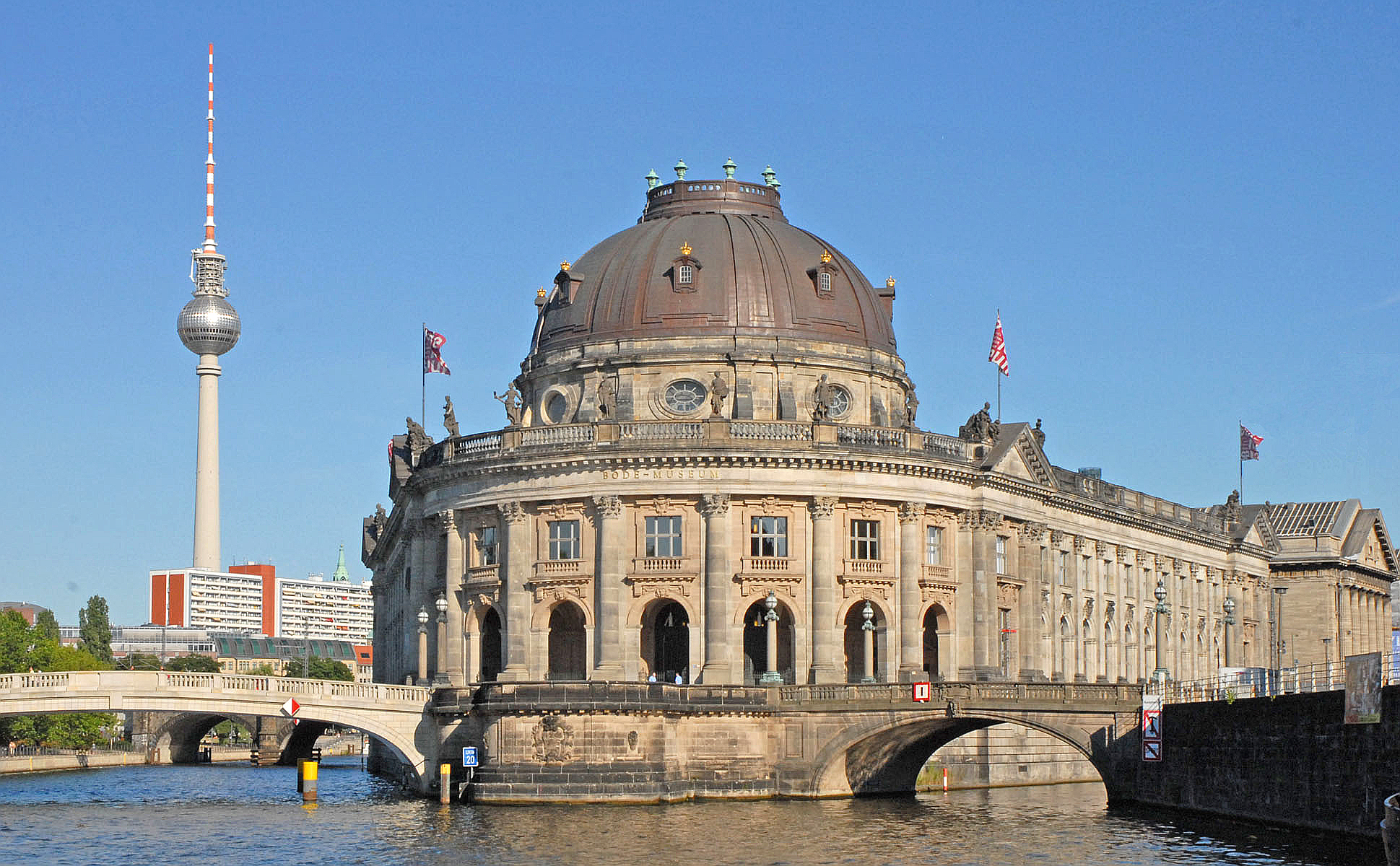
Muzejní ostrov Berlíně

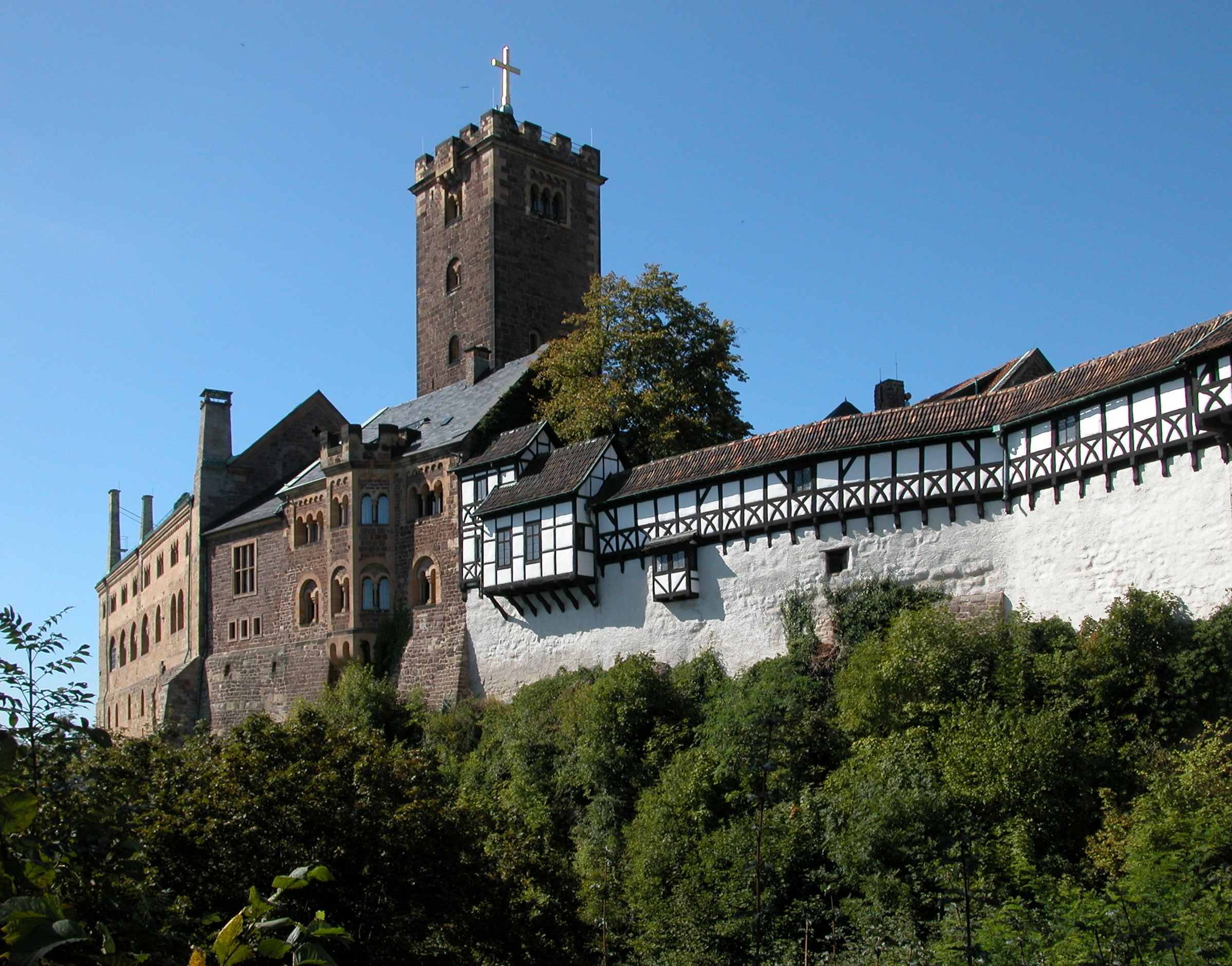
Hrad Wartburg

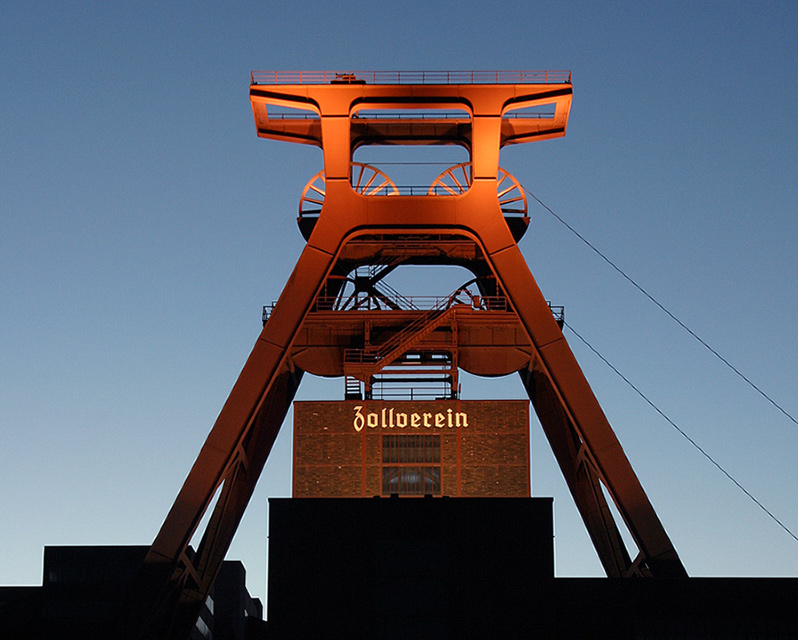
Uhelný důl Zollverein v Essenu

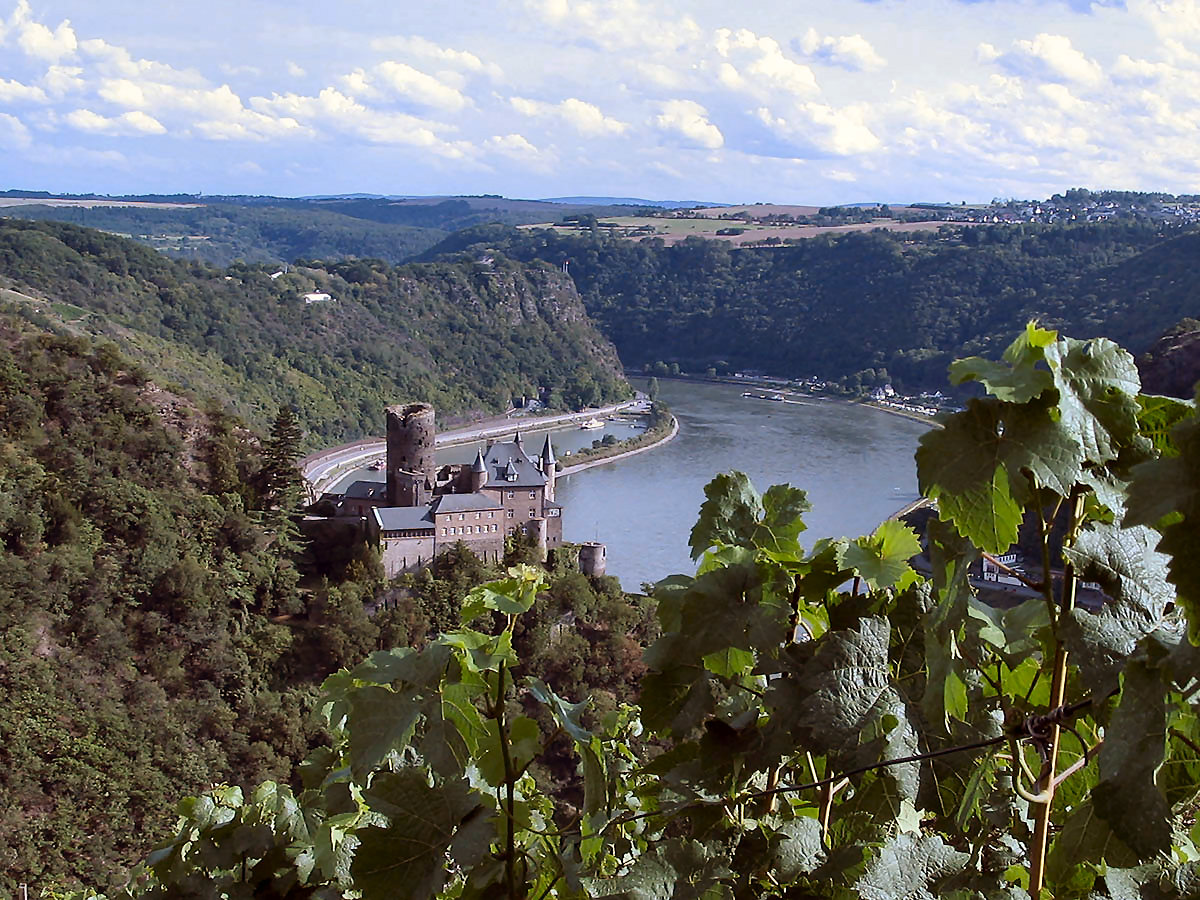
Údolí horního Středního Rýnu

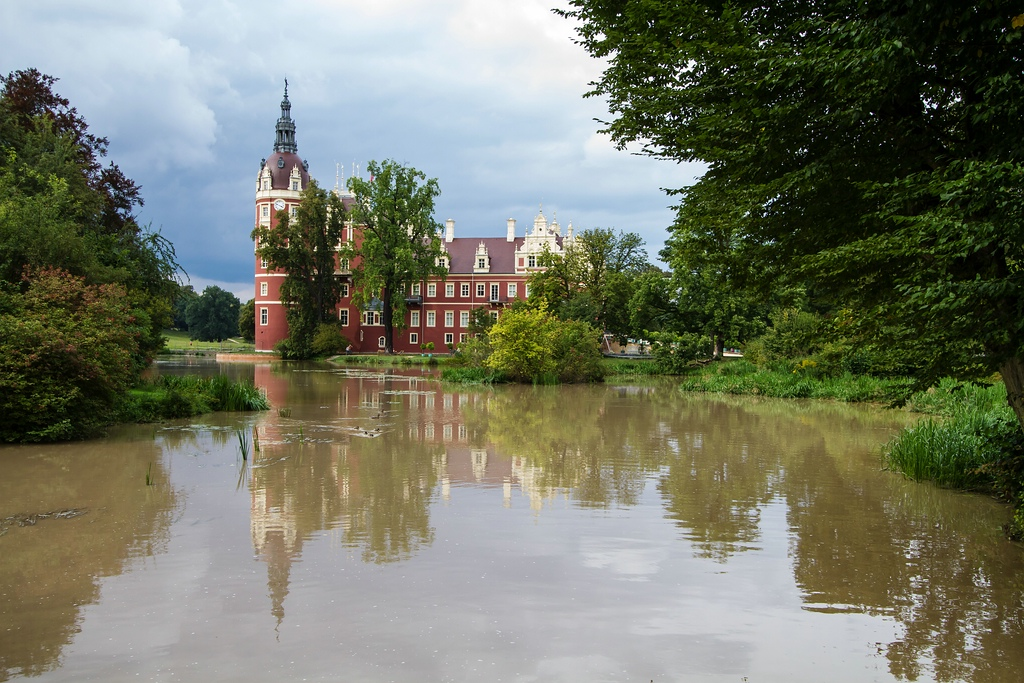
Park Muzakowski

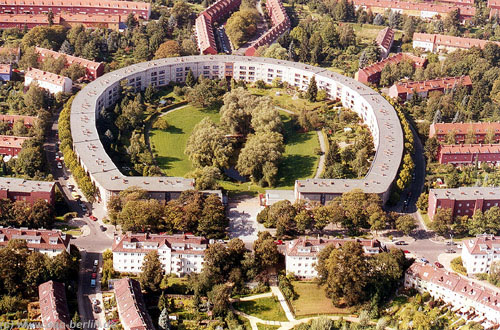
Moderní berlínské stavby

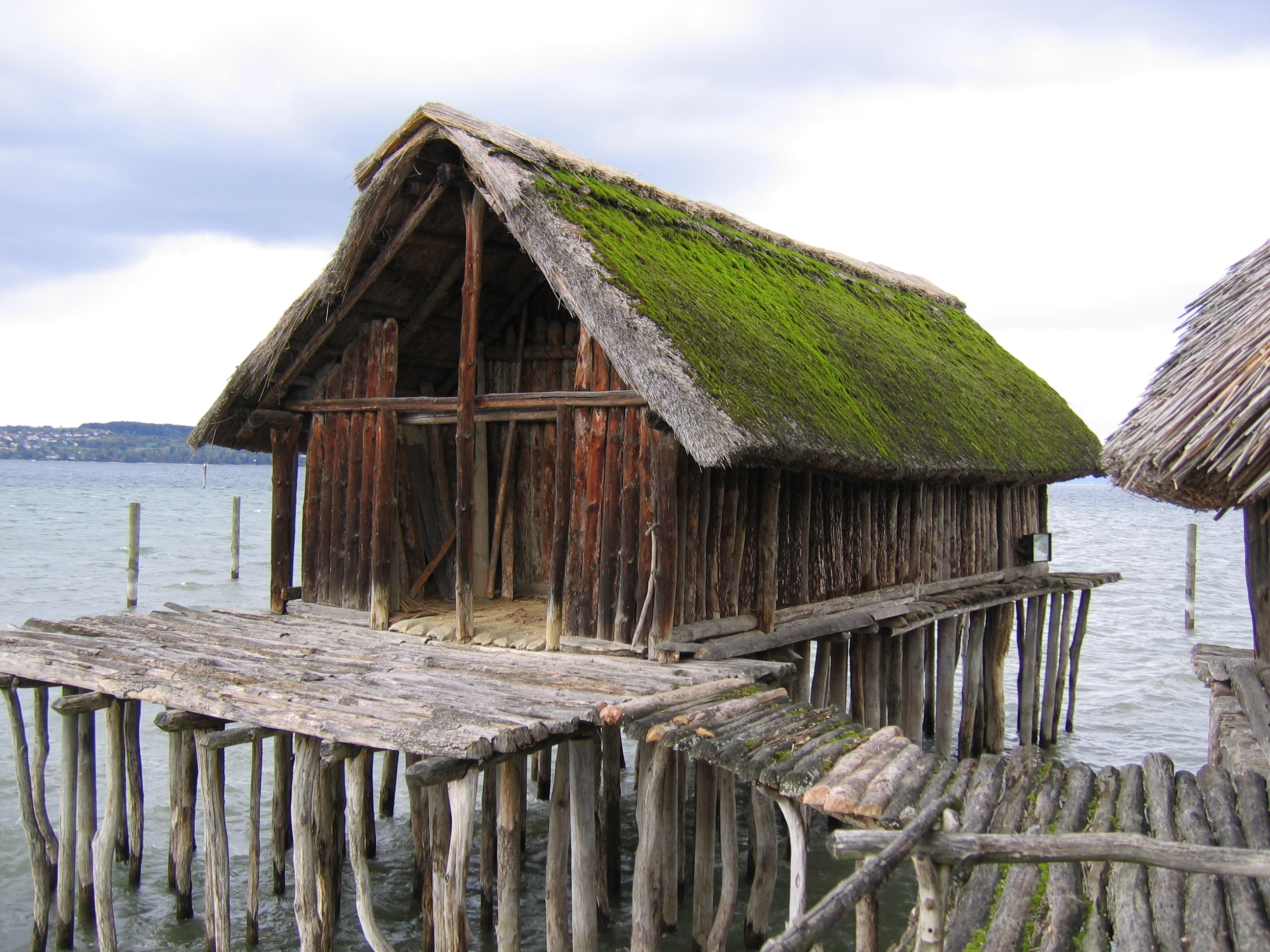
Prehistorická kůlová obydlí

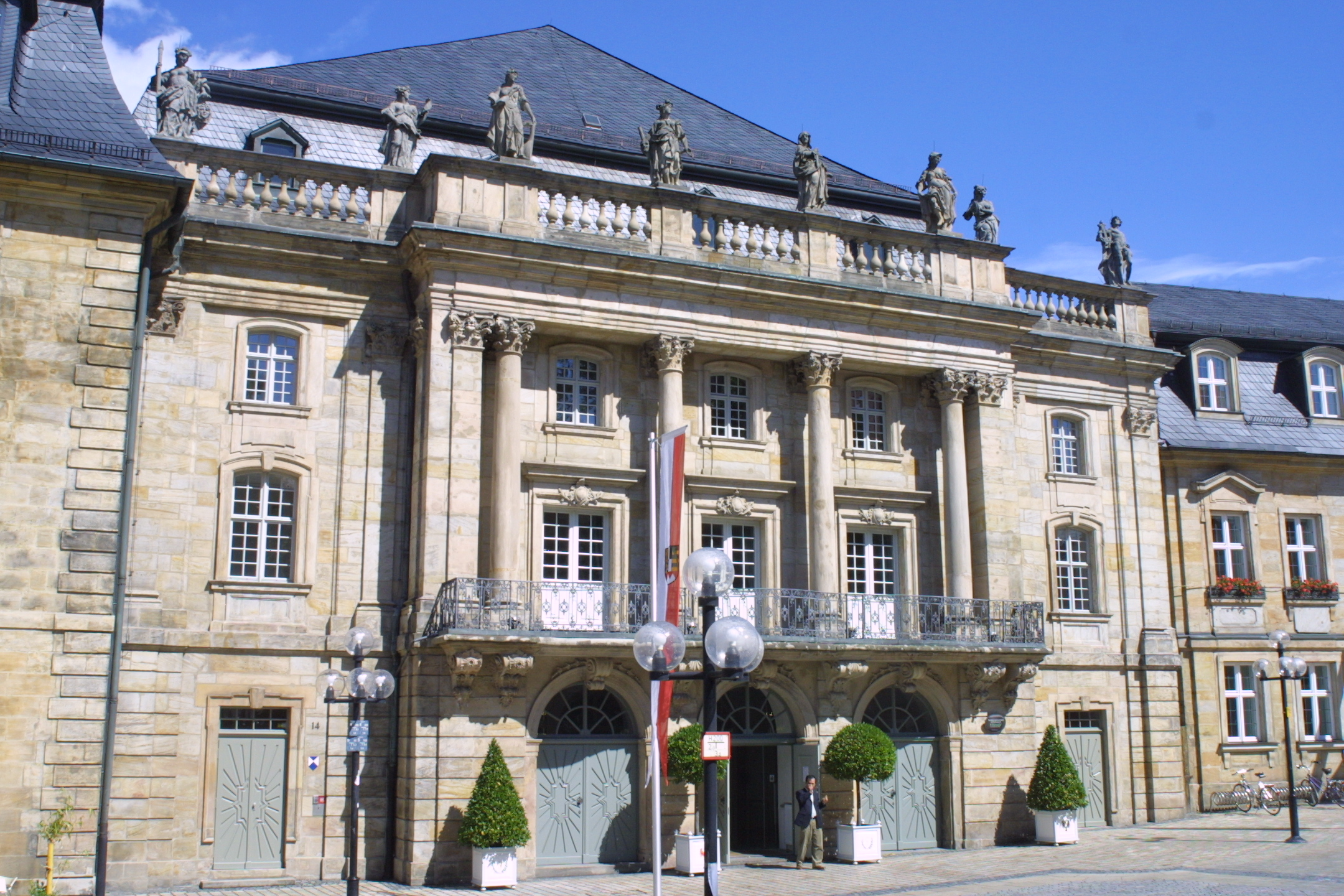
Markraběcí operní dům v Bayreuthu

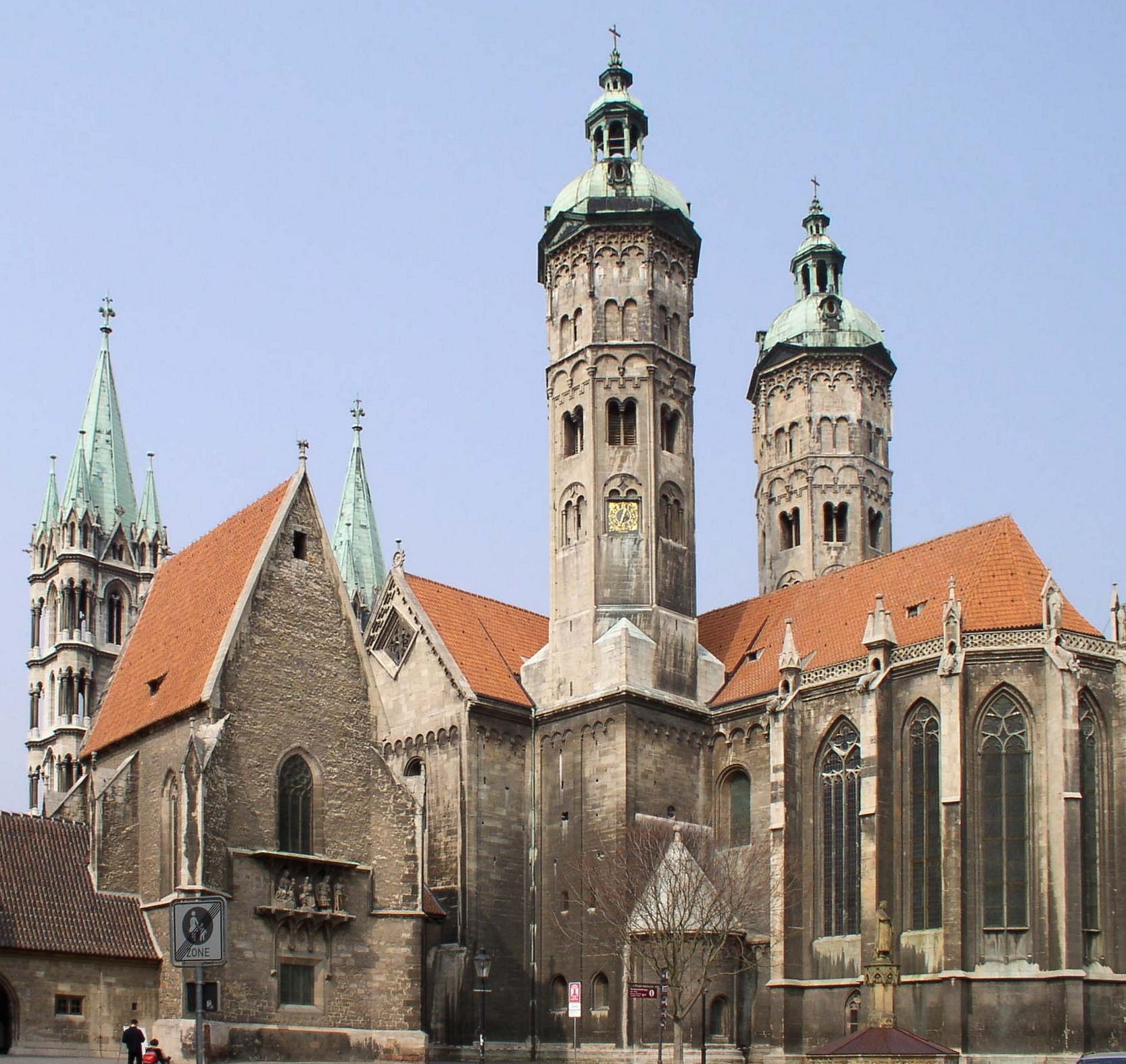
Katedrála v Naumburgu

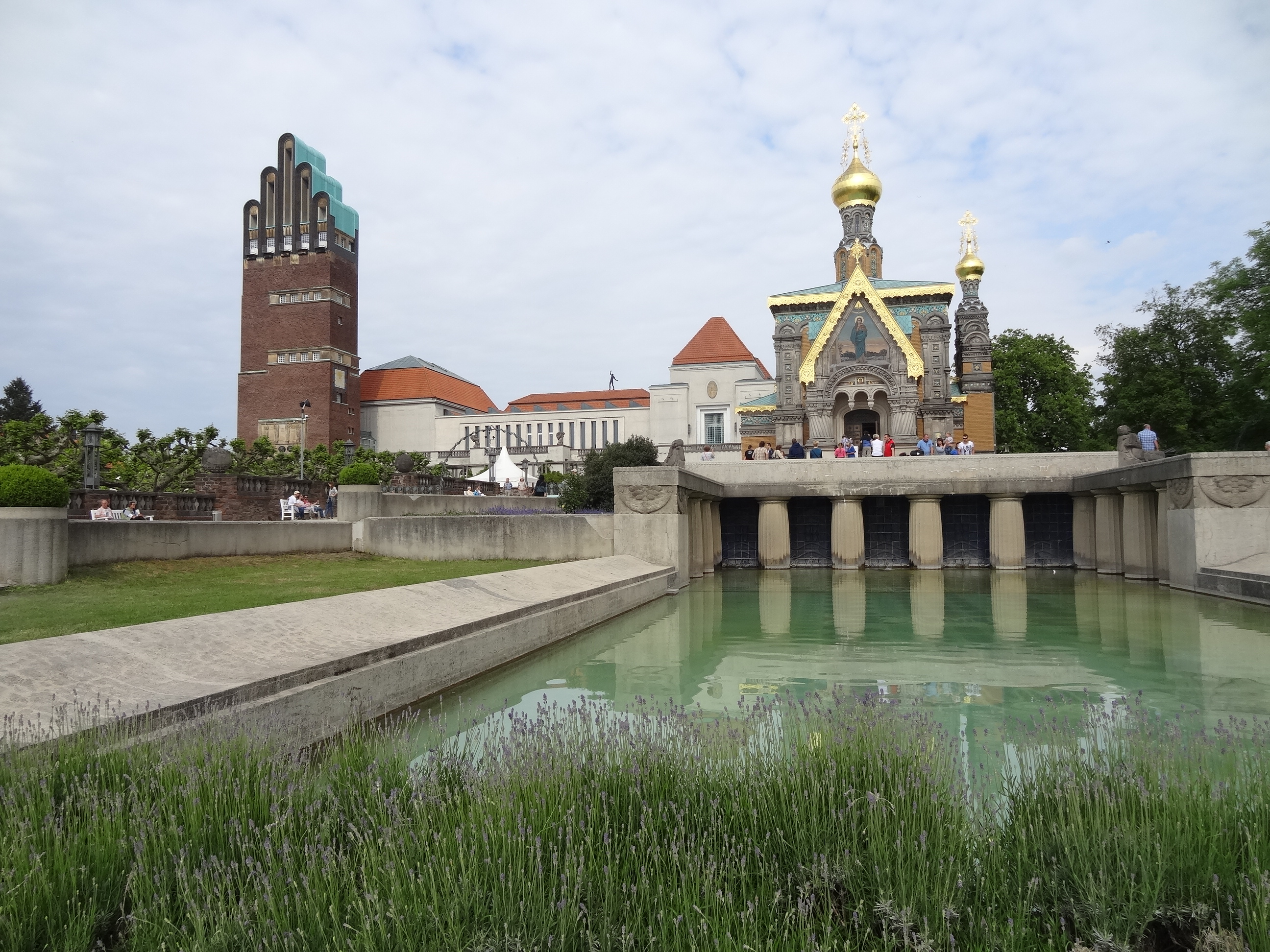
Mathildenhöhe v Darmstadtu

1. Katedrála Panny Marie v Cáchách
Aachen Cathedral
Dóm, jehož počátky sahají do 8. století.
1978
 http://whc.unesco.org/en/list/3
2. Katedrála Panny Marie a sv. Štěpána ve Špýru
Speyer Cathedral
Bazilika z 11. století je jedním z nejvýznamnějších románských kostelů.
1981
 http://whc.unesco.org/en/list/168
3. Würzburská rezidence
Würzburg Residence with the Court Gardens and Residence Square
Jeden z největších barokních paláců v Německu.
1981
 http://whc.unesco.org/en/list/169
4. Poutní kostel ve Wies
Pilgrimage Church of Wies
Poutní kostel ve stylu bavorského rokoka.
1983
 http://whc.unesco.org/en/list/271
5. Zámky Augustusburg a Falkenlust v Brühlu
Castles of Augustusburg and Falkenlust at Brühl
První rokokové zámky v Německu.
1984
 http://whc.unesco.org/en/list/288
6. Hildesheim – Katedrála Nanebevzetí Panny Marie a kostel sv. Michala 
St Mary's Cathedral and St Michael's Church at Hildesheim
Významné románské památky.
1985
 http://whc.unesco.org/en/list/187
7. Římské stavební památky, katedrála sv. Petra a kostel Panny Marie v Trevíru
Roman Monuments, Cathedral of St Peter and Church of Our Lady in Trier
Komplex architektonických památek.
1986
 http://whc.unesco.org/en/list/367
8. Hanzovní město Lübeck
Hanseatic City of Lübeck
Výjimečně zachovalé historické centrum.
1987
 http://whc.unesco.org/en/list/272
9. Hranice římského imperia (Hornogermánský a raetský limes)
Frontiers of Rome Empire
Zbytky 550 km dlouhého hraničního valu mezi Rýnem a Dunajem. Další součástí položky jsou Hadriánův val a Antoninův val ve Spojeném království.
 1987, 2005, 2008
http://whc.unesco.org/en/list/430
10. Paláce a parky v Postupimi a Berlíně
Palaces and Parks of Potsdam and Berlin
Areály Sanssouci, Neuer Garten, Glienicke, Babelsberg, Sacrow a Pfaueninsel.
1990, 1992, 1999
 http://whc.unesco.org/en/list/532
11. Opatství Lorsch
Abbey and Altenmünster of Lorsch
Bývalé benediktýnské opatství je karolínskou památkou.
1991
 http://whc.unesco.org/en/list/515
12. Doly v Rammelsbergu, město Goslar a vodohospodářský systém Horního Harze
Mines of Rammelsberg, Historic Town of Goslar and Upper Harz Water Management System
Výborně zachovalé staré město bylo kdysi členem hanzy. Rudné doly Rammelsberg jsou nyní technickou památkou. Vodní systém kanálu, odvodnění zajišťující energii pro hornictví
1992, rozšíření 2010
 http://whc.unesco.org/en/list/623
13. Město Bamberg
Town of Bamberg
Staré město, jeho architektura výrazně ovlivnila severní Německo a Maďarsko.
1993
 http://whc.unesco.org/en/list/624
14. Klášter Maulbronn
Maulbronn Monastery Complex
Cisterciácký klášter. Nejlépe zachovalý klášterní komplex severně od Alp.
1993
 http://whc.unesco.org/en/list/546
15. Železářské hutě ve Völklingenu
Völklingen Ironworks
Staré hutě z 19. století zůstaly po zastavení výroby v původním stavu.
1994
 http://whc.unesco.org/en/list/687
16. Quedlinburg – kostel, zámek a staré město
Collegiate Church, Castle, and Old Town of Quedlinburg
Staré město - zachovalé hrázděné domy, zámek a románský kostel.
1994
 http://whc.unesco.org/en/list/535
17. Messelský důl
Messel Pit Fossil Site
Naleziště fosilií savců.
1995
 http://whc.unesco.org/en/list/720
18. Bauhaus a jeho stavby ve Výmaru, Desavě a Bernau bei Berlin
Bauhaus and its Sites in Weimar, Dessau and Bernau
Světoznámá škola architektury ve městech Výmar, Desava a Bernau bei Berlin přinesla v letech 1919 až 1933 revoluci stavitelství.
1996, 2017
 http://whc.unesco.org/en/list/729
19. Katedrála sv. Petra v Kolíně nad Rýnem
Cologne Cathedral
Gotická katedrála.
1996
 http://whc.unesco.org/en/list/292
20. Lutherovy památníky v Eislebenu a Wittenbergu
Luther Memorials in Eisleben and Wittenberg
Domy a kostely ve městech Eisleben a Wittenberg, které mají vztah k životu Martina Luthera a jeho žáka Philippa Melanchthona.
1996
 http://whc.unesco.org/en/list/763
21. Klasický Výmar
Classical Weimar
Malé město Weimar zaznamenalo na přelomu 18. stol. pozoruhodný kulturní rozkvět, který přilákal mnoho spisovatelů a učenců (mj. Goetha a Schillera).
1998
 http://whc.unesco.org/en/list/846
22. Berlín – Ostrov muzeí
Museumsinsel Museum Island, Berlin
Pět muzeí bylo postaveno v letech 1824 až 1930 a ukazují vývoj přístupu k muzejnictví během jednoho století.
1999
 http://whc.unesco.org/en/list/896
23. Hrad Wartburg
Wartburg Castle
Opevněný zámek. Martin Luther zde přeložil Nový zákon do němčiny.
1999
http://whc.unesco.org/en/list/897
24. Desavsko-wörlitzská zahradní říše
Garden Kingdom of Dessau-Wörlitz
Ukázka krajinářského plánování a architektury v době osvícenství v 18. stol. 
2000
 http://whc.unesco.org/en/list/534
25. Klášterní ostrov Reichenau
Monastic Island of Reichenau
Klášter založený r. 724 na ostrově v Bodamském jezeře.
2000
 http://whc.unesco.org/en/list/974
26. Uhelný důl Zollverein v Essenu
Zollverein Coal Mine Industrial Complex in Essen
Průmyslovou oblast v Severním Porýní-Vestfálsku tvoří původní historický komplex dolů.
2001
 http://whc.unesco.org/en/list/975
27. Historická centra měst Stralsund a Wismar
Historic Centres of Stralsund and Wismar
Středověká města na pobřeží Baltu byla hlavními obchodními centry hanzovní ligy ve 14. a 15. století.
2002
 http://whc.unesco.org/en/list/1067
28. Údolí horního Středního Rýnu
Upper Middle Rhine Valley
65 kilometrů dlouhý úsek údolí Rýna ilustruje se svými hrady, historickými městy a vinicemi dlouhou historii působení člověka na krajinu.
2002
 http://whc.unesco.org/en/list/1066
Labské údolí v Drážďanech
Dresden Elbe Valley
Mezi palácem Übigau na severozápadě a palácem Pillnitz na severovýchodě se kolem Labe v délce 18 km rozkládá kulturní krajina vzniklá v 18. a 19. století.
2004, Vyřazeno ze seznamu v roce 2009
 http://whc.unesco.org/en/list/1156
29. Park Muskau / Park Muzakowski
Muskauer Park / Park Muzakowski
Krajinný park po obou stranách Lužické Nisy tvořící hranici mezi Polskem a Německem byl vytvořen princem Hermannem von Puckler-Muskau v letech 1815 až 1844.
2004
 http://whc.unesco.org/en/list/1127
30. Brémy - radnice a socha Rolanda na Marktplatz
Town Hall and Roland on the Marketplace of Bremen
Radnice z 15. stol. Celek přestál bombardování za 2. světové války. Socha Rolanda pochází z roku 1404.
2004
 http://whc.unesco.org/en/list/1087
31. Řezno - staré město a městský dvůr
Old town of Regensburg with Stadtamhof
Komplex historických budov a staveb dokumentujících dva tisíce let dějin osídlení od římských dob do současnosti.
2006
 http://whc.unesco.org/en/list/1211
32. Sídliště berlínské moderny
Berlin Modernism Housing Estates
2008
http://whc.unesco.org/en/list/1239/
33. Waddenské moře
The Wadden Sea
Pobřežní ekosystém mokřadů, slanisek, dun. Významná ptačí lokalita.
2009
http://whc.unesco.org/en/list/1314
34. Prehistorická kůlová obydlí v Alpách
Prehistoric Pile dwellings around the Alps
Kůlová obydlí z období 5000 až 500 let před naším letopočtem v blízkosti jezer, řek či mokřadů.
2011
 http://whc.unesco.org/en/list/1363
35. Původní bukové lesy Karpat a dalších oblastí Evropy
Primeval Beech Forests of the Carpathians and Other Regions of Europe
Zachovalé bučiny v různých oblastí Evropy od Pyrenejí po Černé moře.
2007, 2011, 2017
http://whc.unesco.org/en/list/1133
36. Továrna Fagus v Alfeldu
Fagus Factory in Alfeld
Budova vystavěná ve stylu moderní architektury a průmyslového designu architektem Waltrem Gropiem ze začátku 20. století.
2011
http://whc.unesco.org/en/list/1368
37. Markraběcí operní dům v Bayreuthu
Margravial Opera House Bayreuth
Reprezentativní barokní stavba z let 1745 až 1750 s hledištěm pro 500 osob.
2012
http://whc.unesco.org/en/list/1379
38. Horský park Wilhelmshöhe
Bergpark Wilhelmshöhe
Rozlehlý park v Kasselu.
2013
http://whc.unesco.org/en/list/1413
39. Klášter Corvey
Carolingian Westwork and Civitas Corvey
Areál opatství z 9. století na břehu Vezery.
2014
/http://whc.unesco.org/en/list/1447
40. Speicherstadt a čtvrť Kontorhausviertel, Hamburg
Speicherstadt and Kontorhaus District with Chilehaus
Městské čtvrtě spojené s hamburským zámořským obchodem.
2015
http://whc.unesco.org/en/list/1467
41. Práce Le Corbusiera - nevšední příspěvek modernistickému hnutí
The Architectural Work of Le Corbusier, an Outstanding Contribution to the Modern Movement
17 rozličných staveb na území Argentiny, Belgie, Francie, Švýcarska, Německa, Indie a Japonska.
2016
http://whc.unesco.org/en/list/1321
42. Jeskyně a umění z doby ledové v pohoří Švábská Alba
Caves and Ice Age Art in the Swabian Jura
Pozůstatky lidského osídlení staré až 43 000 let.
2017
http://whc.unesco.org/en/list/1527
43. Archeologický hraniční komplex Hedeby a Danevirke
Archaeological Border Complex of Hedeby and the Danevirke
Archeologické naleziště a opevnění z období Vikingů.
2018
http://whc.unesco.org/en/list/1553
44. Katedrála v Naumburgu
Naumburg Cathedral
Románsko-gotická katedrála .
2018
http://whc.unesco.org/en/list/1470
45. Hornický region Erzgebirge/Krušnohoří
Erzgebirge/Krušnohoří Mining Region
Krajina je výsledkem více než 800 let staré průmyslové historické kulturní krajiny, odkud se šířily významné vynálezy a hornické inovace do celé Evropy a světa.
2019
http://whc.unesco.org/en/list/1478
46. Vodohospodářský systém Augsburgu
Water Management System of Augsburg
Vodohospodářský systém města se vyvíjel v postupných fázích od 14. století do současnosti.
2019
http://whc.unesco.org/en/list/1580
47. Slavná lázeňská města Evropy
The Great Spa Towns of Europe
11 měst, které jsou svědectvím mezinárodní evropské lázeňské kultury, která se rozvíjela od počátku 18. století do 30. let 20. století.
2020
http://whc.unesco.org/en/list/1613
48. Hranice římské říše - Dunajský limes
Frontiers of the Roman Empire – The Danube Limes (Western Segment)
Pozůstatky hraničního opevnění a další staveb, které se nacházejí v Německu, Rakousku a Slovensku. 
2021
http://whc.unesco.org/en/list/1608
49. Mathildenhöhe v Darmstadtu
Mathildenhöhe Darmstadt
Kolonie umělců Mathildenhöhe v Darmstadtu s řadou secesních budov nechal v roce 1899 zřídit velkovévoda Ernst Ludwig. 
2020
http://whc.unesco.org/en/list/1614
50. ŠUM, židovské památky měst Špýr, Worms a Mohuč
ShUM Sites of Speyer, Worms and Mainz
Soubor židovských památek ve městech, které představují kolébku evropského židovství. 
2020
http://whc.unesco.org/en/list/1636
51. Hranice římské říše - Dolnogermánský limes
Frontiers of the Roman Empire – The Lower German Limes
Pozůstatky hraničního opevnění a další staveb, které se nacházejí v Německu a Nizozemsku.
2021
http://whc.unesco.org/en/list/1631
52. Židovské středověké dědictví Erfurtu
Jewish-Medieval Heritage of Erfurt
Stará synagoga a lázně mikve jsou svědectvím o každodenním životě, náboženství a historii města ve středověku.
2023
http://whc.unesco.org/en/list/1656
53. Sídla založená moravskými bratry
Moravian Church Settlements
4 města ve 4 různých státech, která vznikla z iniciativy moravských bratů - Herrnhut v Sasku.
2015, rozšíření 2024
 http://whc.unesco.org/en/list/1468
54. Soubor schwerinské rezidence
Schwerin Residence Ensemble
Komplex, který svou dnešní podobu získal v polovině 19. století a je významnou ukázkou historismu, konkrétně novorenesance.
2024
http://whc.unesco.org/en/list/1705
55. Paláce krále Ludvíka II. Bavorského: Neuschwanstein, Linderhof, Schachen a Herrenchiemsee
 The Palaces of King Ludwig II of Bavaria: Neuschwanstein, Linderhof, Schachen and Herrenchiemsee
Známý zámek Neuschwanstein a tři další sídla bavorského krále Ludvíka II.
2025
 https://whc.unesco.org/en/list/1726/

## Nizozemsko

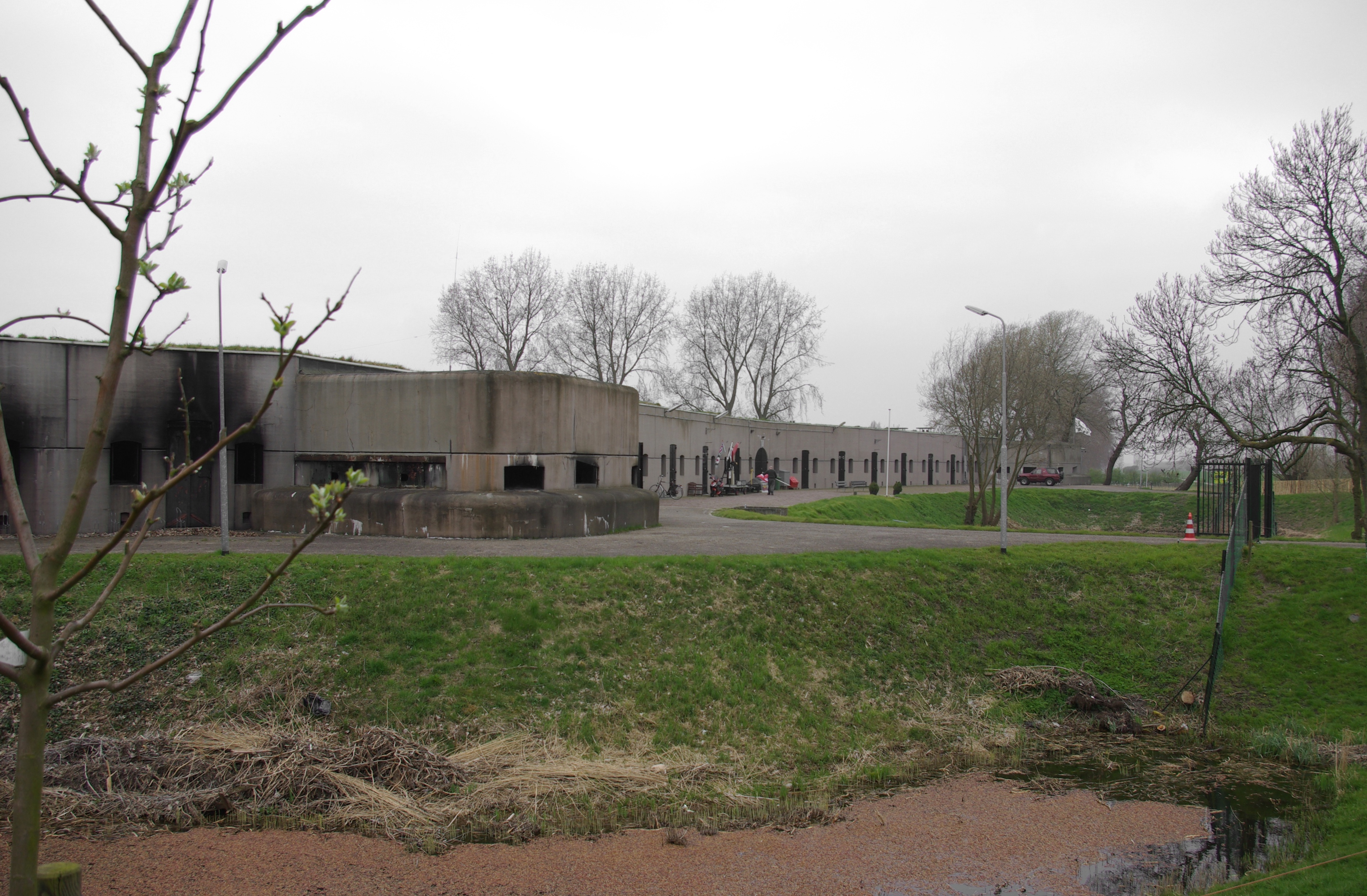
Amsterdam – obranná linie města

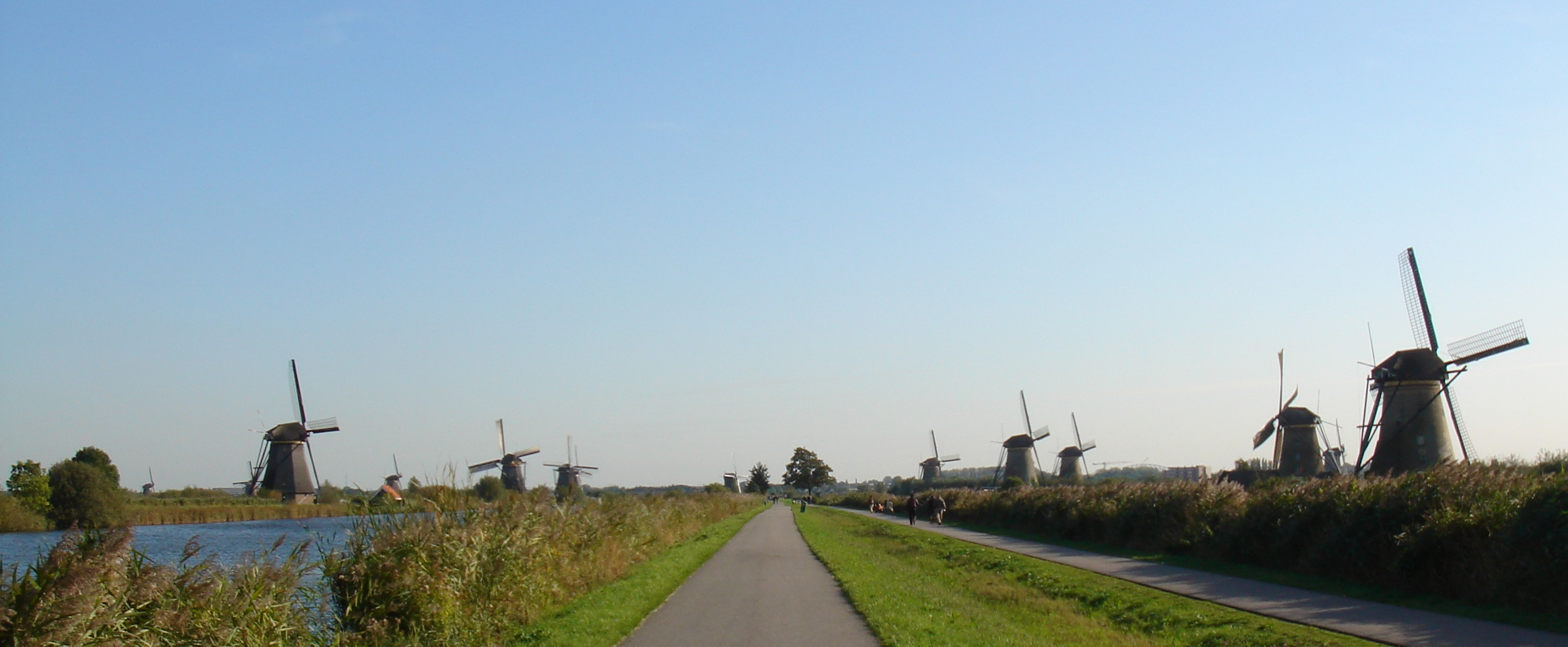
Mlýnská síť ve městě Kinderdijk-Elshout

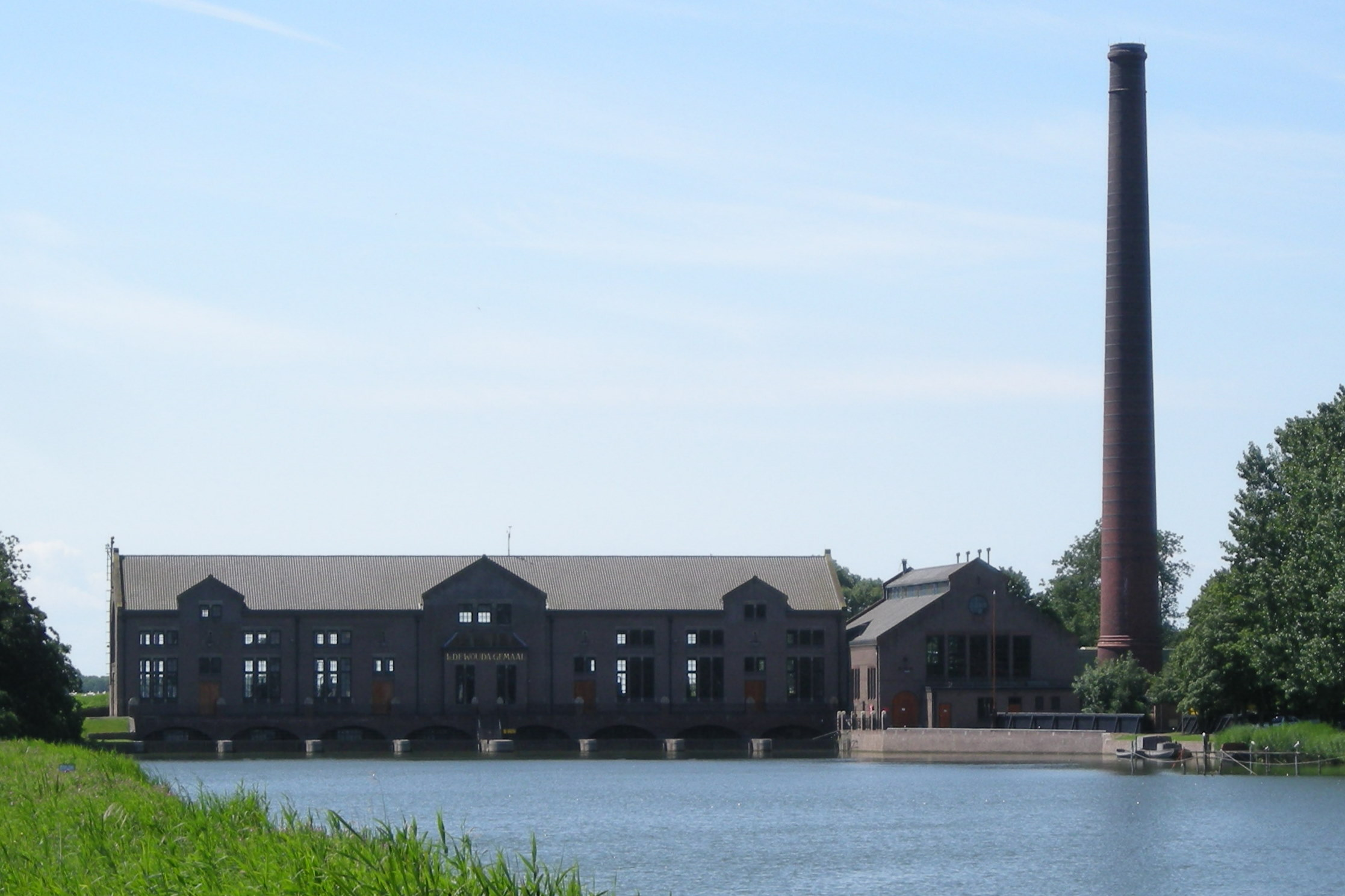
D. F. Woudova parní čerpací stanice

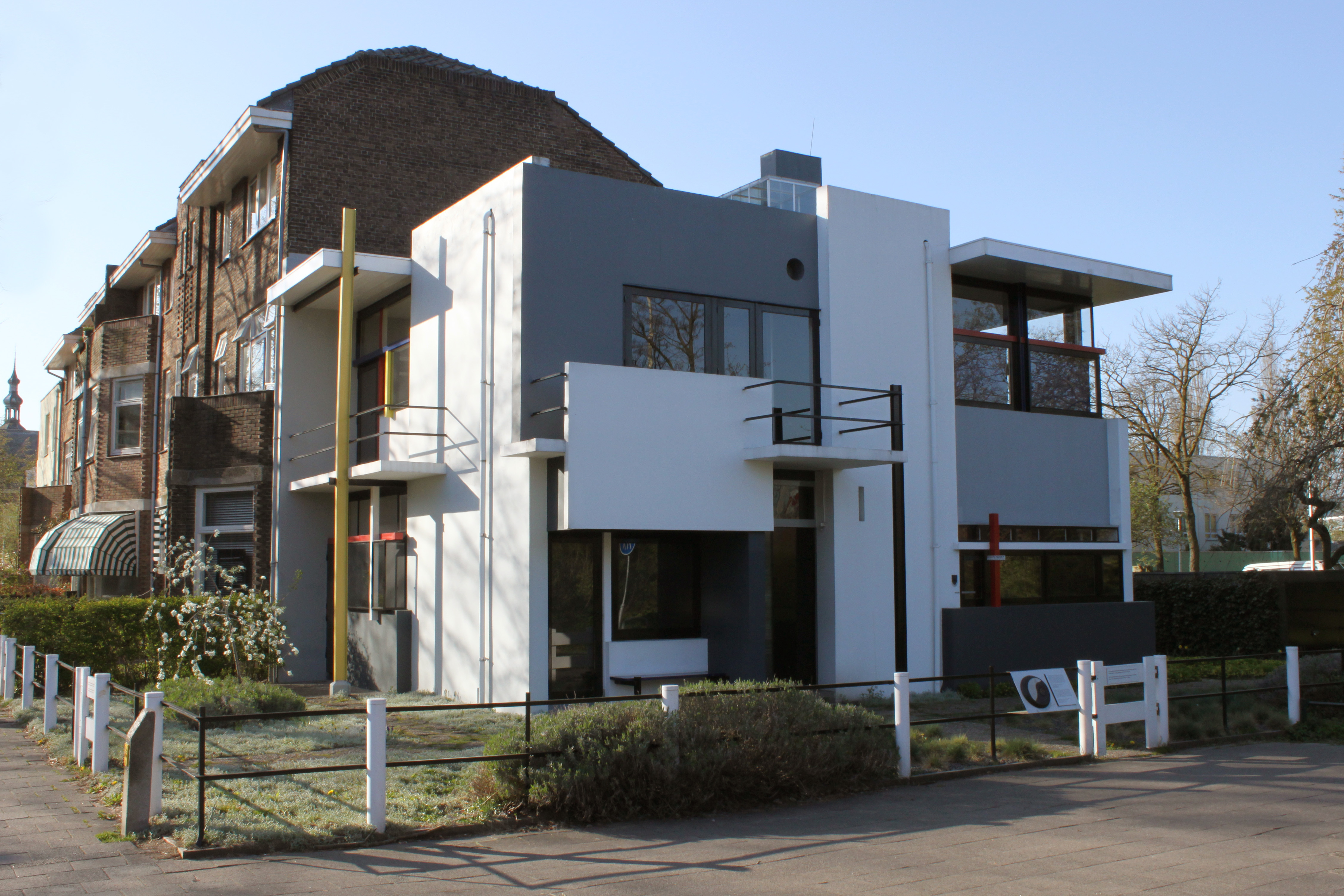
Dům Rietveld – Schröder

1. Schokland a okolí
Schokland and Surroundings
Oblast získaná odvodněním Zuiderzee. V oblasti jsou stopy prehistorického osídlení.
1995
 http://whc.unesco.org/en/list/739
2. Nizozemské vodní obranné linie - Obranná linie Amsterdamu a Nová holandská vodní linie
Dutch Water Defence Lines
Obranný systém založený na ovládání vody, který nemá jinde na světě obdoby.
1996, 2021
http://whc.unesco.org/en/list/759
3. Willemstad, vnitřní město a přístav, Curaçao
Historic Area of Willemstad, Inner City and Harbour, Curaçao
Roku 1634 založili Holanďané obchodní osadu v přírodním přístavu na karibském ostrově Curaçao.
1997
 http://whc.unesco.org/en/list/819
4. Síť mlýnů v Kinderdijk-Elshout
Mill Network at Kinderdijk-Elshout
Kanály, rezervoáry, čerpací stanice, administrativní budovy a větrné mlýny sloužící k vysoušení a zavlažování.
1997
 http://whc.unesco.org/en/list/818
5. D. F. Woudova parní čerpací stanice
Ir.D.F. Woudagemaal D.F. Wouda Steam Pumping Station
Největší parou poháněná čerpací stanice v Lemmeru v provincii Friesland z r. 1920.
1998
 http://whc.unesco.org/en/list/867
6. Polder Beemster
Droogmakerij de Beemster Beemster Polder
Nejstarší odvodněné území v Nizozemí ze 17. století.
1999
 http://whc.unesco.org/en/list/899
7. Dům Rietvelda a Schröderové
Rietveld Schröderhuis Rietveld Schröder House
Dům v Utrechtu byl postaven architektem Gerritem Thomasem Rietveldem v roce 1924 pro T. Schröderovou. Stal se manifestem ideálů skupiny umělců a architektů De Stijl.
2000
 http://whc.unesco.org/en/list/965
8. Waddenské moře
The Wadden Sea
Pobřežní ekosystém mokřadů, slanisek, dun. Významná ptačí lokalita.
2009
http://whc.unesco.org/en/list/1314
9. Kruhový systém kanálů okolo Amsterdamu ze 17. století
Seventeenth-century canal ring area of Amsterdam inside the Singelgracht
Systém kanálů v soustředných obloucích, který umožnil expanzi města Amsterdamu do původně bažinaté oblasti
2010
http://whc.unesco.org/en/list/1349
10. Továrna Van Nelle
Van Nellefabriek
Industriální architektura (20. léta 20. století) na severu Rotterdamu.
2014
 http://whc.unesco.org/en/list/1441
11. Kolonie benevolence
Colonies of Benevolence
Sociální experiment z 19. století, který usiloval o zmírnění městské chudoby zakládáním zemědělských kolonií na odlehlých místech Belgie a Nizozemska.
2020
http://whc.unesco.org/en/list/1555
12. Hranice římské říše - Dolnogermánský limes
Frontiers of the Roman Empire – The Lower German Limes
Pozůstatky hraničního opevnění, a další staveb, které se nacházejí v Německu a Nizozemsku.
2021
http://whc.unesco.org/en/list/1631
13. Planetárium Eisinga ve Franekeru
Eisinga Planetarium in Franeker
Nejstarší funkční planetárium s funkčním modelem sluneční soustavy.
2023
http://whc.unesco.org/en/list/1683

## Norsko

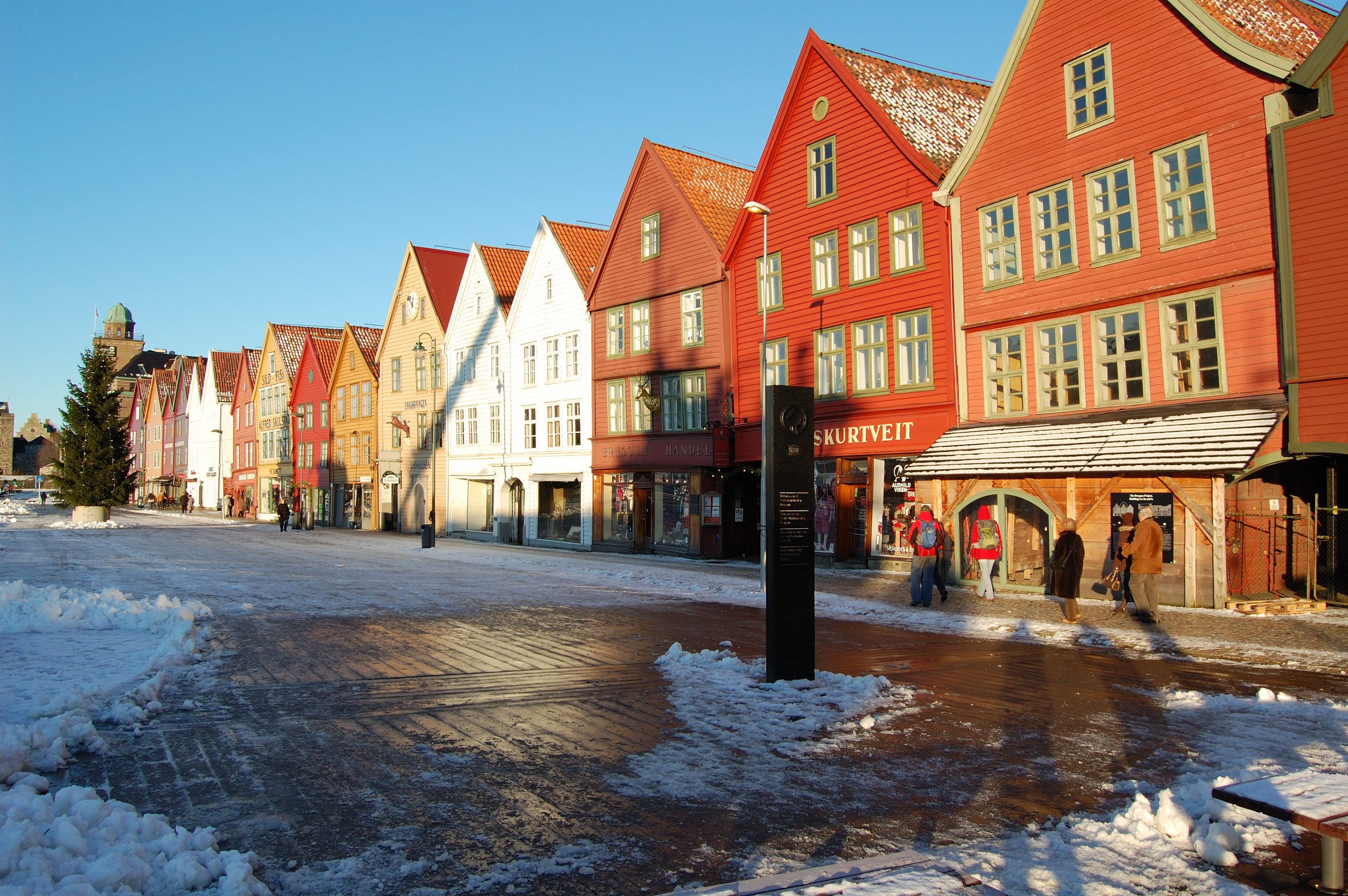
Čtvrť Bryggen v Bergenu

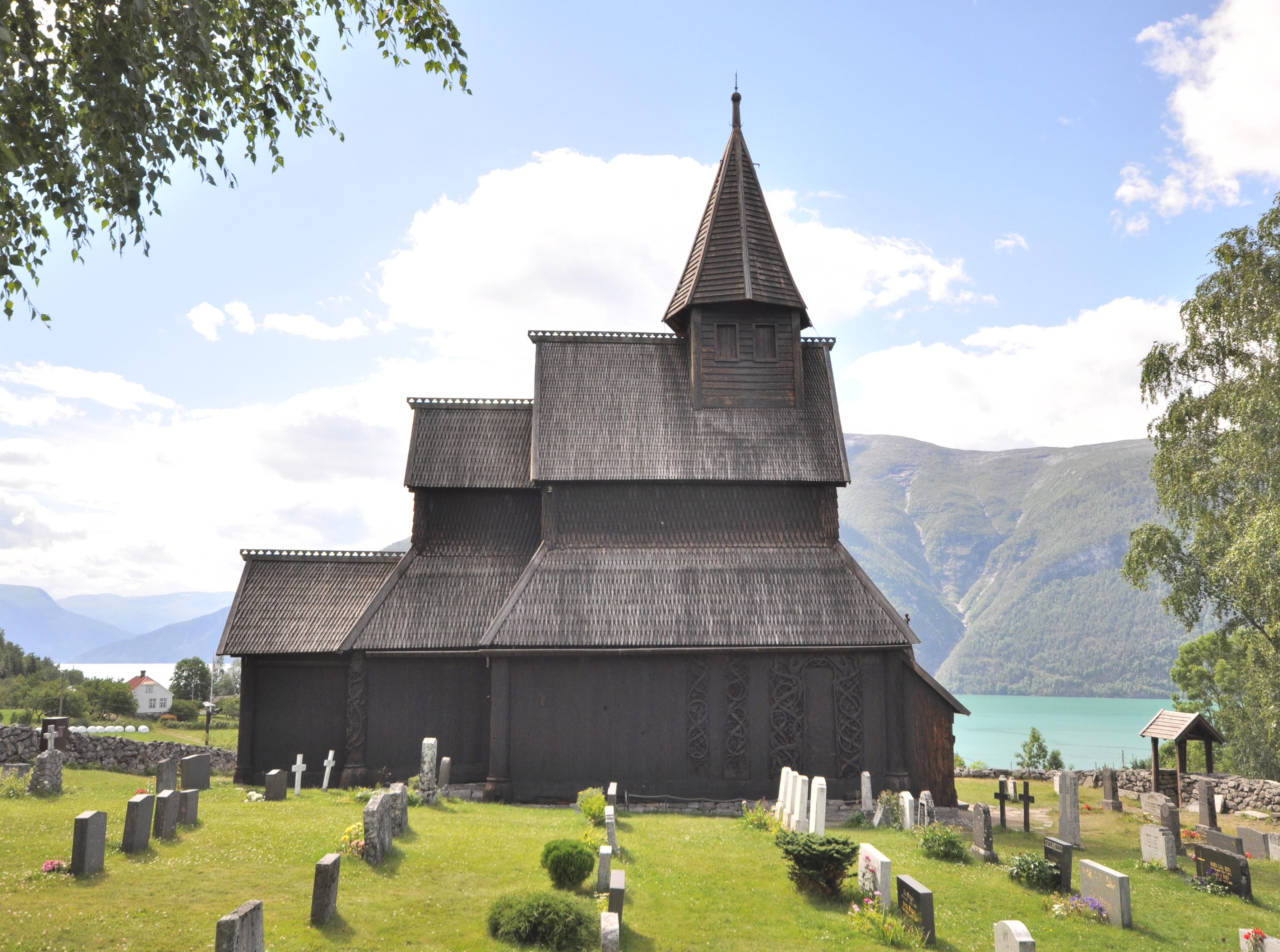
Roubený kostel v Urnesu

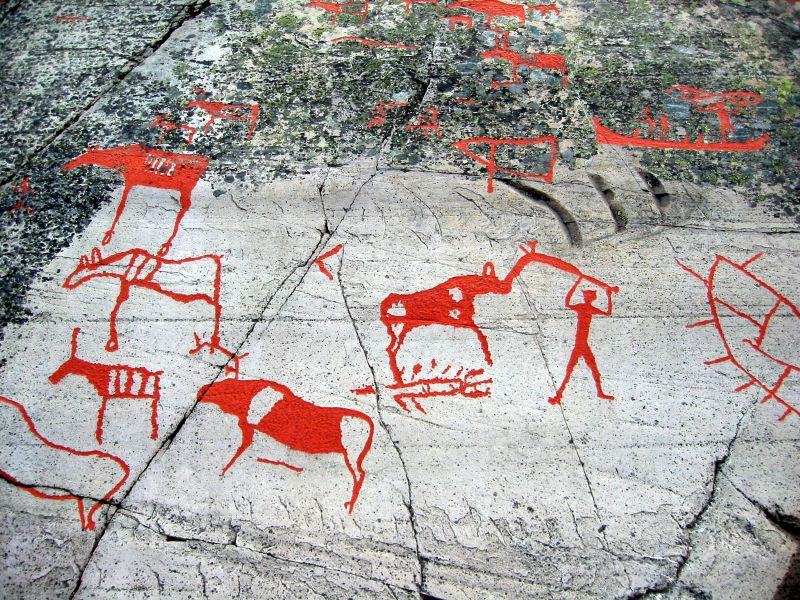
Skalní rytiny v Altě

1. Bryggen v Bergenu
Bryggen
Přístavní areál Bryggen připomíná důležitost města, které bylo členem hanzy.
1979
 http://whc.unesco.org/en/list/59
2. Roubený kostel v Urnesu
Urnes Stave Church
Dřevěný kostelík z 12. století.
1979
 http://whc.unesco.org/en/list/58
3. Røros a okolí
Røros Mining Town and the Circumference
Bývalé hornické město, kde se až do roku 1977 těžila měď.
1980, rozšíření 2010
 http://whc.unesco.org/en/list/55
4. Skalní rytiny v Altě
Rock Drawings of Alta
Prehistorické skalní kresby vysoko za polárním kruhem.
1985
 http://whc.unesco.org/en/list/352
5. Souostroví Vega
Vegaøyan – The Vega Archipelago
Ostrovy podávají svědectví o skromném způsobu života v nehostinné krajině, založeném na rybaření a sběru kajčího peří.
2004
 http://whc.unesco.org/en/list/1143
6. Struveho geodetický oblouk
 Struve Geodetic Arc
Řetězec triangulačních bodů sahající od Hammerfestu v Norsku až k Černému moři. V délce 2820 km prochází Švédskem, Finskem, Běloruskem, Estonskem Litvou, Lotyšskem, Ruskem, Moldavskem a Ukrajinou.
2005
 http://whc.unesco.org/en/list/1187
7. Západonorské fjordy - Geirangerfjord a Nærøyfjord
West Norwegian Fjords - Geirangerfjord and Nærøyfjord
Fjordy patřící mezi nejdelší a nejhlubší na světě.
2005
 http://whc.unesco.org/en/list/1195
8. Průmyslové dědictví regionu Rjukan a Notodden
Rjukan–Notodden Industrial Heritage Site
V hornaté krajině se nachází vodní elektrárny, rozvody elektřiny, železnice, města a další průmyslová infrastruktura z 1. poloviny 20. století.
2015
http://whc.unesco.org/en/list/1486

## Polsko

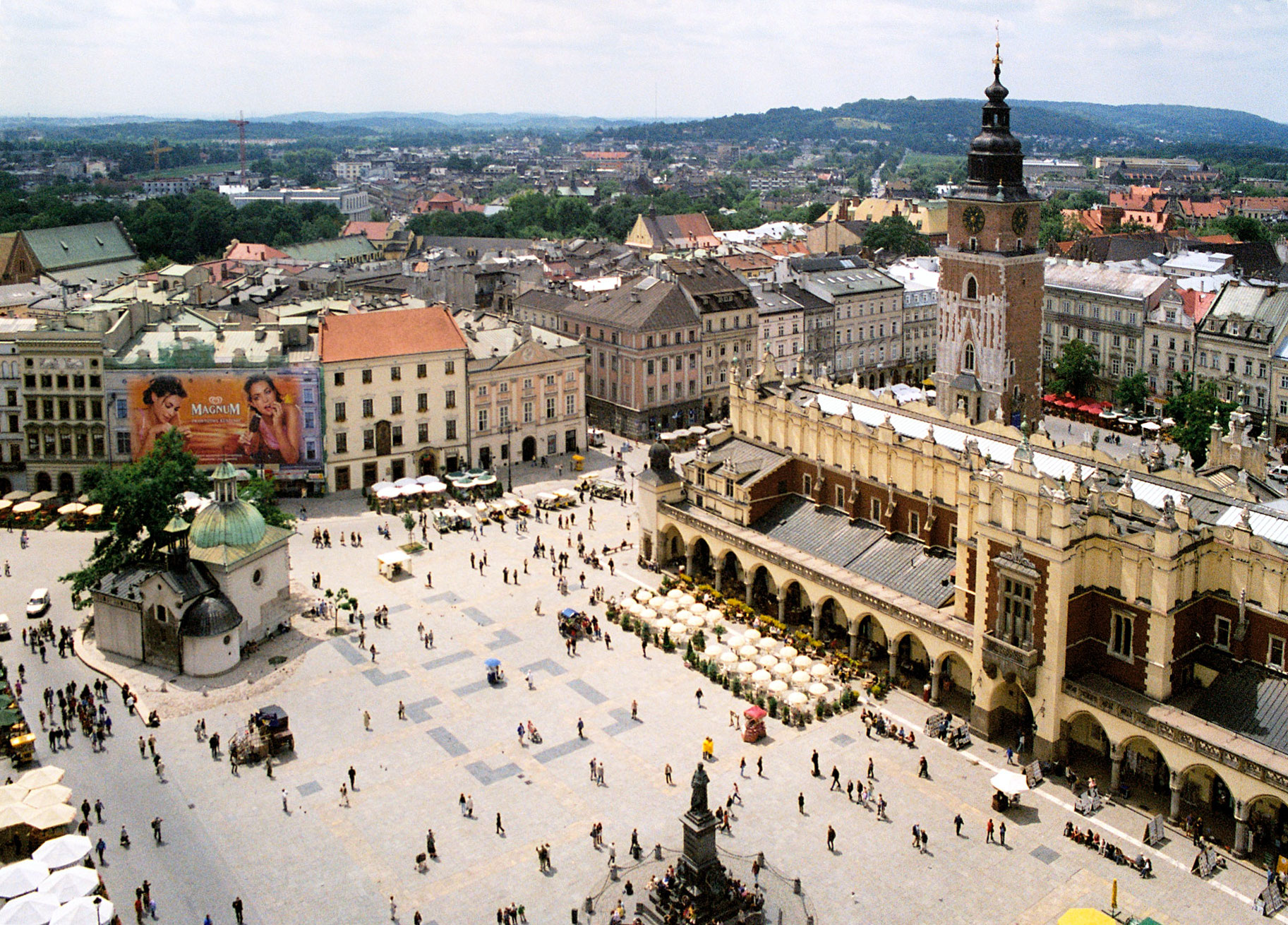
Krakov

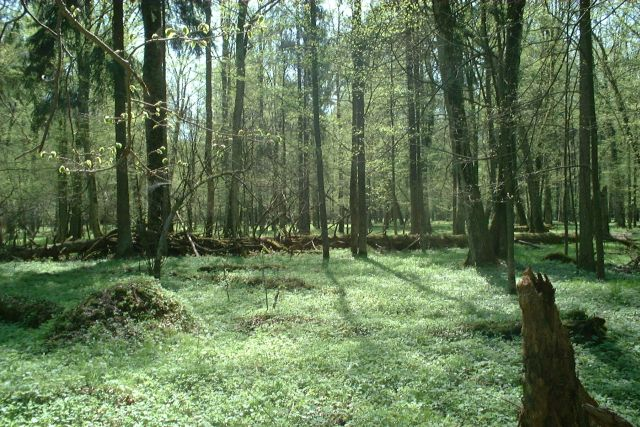
Bělověžský prales

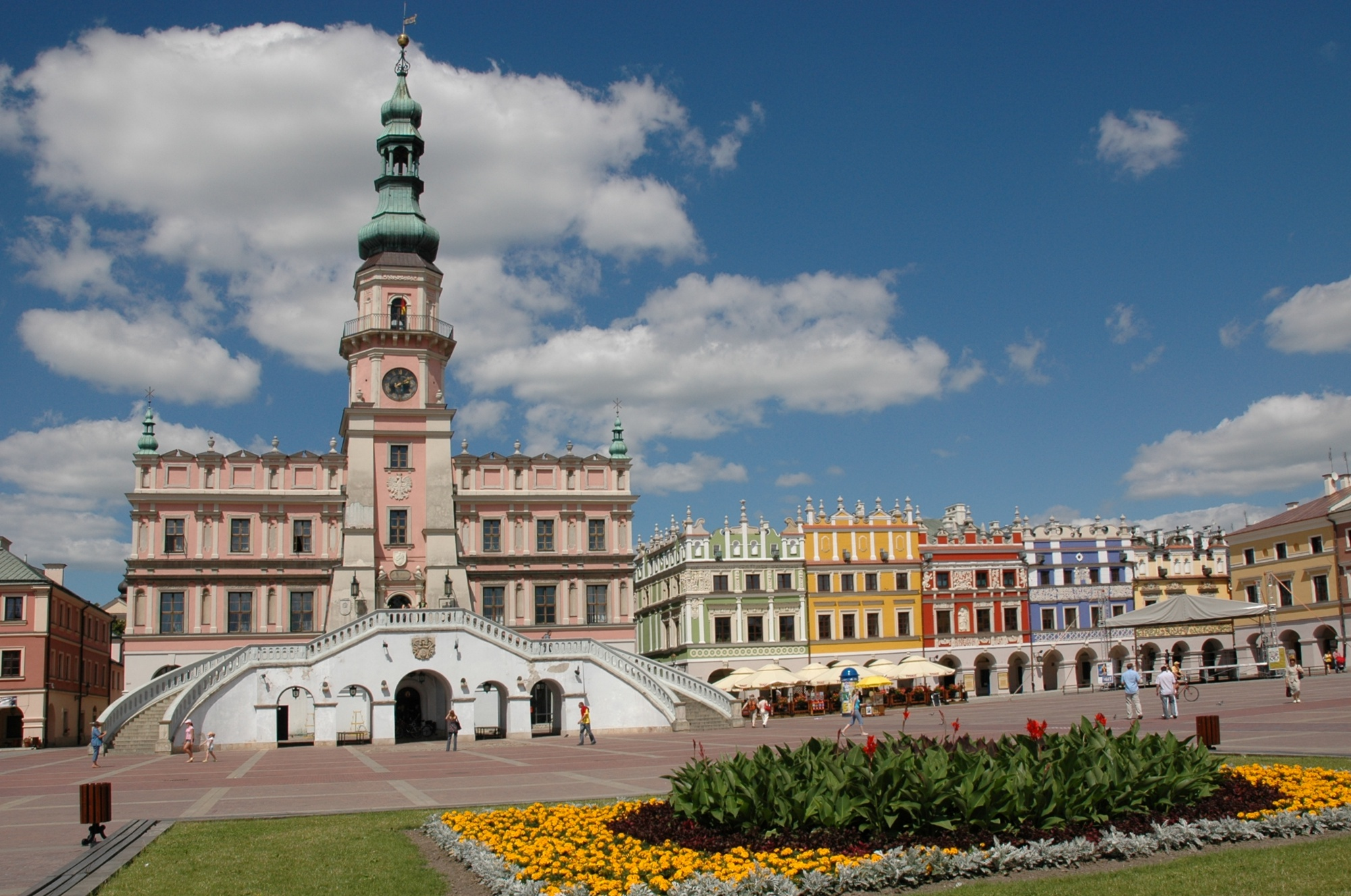
Zamość

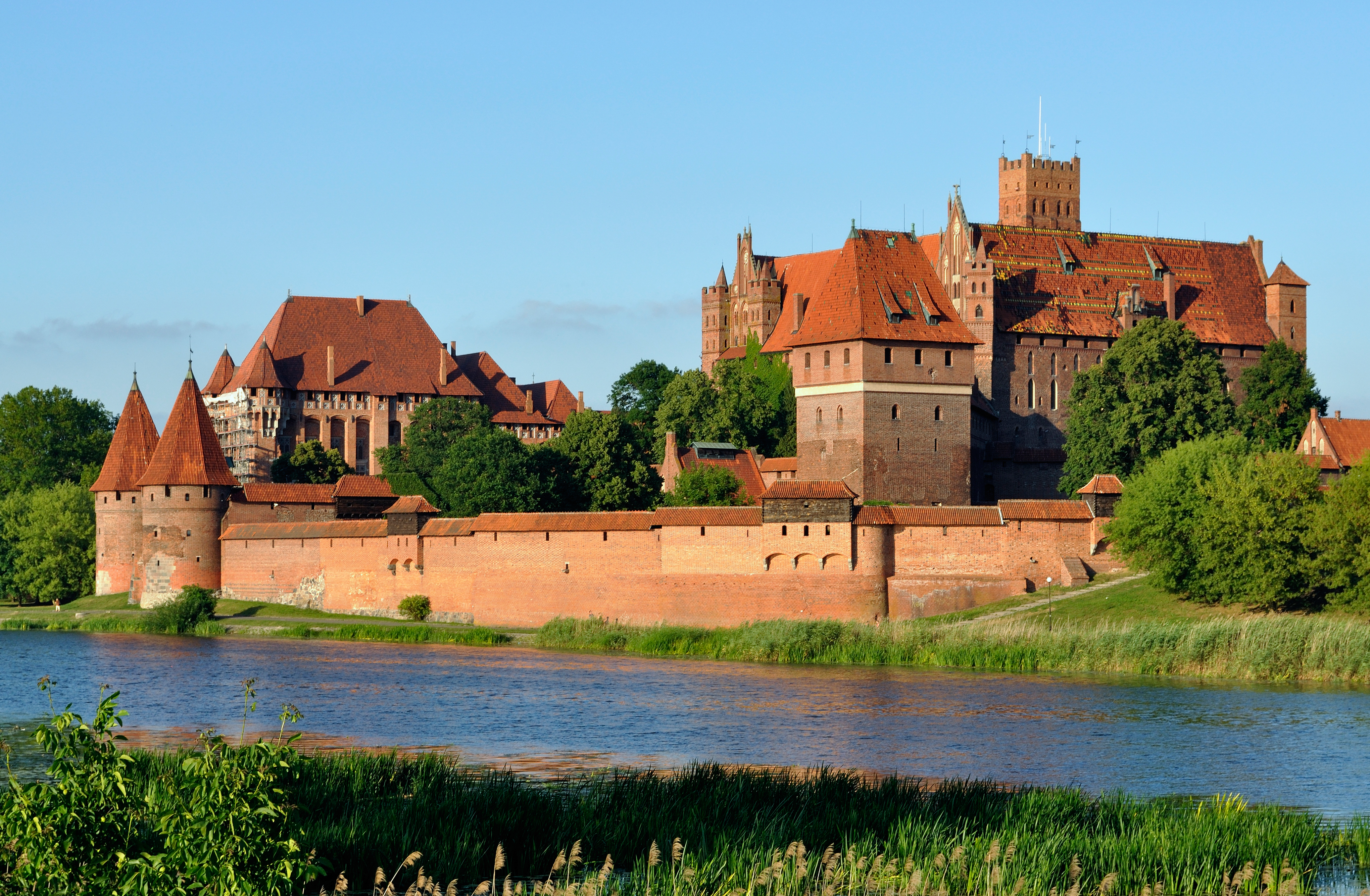
Malbork

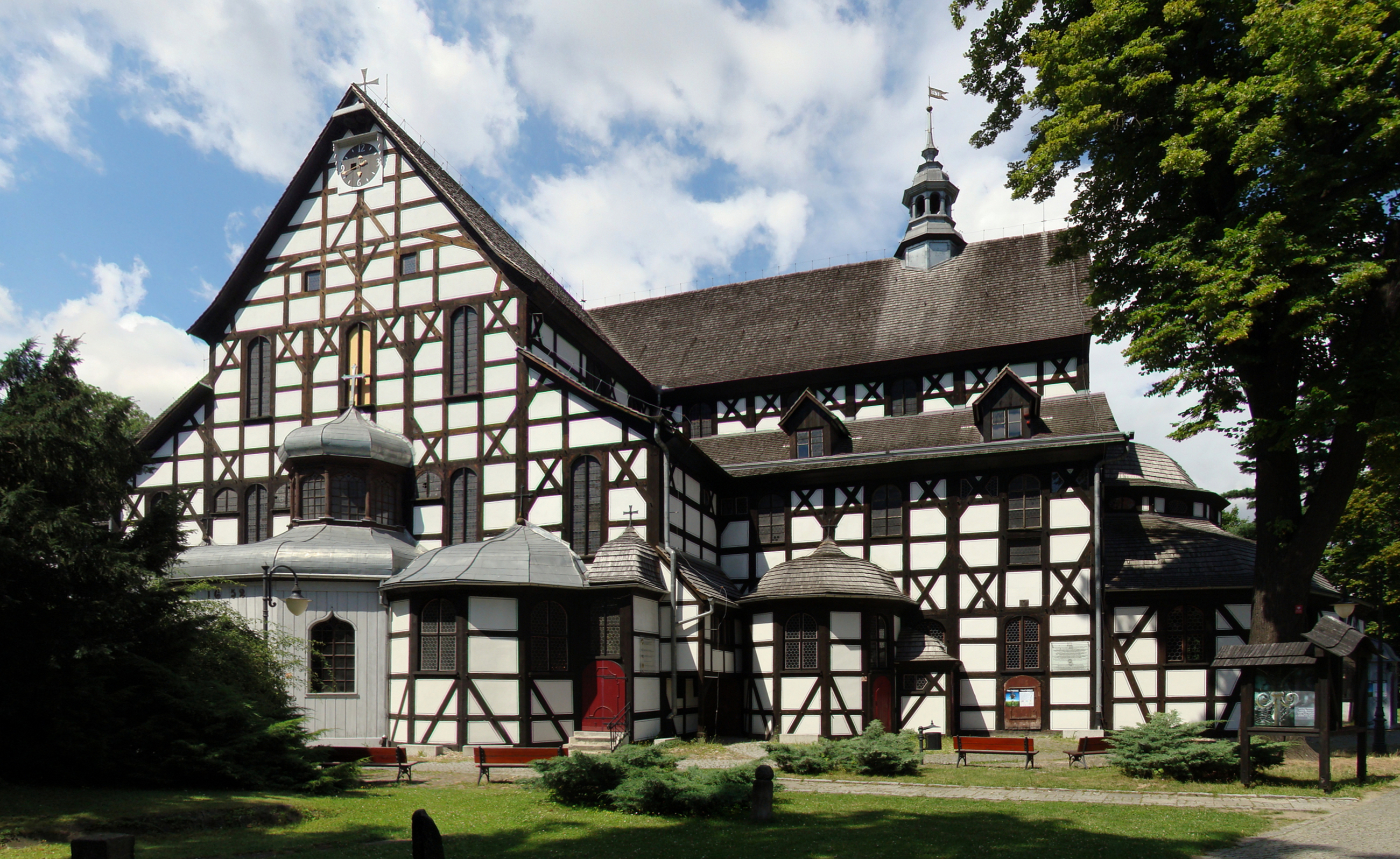
Kostely míru v Jaworr a Świdnici

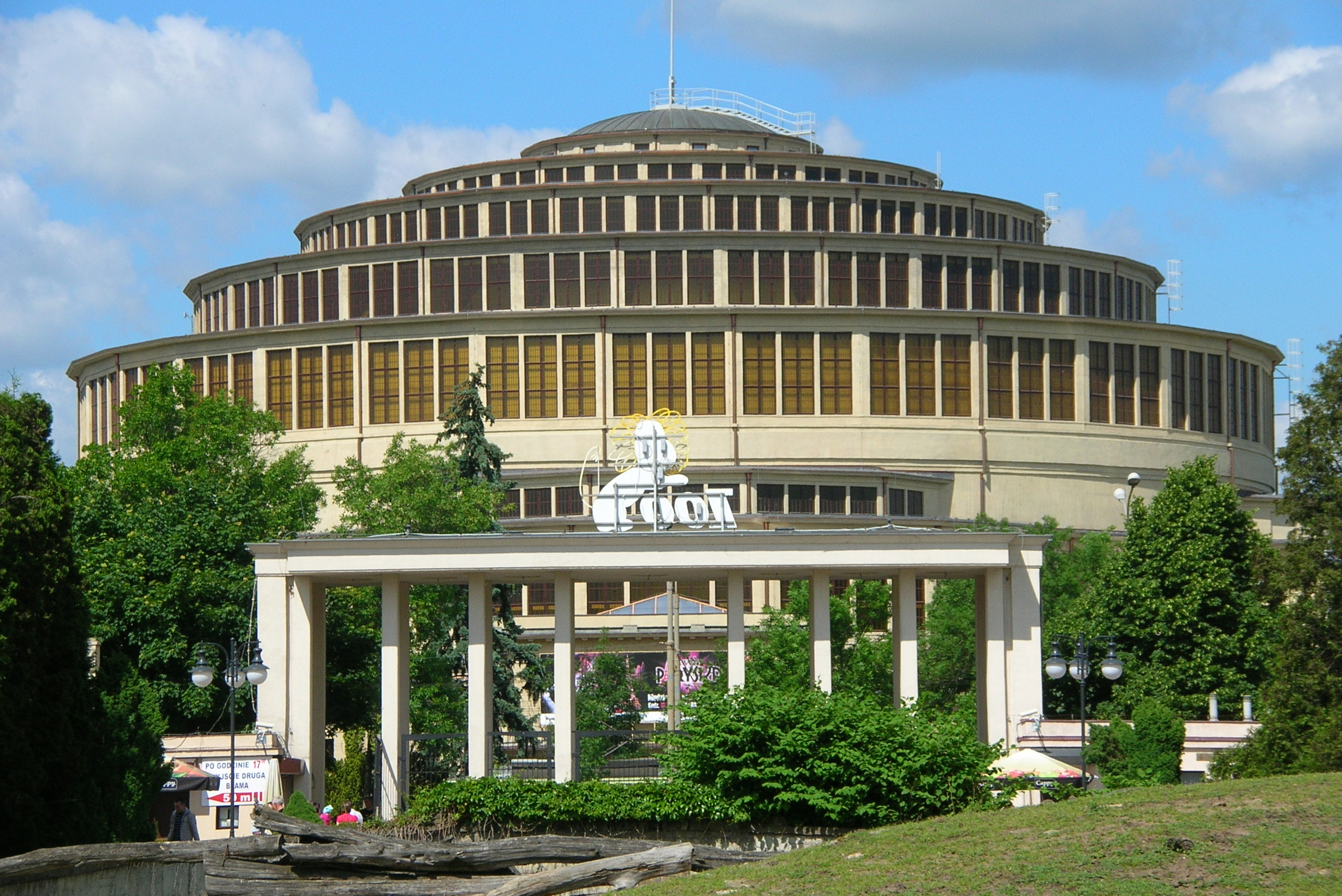
Hala století

1. Historické centrum Krakova
Cracow's Historic Centre
Staré město včetně královského hradu a opevnění.
1978
 http://whc.unesco.org/en/list/29
2. Královské solné doly Wieliczka a Bochnia
Wieliczka and Bochnia Royal Salt Mines
Historické solné doly.
1978
 http://whc.unesco.org/en/list/32
3. Osvětim-Březinka
Auschwitz Concentration Camp
Největší koncentrační tábor Hitlerovy Třetí říše.
1979
 http://whc.unesco.org/en/list/31
4. Bělověžský prales
Belovezhskaya Pushcha / Białowieża Forest
Rozsáhlá přírodní rezervace poskytuje útočiště mnoha savcům, mezi nimi třem stovkám zubrů, částečně v Bělorusku.
1979, 1992
 http://whc.unesco.org/en/list/33
5. Varšavské staré město
Historic Centre of Warsaw
Historické centrum města, které bylo po 2. světové válce téměř úplně zrekonstruováno.
1980
 http://whc.unesco.org/en/list/30
6. Staré město Zamość (Zámostí)
Old City of Zamość
Renesanční město s původním půdorysem a opevněním. 
1992
 http://whc.unesco.org/en/list/564
7. Středověké město Toruň
Medieval Town of Toruń
Komplex středověkých architektonických památek.
1997
 http://whc.unesco.org/en/list/835
8. Hrad Malbork řádu německých rytířů
Castle of the Teutonic Order Malbork
Středověký cihlový hrad.
1997
 http://whc.unesco.org/en/list/847
9. Kalwaria Zebrzydowska
Kalwaria Zebrzydowska: the Mannerist Architectural and Park Landscape Complex and Pilgrimage Park
Architektonický komplex a poutní místo zasazené do krajiny.
1999
 http://whc.unesco.org/en/list/905
10. Kostely míru v Jaworu a Svídnici
Churches of Peace in Jawor and Swidnica
Nejstarší církevní stavby s dřevěnou kostrou v Evropě.
2001
 http://whc.unesco.org/en/list/1054
11. Dřevěné kostely v jižním Malopolsku
Wooden Churches of Southern Little Poland
Katolické kostely, vystavěné z horizontálně uložených kmenů.
2003
 http://whc.unesco.org/en/list/1053
12. Park Muskau / Park Muzakowski
Muskauer Park / Park Muzakowski
Krajinný park po obou stranách řeky Neisse a hranice mezi Polskem a Německem byl vytvořen princem Hermannem von Puckler-Muskau v letech 1815 až 1844.
2004
 http://whc.unesco.org/en/list/1127
13. Hala století ve Vratislavi
Centennial Hall in Wroclaw
Významná památka moderní architektury. Víceúčelova betonová stavba vytvořená v letech 1911 až 1913 německým architektem Maxem Bergem
2006
 http://whc.unesco.org/en/list/1165
14. Karpatské dřevěné chrámy v Polsku a na Ukrajině
Wooden Tserkvas of the Carpathian Region in Poland and Ukraine
Dřevěné chrámy řeckokatolické a pravoslavé církve v Karpatech.
2013
 http://whc.unesco.org/en/list/1424
15. Olověné, stříbrné a zinkové doly ve městě Tarnovské Hory a jejich vodohospodářský systém
Tarnowskie Góry Lead-Silver-Zinc Mine and its Underground Water Management System
Rozlehlý areál dolů v Horním Slezsku.
2017
 http://whc.unesco.org/en/list/1539
16. Region pravěkých pazourkových dolů Krzemionki
Krzemionki Prehistoric Striped Flint Mining Region
Více než 6 000 let starý rozlehlý areál dolů, kde se těžily pruhované pazourky.
2019
 http://whc.unesco.org/en/list/1599
17. Původní bukové lesy Karpat a dalších oblastí Evropy
Primeval Beech Forests of the Carpathians and Other Regions of Europe
Zachovalé bučiny v různých oblastech Evropy od Pyrenejí po Černé moře.
2007, 2011, 2017, 2021
http://whc.unesco.org/en/list/1133

## Portugalsko

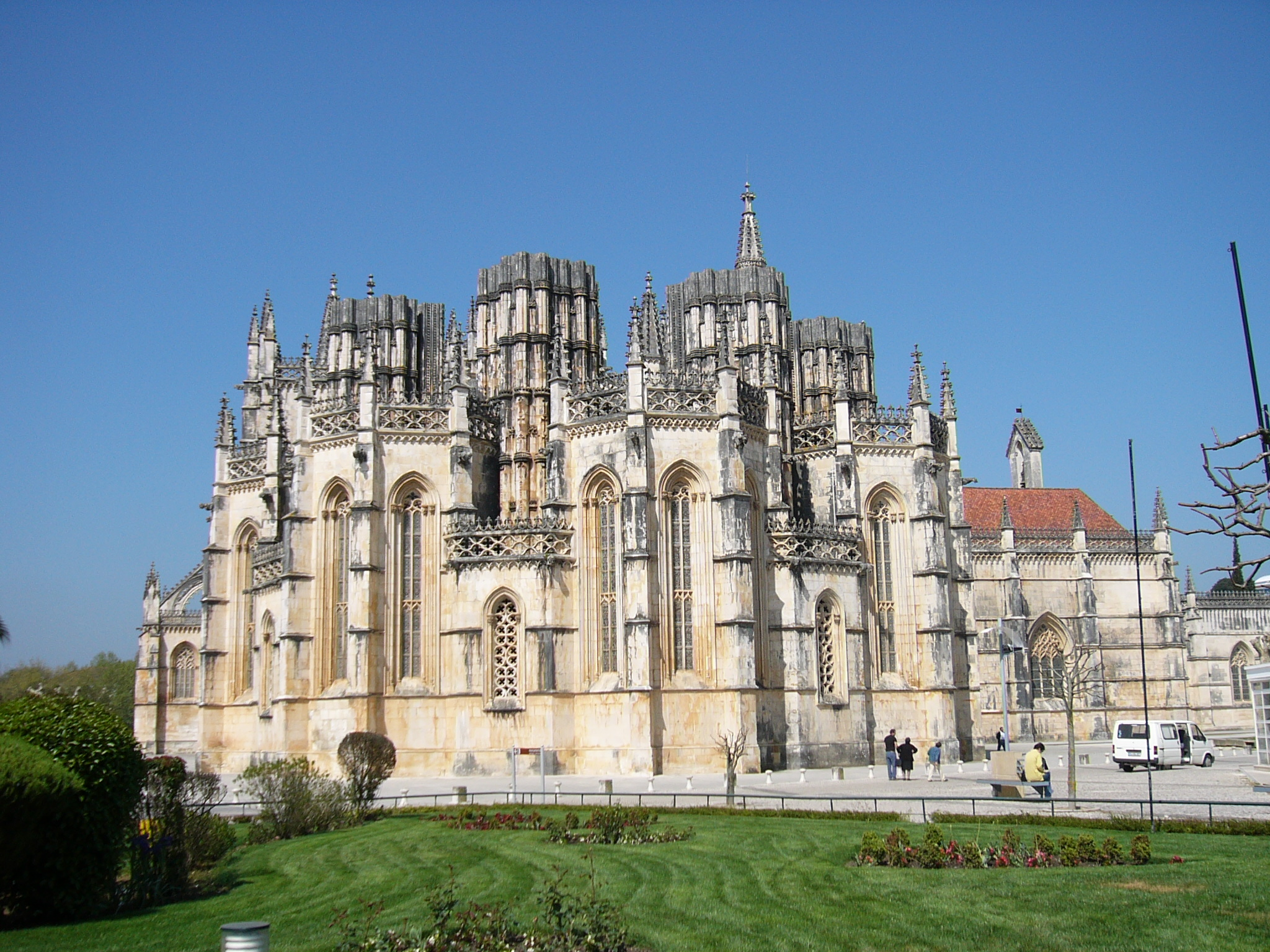
Klášter Batalha

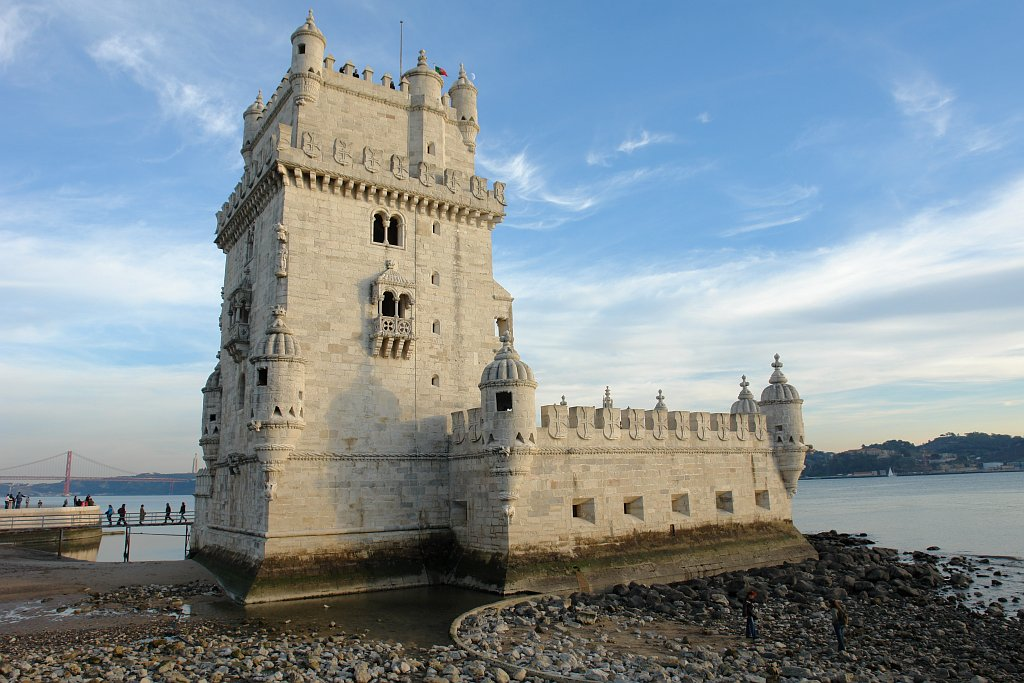
Belémská věž v Lisabonu

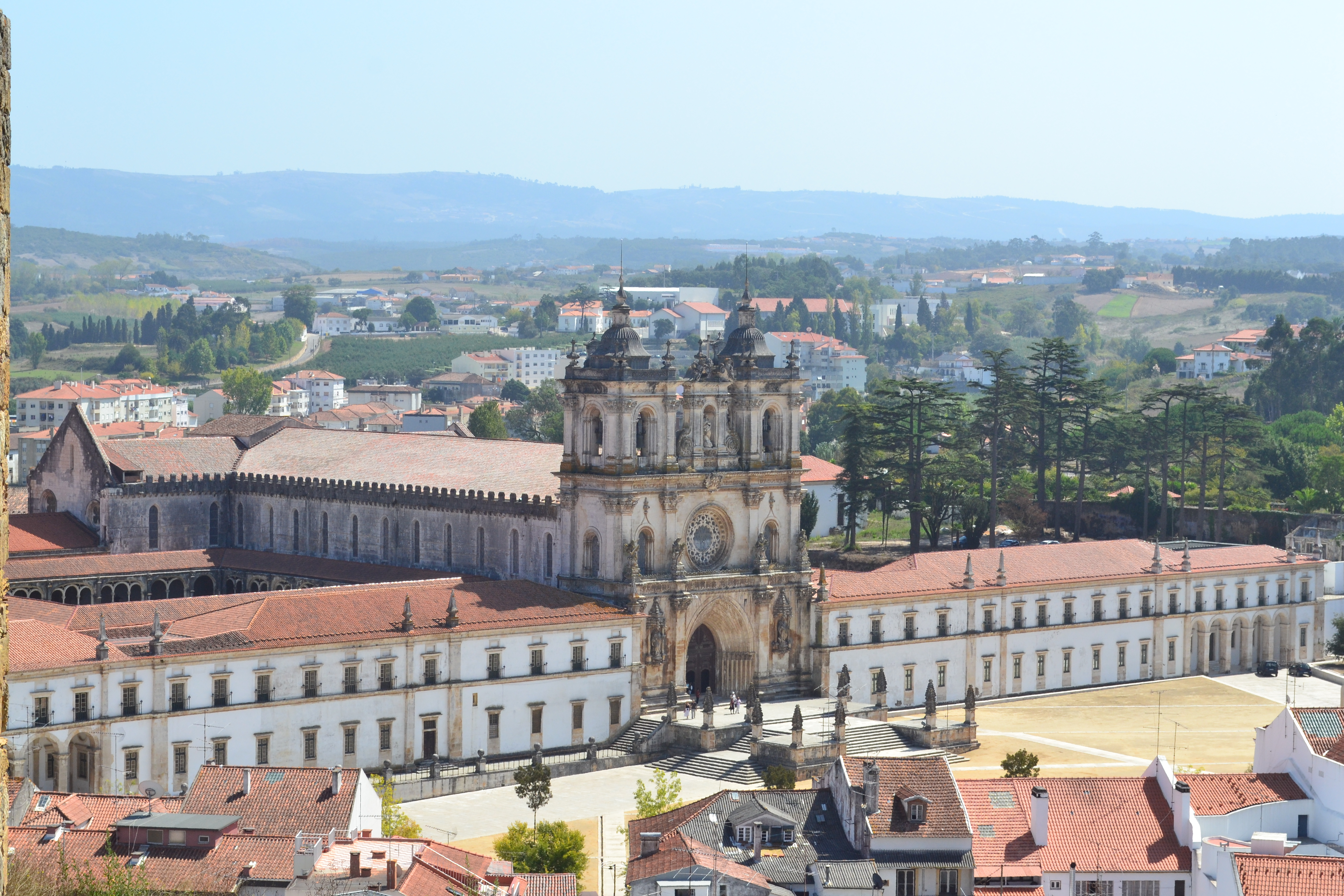
Klášter Alcobaça

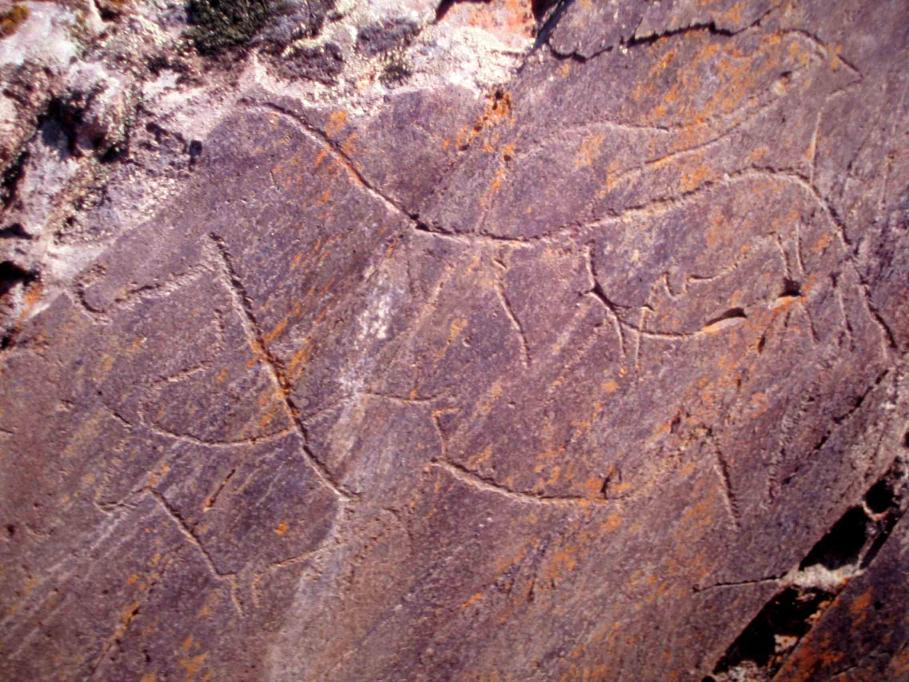
Skalní malby v údolí Côa a Siega Verde

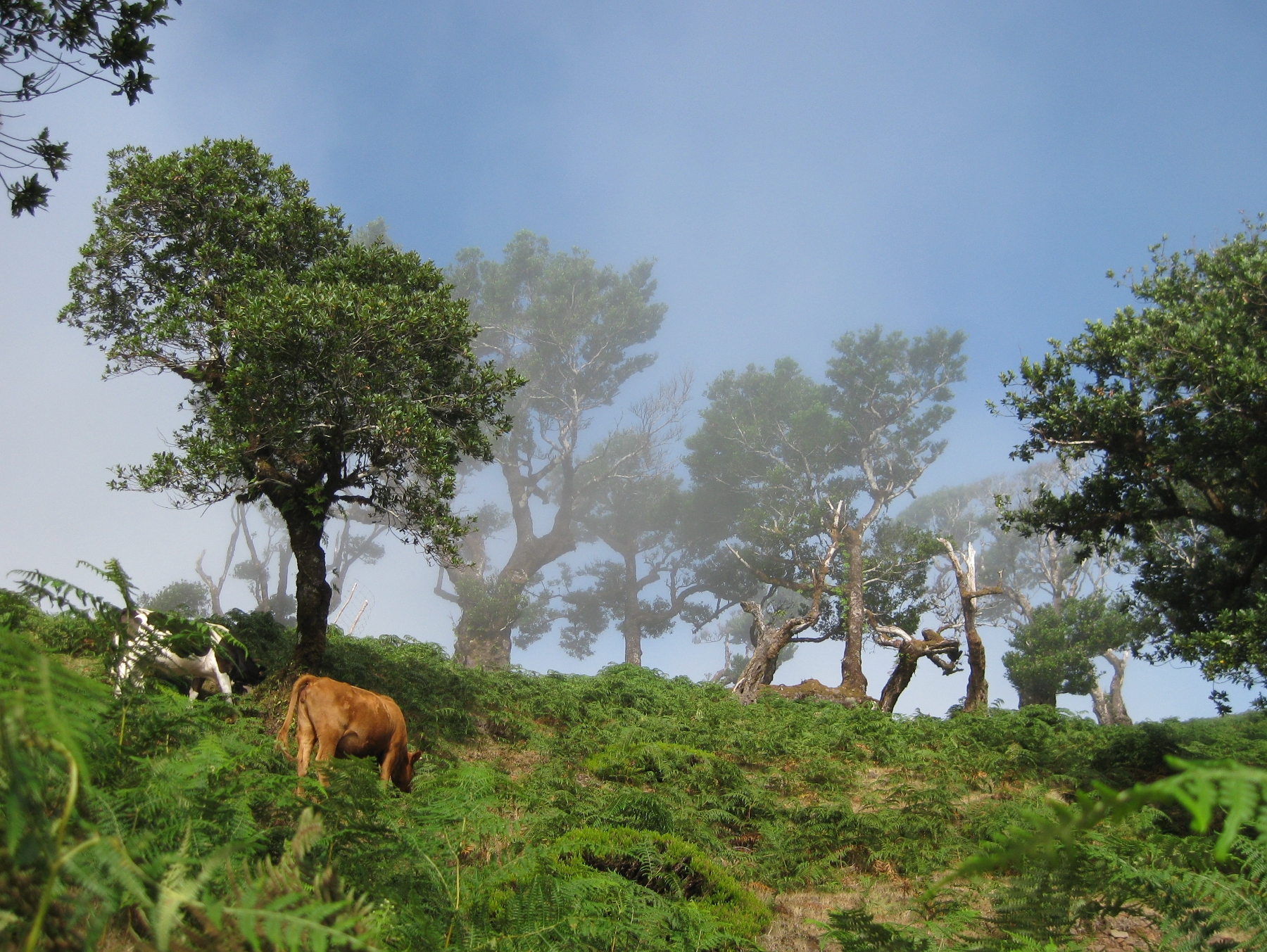
Vavřínový les na ostrově Madeira

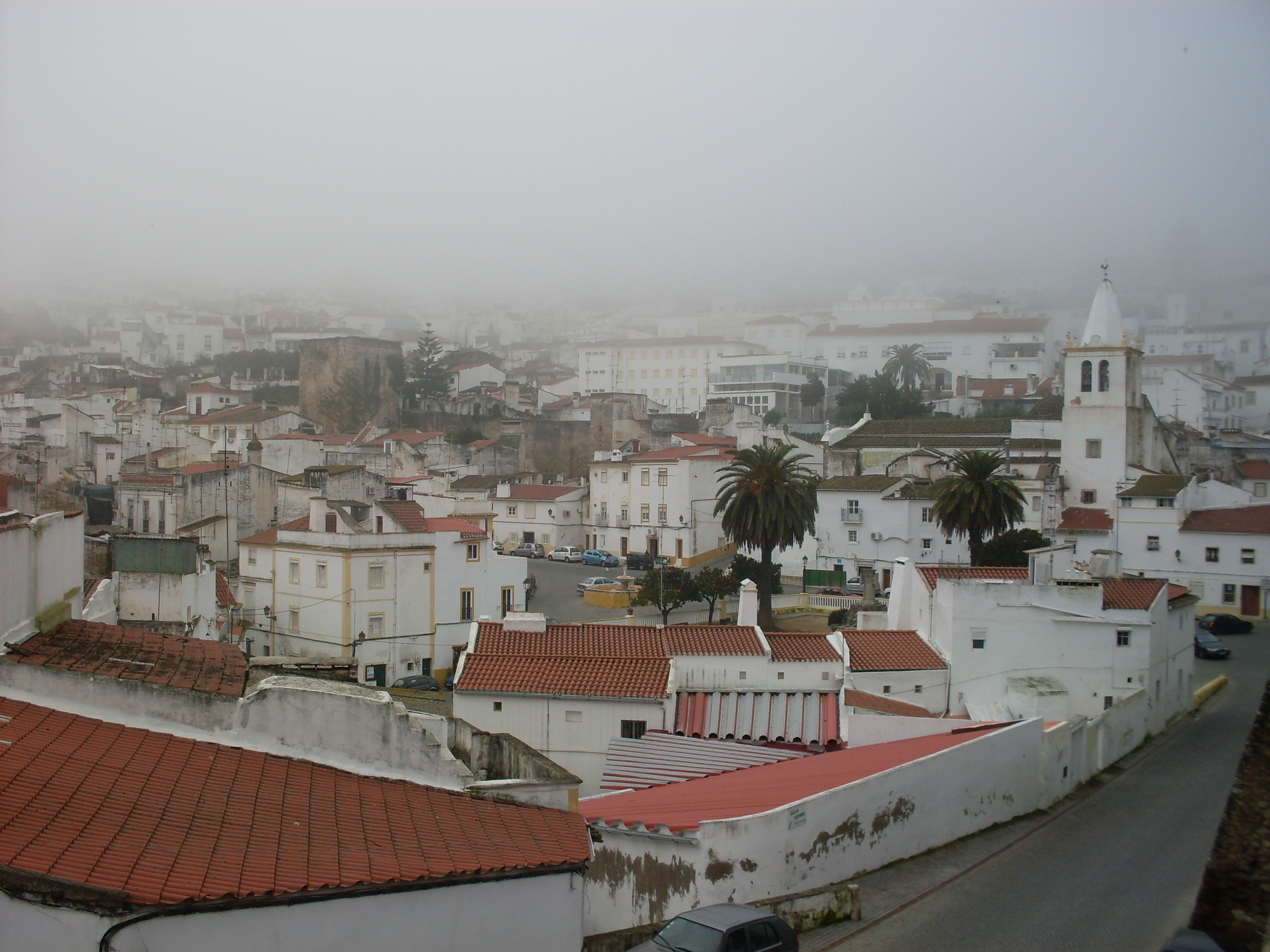
Elvas

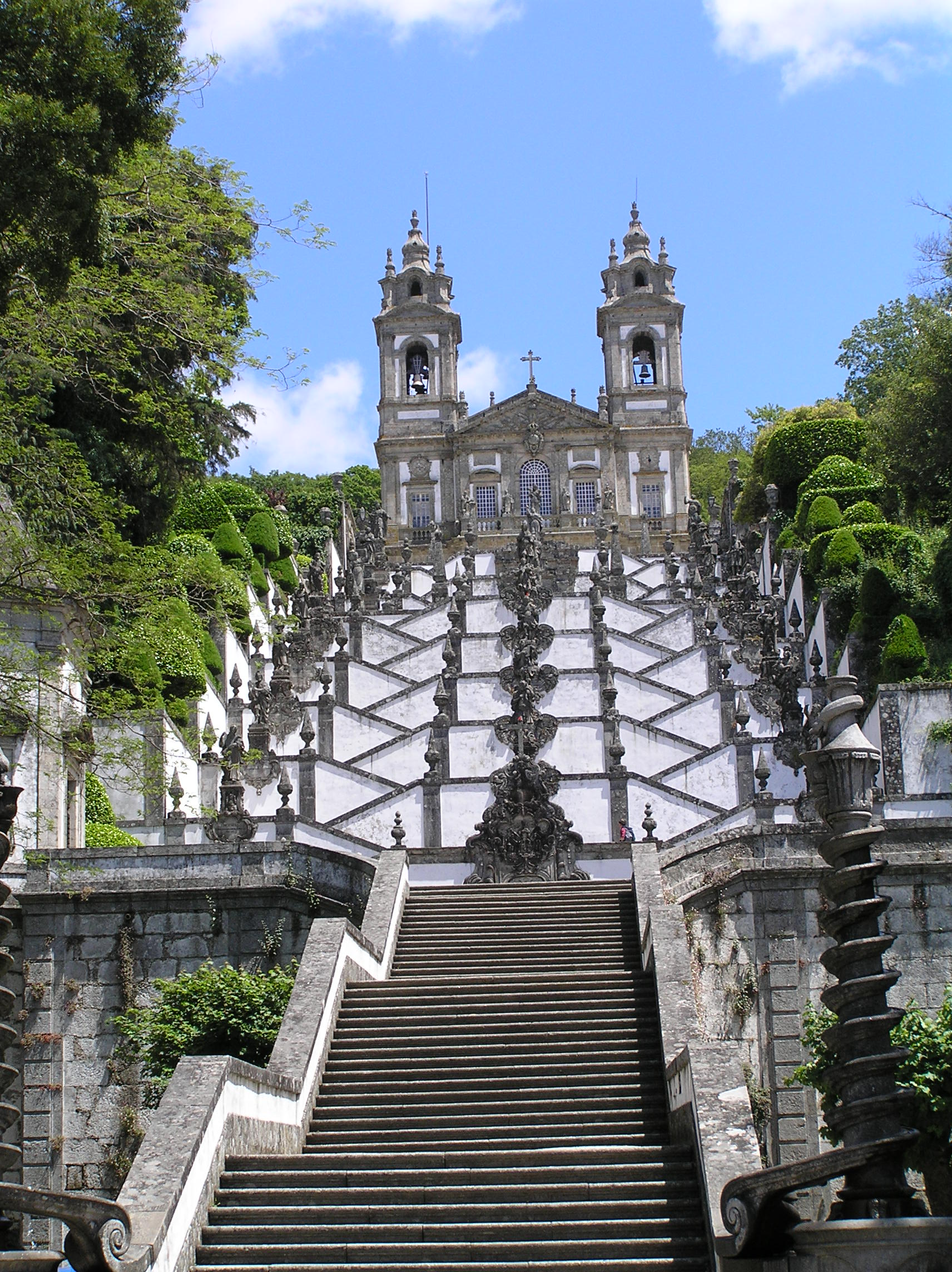
Bom Jesus do Monte

1. Klášter Batalha
Monastery of Batalha
Dominikánský klášter – vrcholná ukázka poortugalské gotiky.
1983
 http://whc.unesco.org/en/list/264
2. Angra do Heroísmo
Central Zone of the Town of Angra do Heroismo in the Azores
Přístav a pevnosti San Sebastian a San Juan Baptista na Azorských ostrovech – vojenská architektura.
1983
 http://whc.unesco.org/en/list/206
3. Klášter Řádu Kristova v Tomaru
Convent of Christ in Tomar
Klášterní komplex v Tomaru je příkladem portugalské renesanční architektury.
1983
 http://whc.unesco.org/en/list/265
4. Klášter jeronymitů a Belémská věž v Lisabonu
Monastery of the Hieronymites and Tower of Belem in Lisbon
Klášter řádu sv. Jeronýma a věž Belém, která připomíná především velké zámořské objevy.
1983
 http://whc.unesco.org/en/list/263
5. Historické centrum Évory
Historic Centre of Evora
Historické centrum města, které bylo sídlem portugalských králů.
1986
 http://whc.unesco.org/en/list/361
6. Klášter Alcobaça
Monastery of Alcobaça
Klášter Santa Maria d'Alcobaça ze 12. století.
1989
 http://whc.unesco.org/en/list/505
7. Kulturní krajina Sintry
Cultural Landscape of Sintra
Kulturní krajina s paláci a zahradami.
1995
 http://whc.unesco.org/en/list/723
8. Historické centrum Porta
Historic Centre of Oporto
Historické centrum města s římskými a novoklasicistními památkami
1996
 http://whc.unesco.org/en/list/755
9. Skalní malby v údolí Côa a Siega Verde
Prehistoric Rock-Art Sites in the Côa Valley and Siega Verde
Výjimečná koncentrace skalních rytin a maleb z pozdní doby kamenné.
1998, rozšířeno 2010
 http://whc.unesco.org/en/list/866
10. Vavřínový les na ostrově Madeira
Laurisilva of Madeira
Nejrozsáhlejší území, kde rostou z 90 % pouze vavříny. Vyskytuje se v něm unikátní řada rostlin a živočichů.
1999
 http://whc.unesco.org/en/list/934
11. Vinařská oblast Alto Douro
Alto Douro Wine Region
Tradičními metodami se víno v této oblasti pěstuje již asi 2000 let. Zdejším hlavním produktem je portské víno.
2001
 http://whc.unesco.org/en/list/1046
12. Historické centrum Guimarães
Historic Centre of Guimarães
Příklad rozvoje středověké osady v moderní město.
2001
 http://whc.unesco.org/en/list/1031
13. Vinařská kulturní krajina na ostrově Pico
Landscape of the Pico Island Vineyard Culture
Oblast na sopečném ostrově Pico v souostroví Azory je typická svými dlouhými zídkami, vedoucími od skalnatého pobřeží.
2004
 http://whc.unesco.org/en/list/1117
14. Město Elvas a jeho opevnění
Garrison Border Town of Elvas and its Fortifications
V opevněném městě se vedle chrámů a klášterů nacházejí též pevnosti a další vojenské stavby.
2012
http://whc.unesco.org/en/list/1367
15. Univerzita Coimbra
University of Coimbra – Alta and Sofia
Areál univerzity založené ve 12. století.
2013
http://whc.unesco.org/en/list/1387
16. Královská budova Mafra - palác, bazilika, klášter, zahrada a lovecký park Cerco
Royal Building of Mafra – Palace, Basilica, Convent, Cerco Garden and Hunting Park (Tapada)
Palácový komplex ze začátku 18. století.
2019
http://whc.unesco.org/en/list/1573
17. Svatyně Bom Jesus do Monte v Braze
Sanctuary of Bom Jesus do Monte in Braga
Poutní místo s monumentálním barokním schodištěm.
2019
http://whc.unesco.org/en/list/1590

## Rakousko

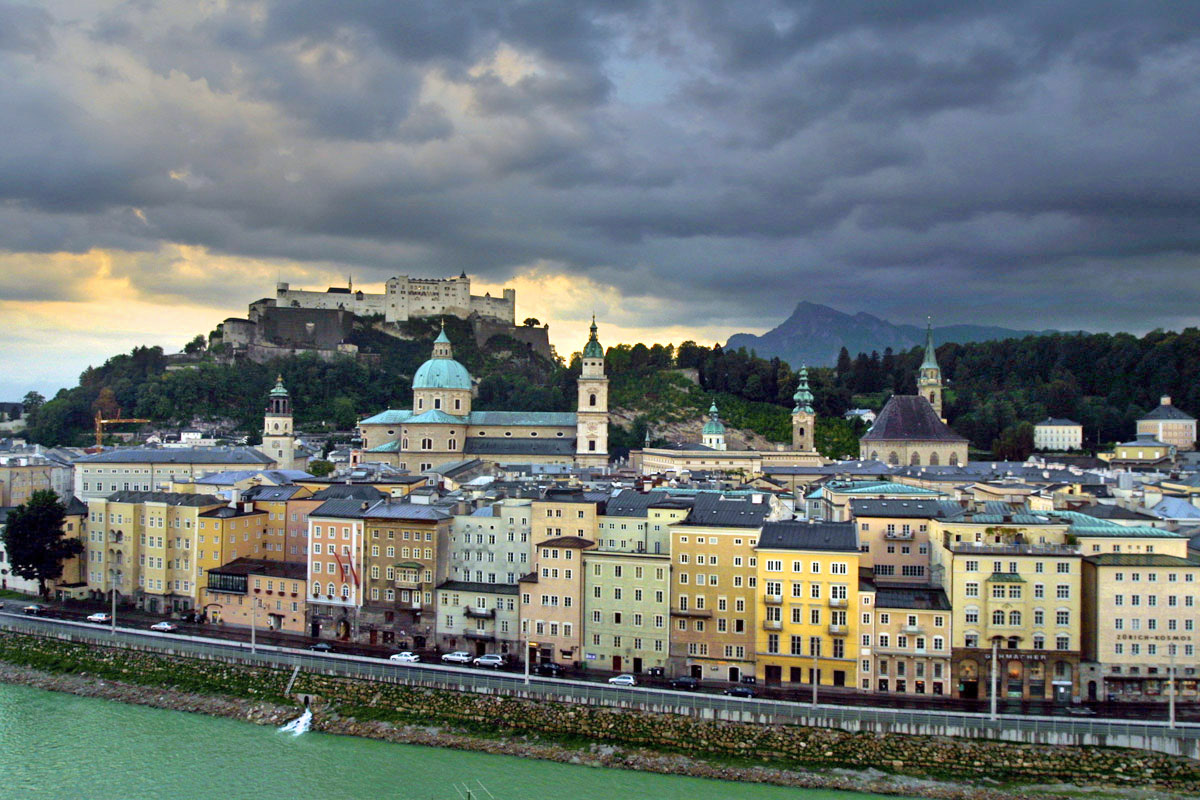
Staré město v Salzburgu

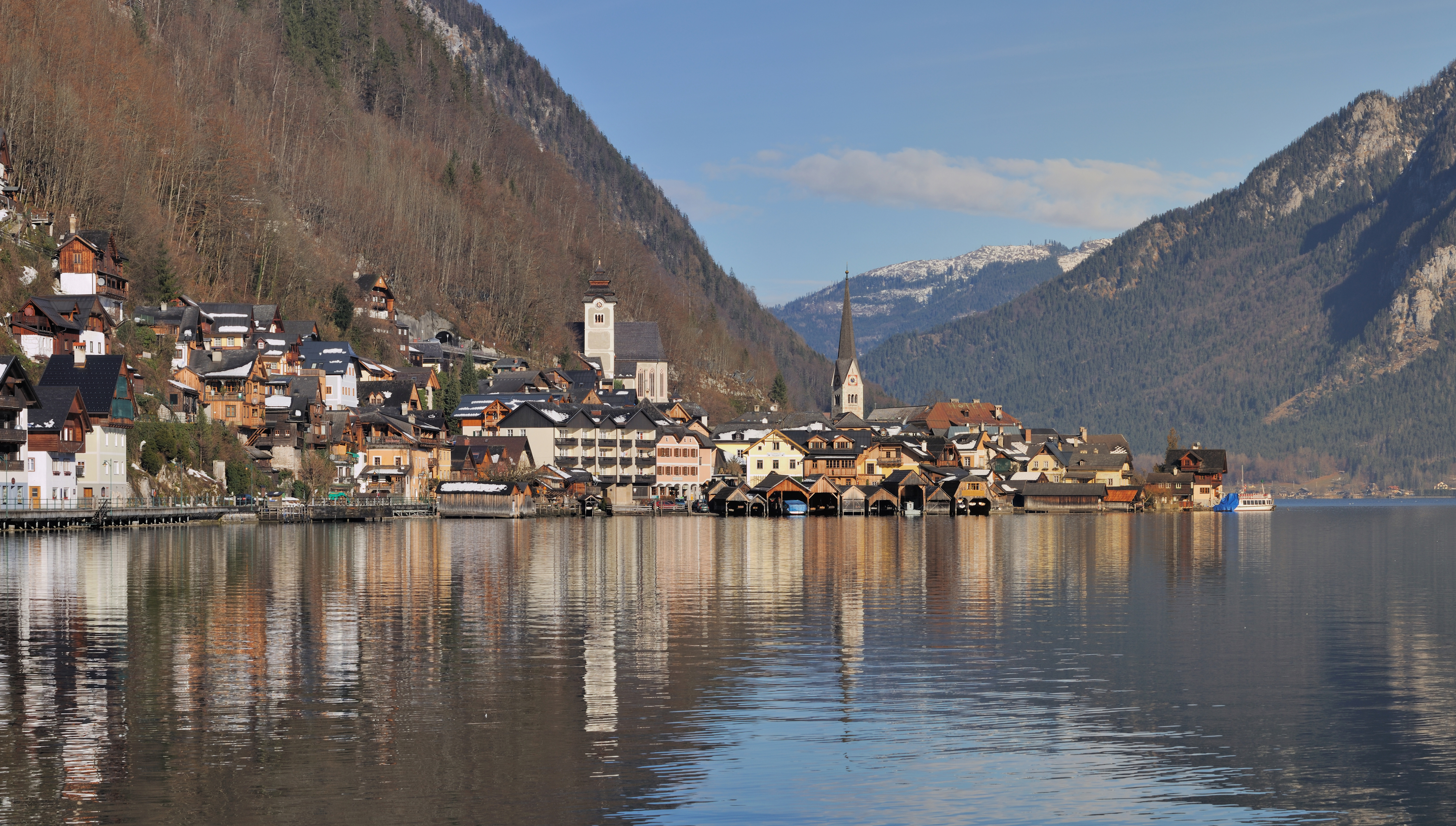
Krajina v oblasti Hallstatt-Dachstein

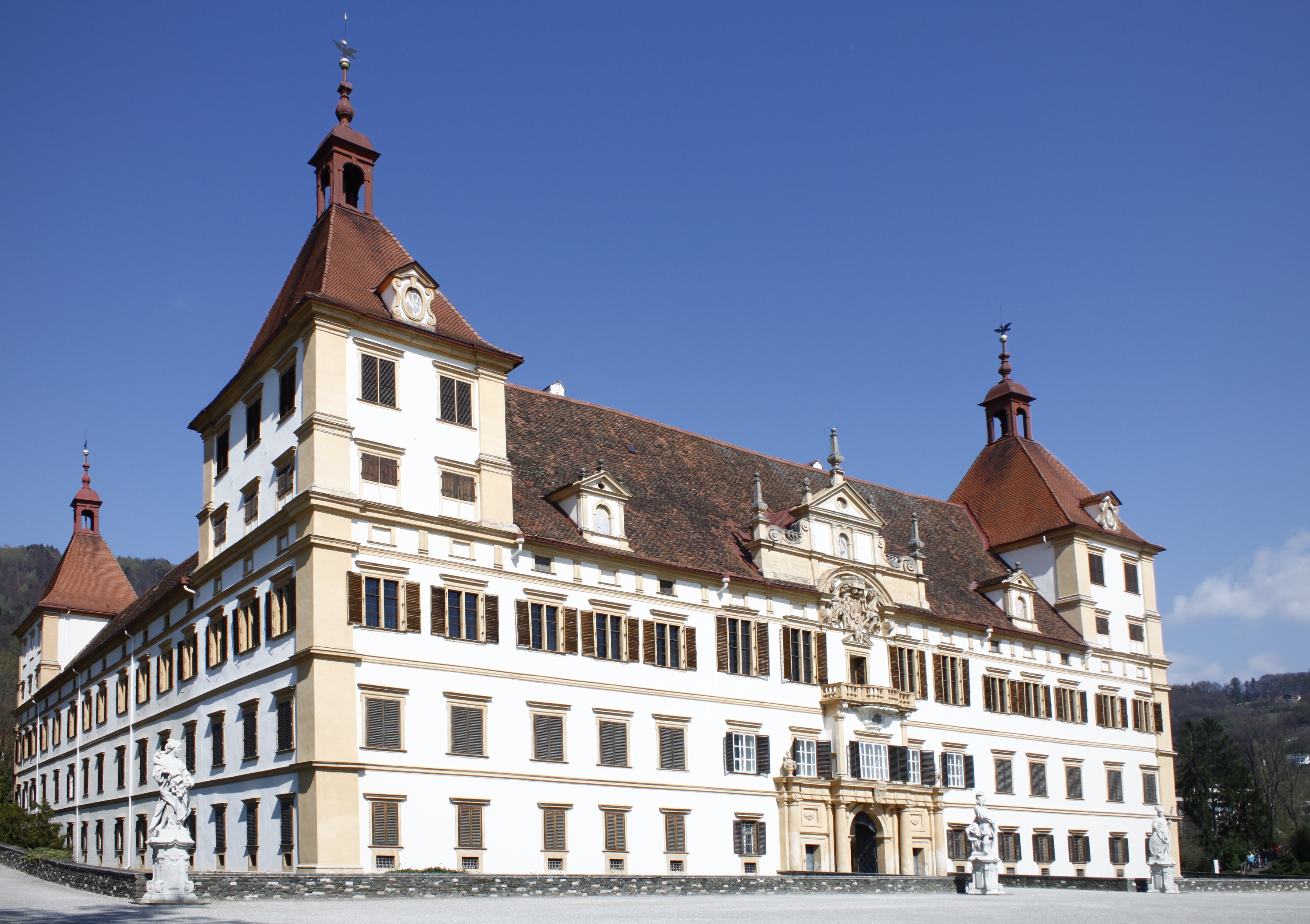
Zámek Eggenberg v Grazu

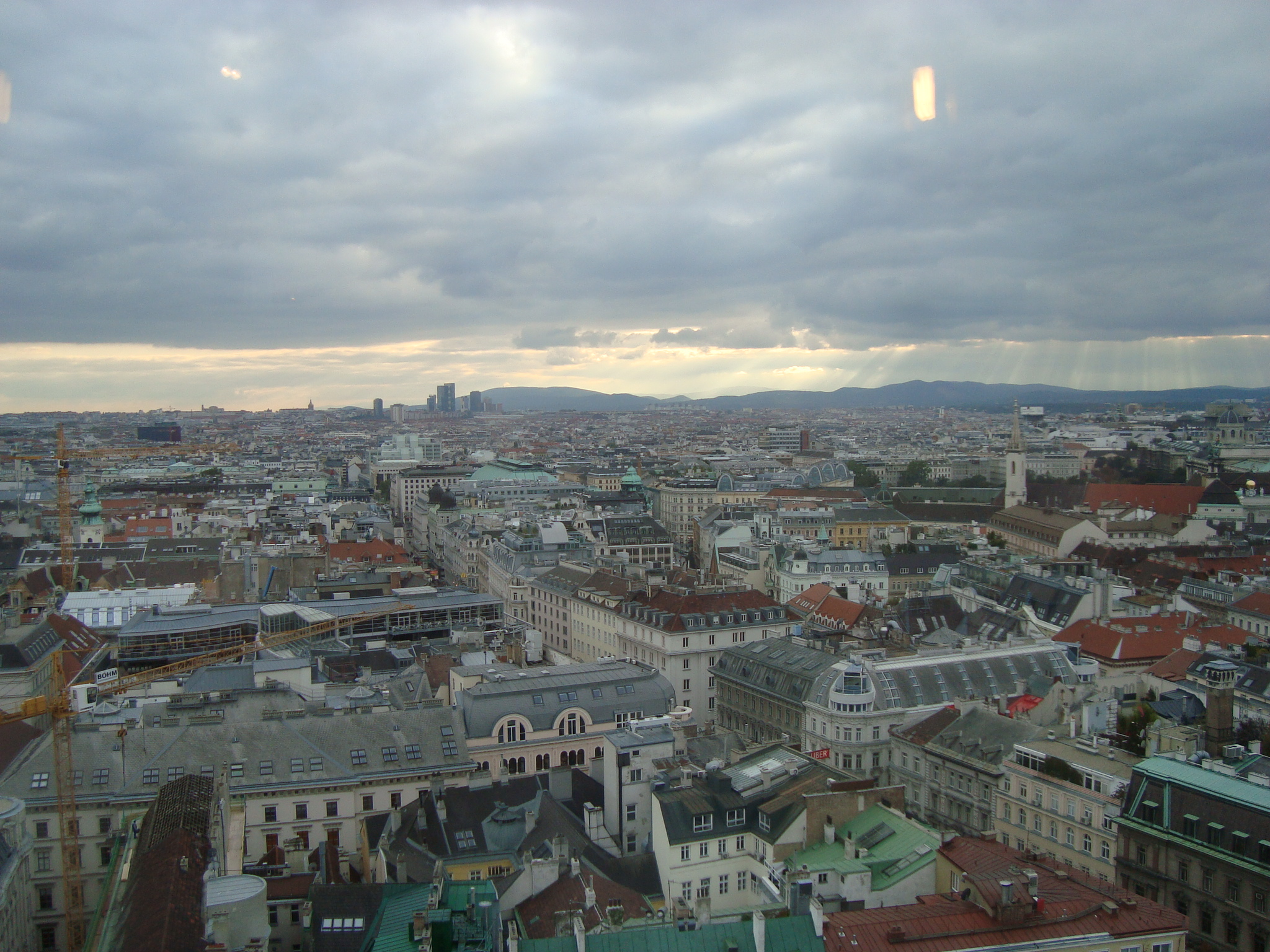
Vídeň – historické centrum

1. Historické centrum Salcburku
Historic Centre of the City of Salzburg
Staré město je výjimečně bohaté na středověké i novověké památky.
1996
 https://web.archive.org/web/20090105192411/http://whc.unesco.org./en/list/784
2. Palác a zahrady Schönbrunnu
Palace and Gardens of Schönbrunn
Rezidence Habsburků, paláce a zahrady tvoří pozoruhodný barokní celek.
1996
 http://whc.unesco.org/en/list/786
3. Krajina v oblasti Hallstatt-Dachstein
Hallstatt-Dachstein Salzkammergut Cultural Landscape
Místní ložiska soli byla využívána už ve druhém tisíciletí před n. l. Tento zdroj tvořil základ prosperity.
1997
 http://whc.unesco.org/en/list/806
4. Semmerinská železnice
Semmering Railway
Postavena v letech 1848 až 1854. Jedno z největších „hrdinských děl“ civilního inženýrství.
1998
 http://whc.unesco.org/en/list/785
5. Historické centrum Štýrského Hradce (něm. Graz) a zámek Eggenberg
City of Graz – Historic Centre and Schloss Eggenberg
Středoevropský městský komplex poznamenaný po staletí trvající přítomnosti Habsburků.
1999, rozšířeno 2010
 http://whc.unesco.org/en/list/931
6. Kulturní krajina údolí Wachau
Wachau Cultural Landscape
Krajina si udržuje typické architektonické, stavební i zemědělské rysy svého vývoje už od dob pravěku.
2000
 http://whc.unesco.org/en/list/970
7. Kulturní krajina Neziderského jezera
 Fertö/Neusiedlersee Cultural Landscape
Pozoruhodná vesnická architektura v osadách obklopujících jezero na hranicích Maďarska a Rakouska.
2001
 http://whc.unesco.org/en/list/772
8. Historické centrum Vídně
Historic Centre of Vienna
Architektonické celky od barokních zámků a zahrad až po domy a parky z konce 19. století, lemující ulici Ringstraße.
2001
 http://whc.unesco.org/en/list/1033
9. Prehistorická kůlová obydlí v Alpách
Prehistoric Pile dwellings around the Alps
Kůlová obydlí z období 5000 až 500 let před naším letopočtem v blízkosti jezer, řek či mokřadů.
2011
 http://whc.unesco.org/en/list/1363
10. Původní bukové lesy Karpat a dalších oblastí Evropy
Primeval Beech Forests of the Carpathians and Other Regions of Europe
Zachovalé bučiny v různých oblastí Evropy od Pyrenejí po Černé moře.
2007, 2011, 2017, 2021
http://whc.unesco.org/en/list/1133
11. Slavná lázeňská města Evropy
The Great Spa Towns of Europe
11 měst, které jsou svědectvím mezinárodní evropské lázeňské kultury, která se rozvíjela od počátku 18. století do 30. let 20. století.
2020
http://whc.unesco.org/en/list/1613
12. Hranice římské říše - Dunajský limes
Frontiers of the Roman Empire – The Danube Limes (Western Segment)
Pozůstatky hraničního opevnění a další staveb, které se nacházejí v Německu, Rakousku a Slovensku. 
2021
http://whc.unesco.org/en/list/1608

## Rumunsko

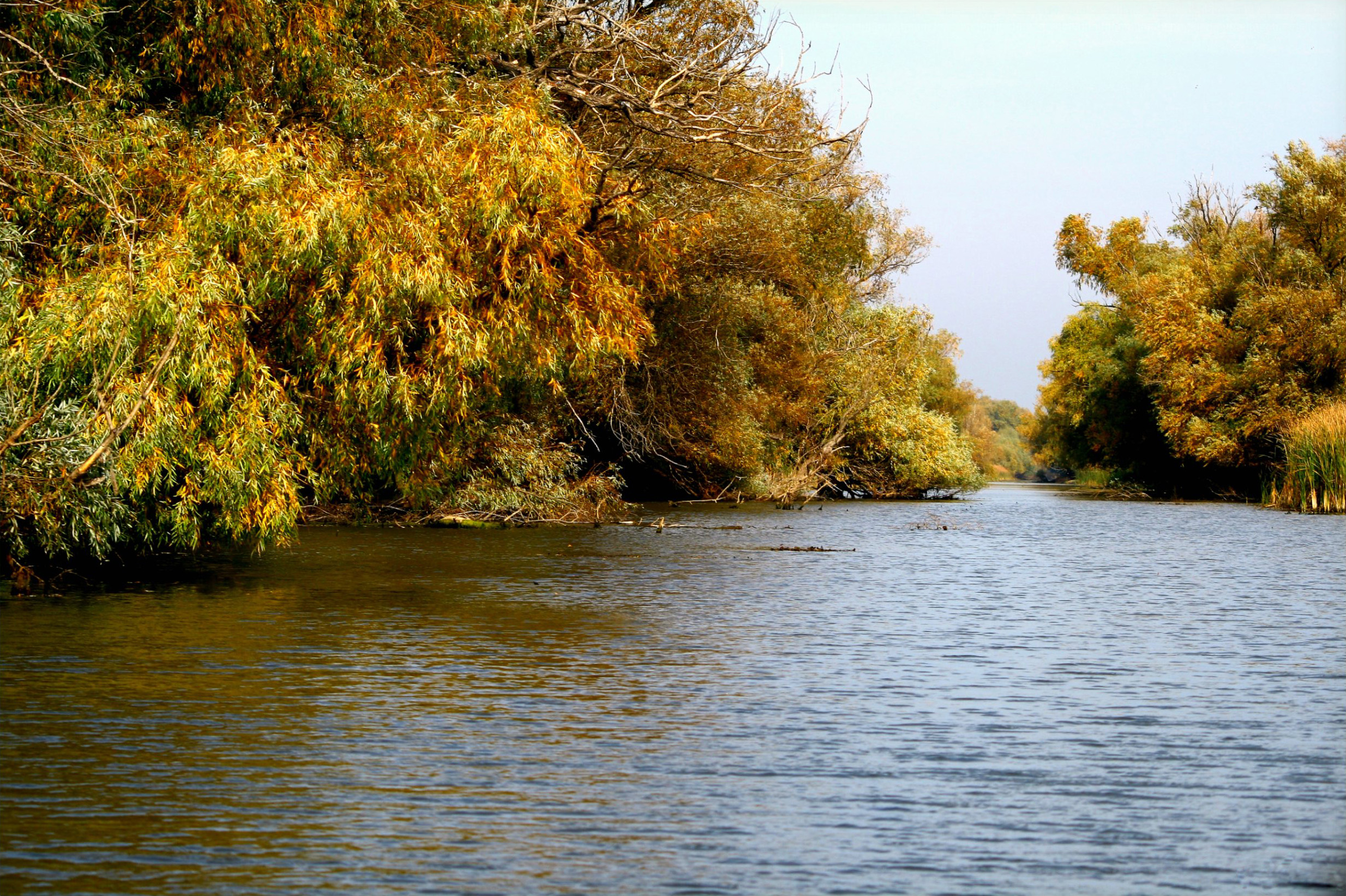
Delta Dunaje

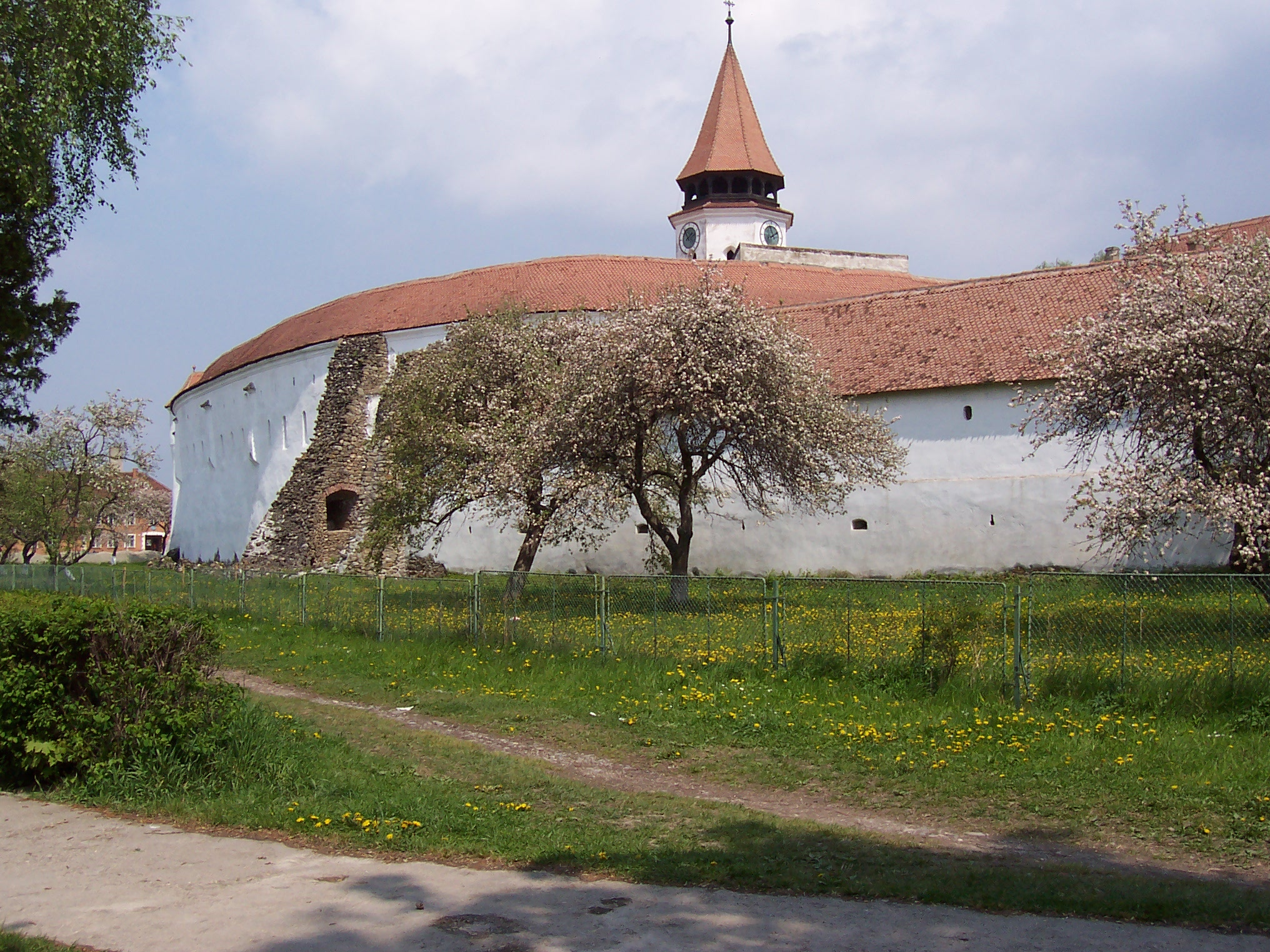
Opevněný kostel v Prejmeru

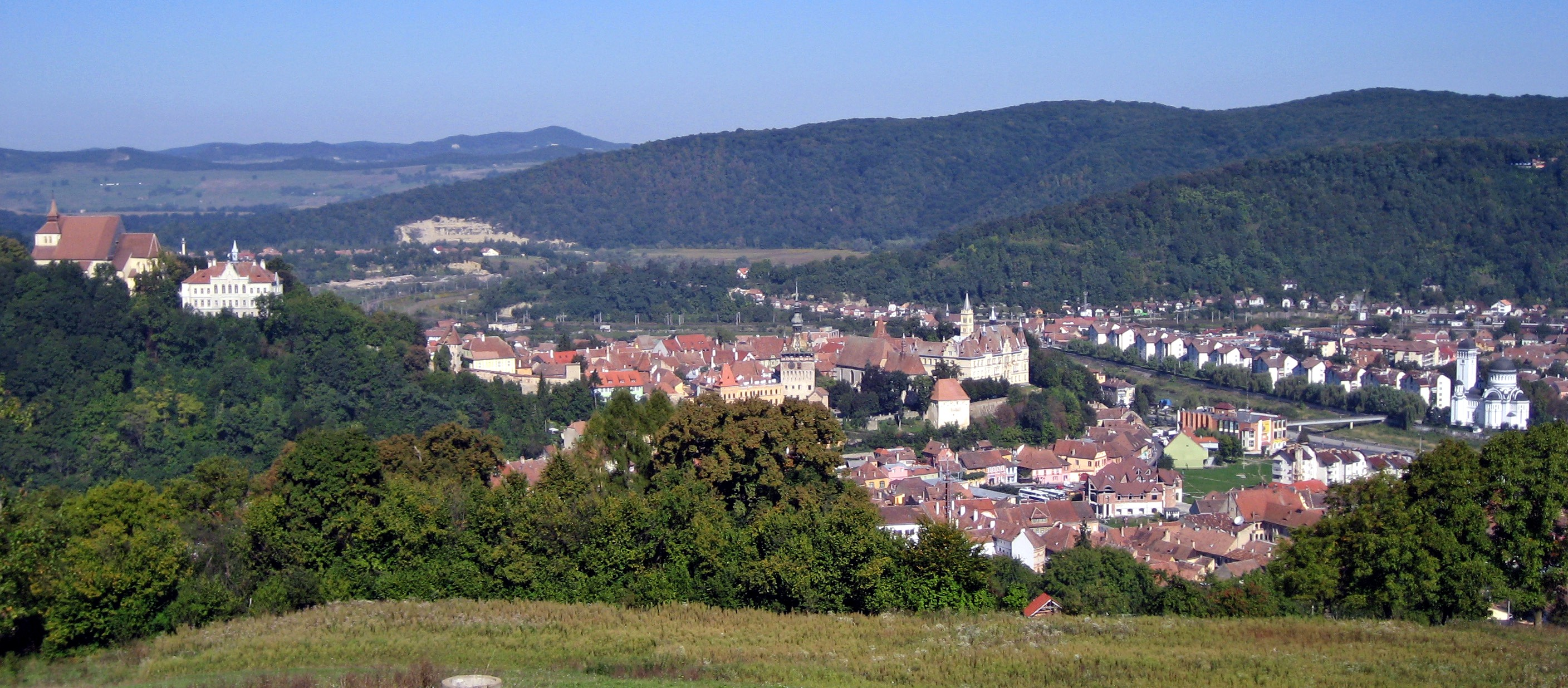
Sighişoara

1. Delta Dunaje
Danube Delta
Biosférická rezervace, největší a nejlépe chráněná delta v Evropě.
1991
 http://whc.unesco.org/en/list/588
2. Kostely v Moldávii
Churches of Moldavia
Osm kostelů v severní Moldávii s nástěnnými freskami představuje vynikající díla byzantského umění.
1993, rozšířeno 2010
 http://whc.unesco.org/en/list/598
3. Klášter Horezu
Monastery of Horezu
Klášter ze 17. století v oblasti Valašska je unikátní svou architektonickou čistotou.
1993
 http://whc.unesco.org/en/list/597
4. Vesnice s opevněnými kostely v Transylvánii
Villages with Fortified Churches in Transylvania
Živý obraz kulturní krajiny Sedmihradska.
1993, 1999
 http://whc.unesco.org/en/list/596
5. Dácké pevnosti v Orăștijských horách
Dacian Fortresses of the Orastie Mountains
Šest obranných staveb z pozdní doby železné, stavěny v prvním století před n. l. do 1. stol. našeho letopočtu jako ochrana proti dobytí Římany.
1999
 http://whc.unesco.org/en/list/906
6. Sighișoara – historické centrum
Historic Centre of Sighişoara
V historickém centru jsou zachovány všechny znaky malého opevněného středověkého města.
1999
 http://whc.unesco.org/en/list/902
7. Dřevěné kostely v oblasti Maramureš
Wooden Churches of Maramureş
Výběr osmi dřevěných kostelů, výborných ukázek různých architektonických řešení z různých oblastí i dob.
1999
 http://whc.unesco.org/en/list/904
8. Původní bukové lesy Karpat a dalších oblastí Evropy
Primeval Beech Forests of the Carpathians and Other Regions of Europe
Zachovalé bučiny v různých oblastí Evropy od Pyrenejí po Černé moře.
2007, 2011, 2017, 2021
http://whc.unesco.org/en/list/1133
9. Důlní oblast Roșia Montană
Roșia Montană Mining Landscape
Horská oblast dolů u obce Roșia Montană.
2021
http://whc.unesco.org/en/list/1552
10. Sochařský soubor Constantina Brâncușiho v Târgu Jiu
Brâncuși Monumental Ensemble of Târgu Jiu
Soubor soch vytvořených v roce 1937 na památku padlých v první světové válce.
2024
http://whc.unesco.org/en/list/1473
11. Hranice římské říše - Dácie
Frontiers of the Roman Empire - Dacia
Nejdelší pozemní hranice bývalé římské provincie v Evropě vymezena sítí jednotlivých míst, která zahrnují legionářské pevnosti, pomocné pevnosti, zemní valy a strážní věže.
2024
http://whc.unesco.org/en/list/1718

## Rusko

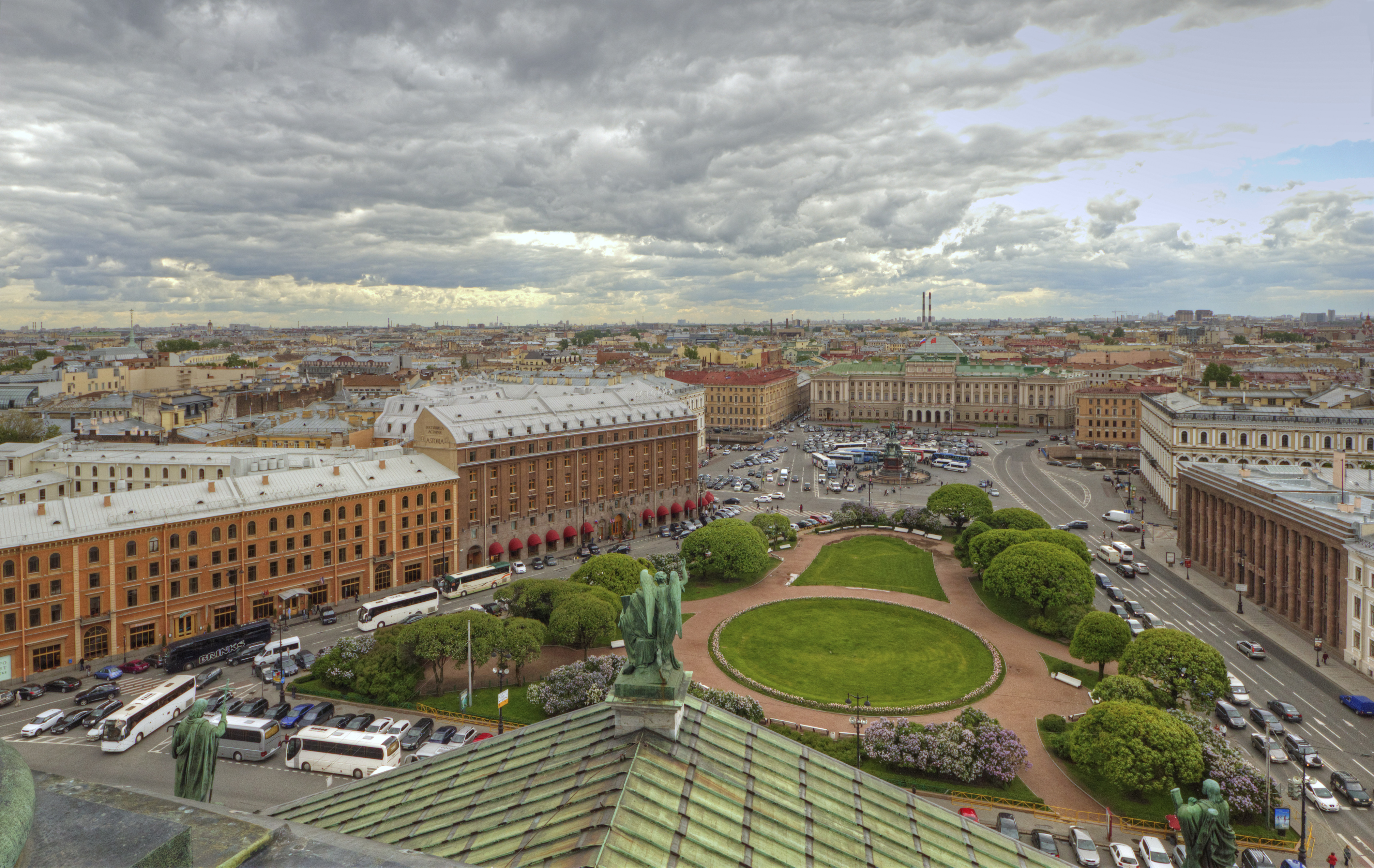
Petrohrad

Kižský pogost

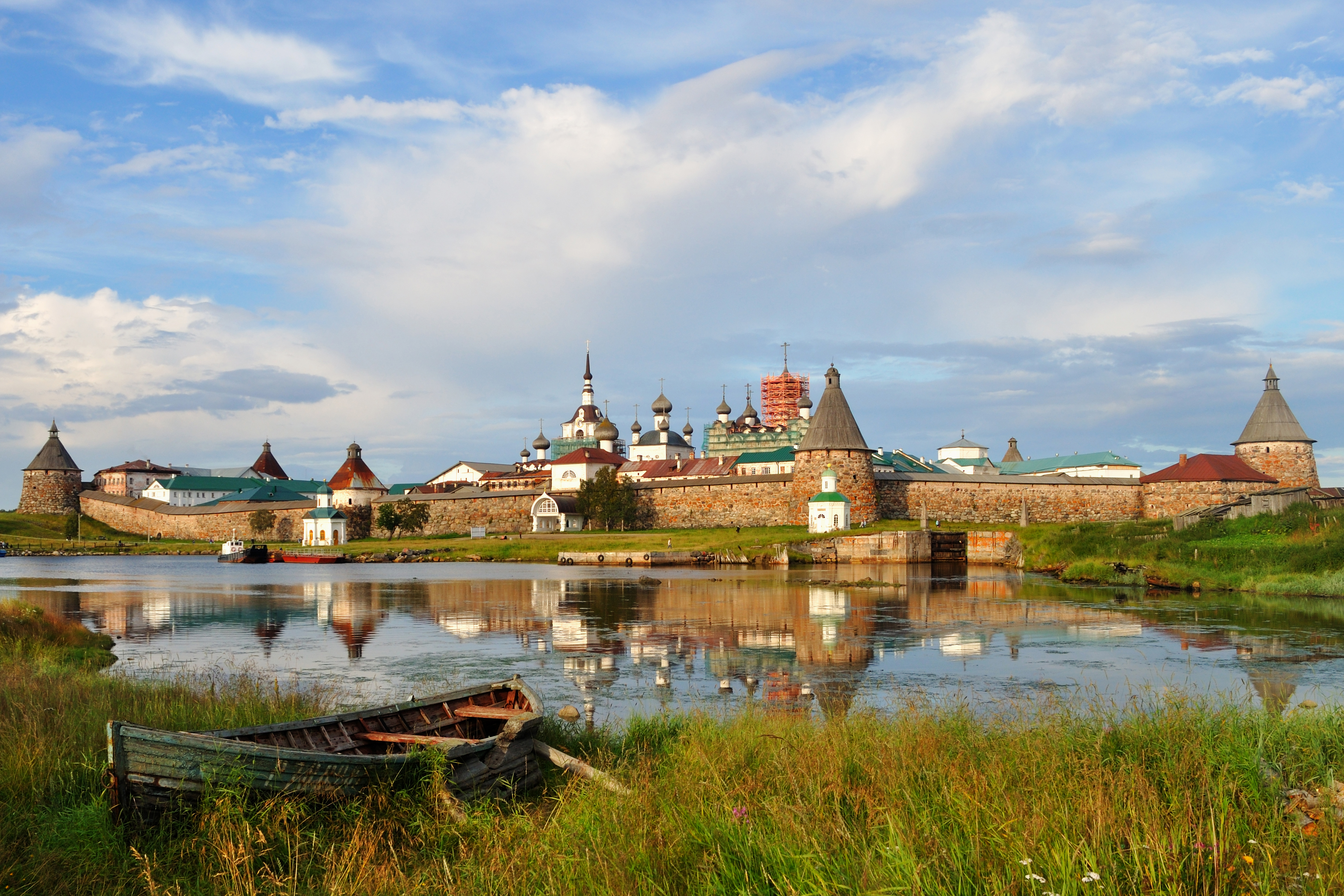
Solovecké ostrovy

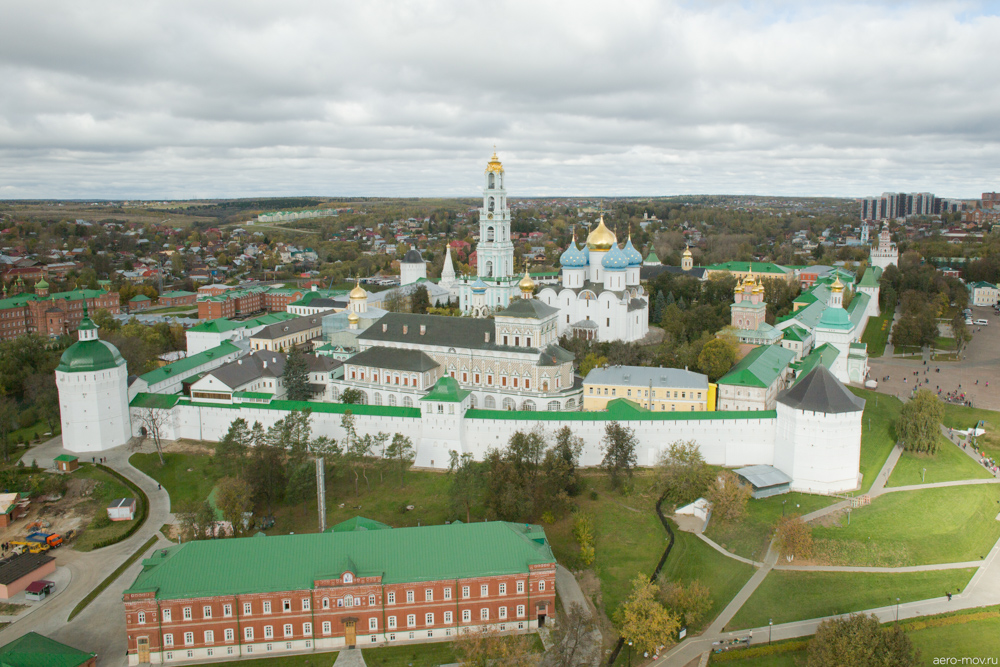
Trojicko-sergijevská lávra v Sergijevě Posadu

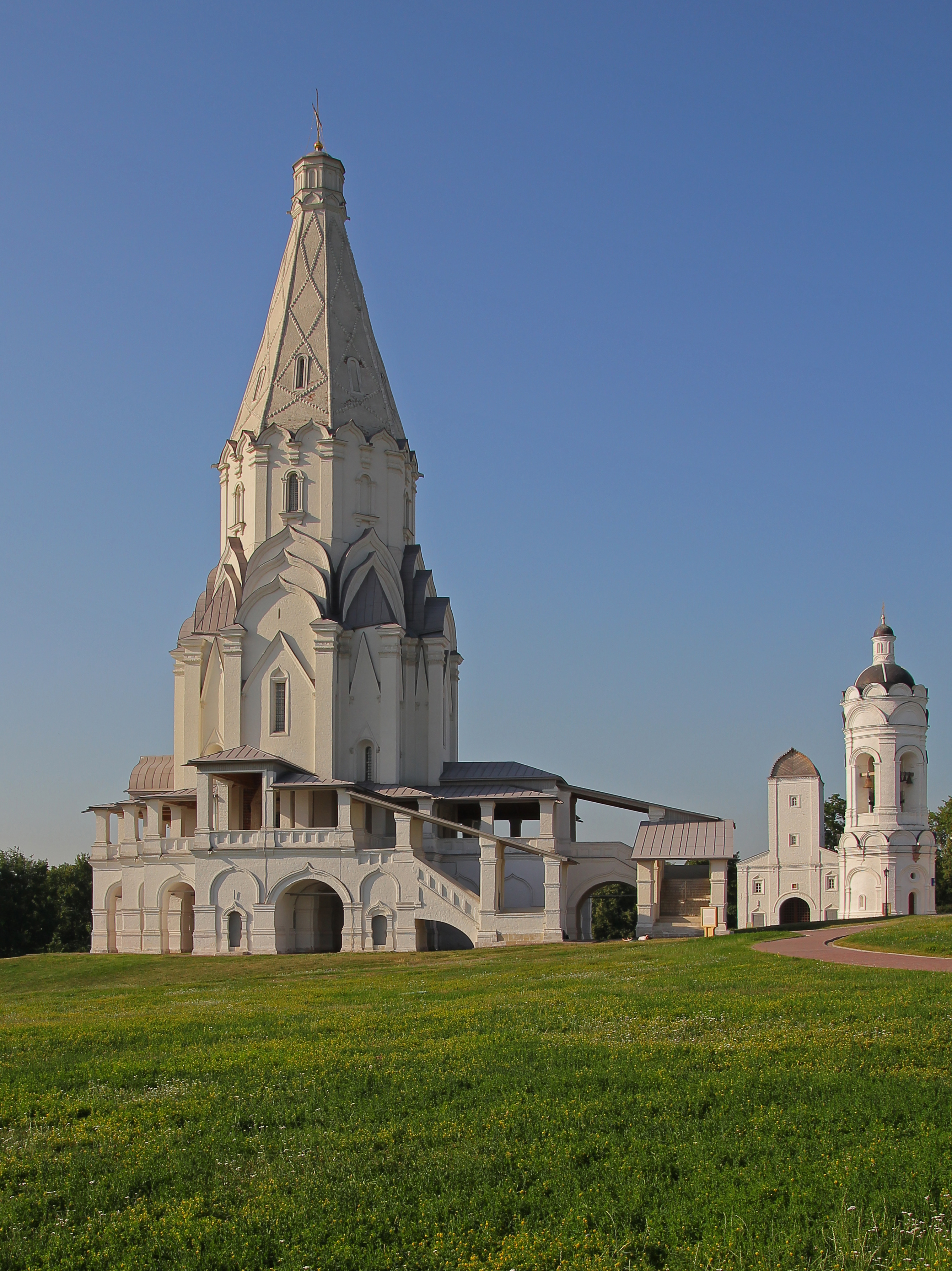
Chrám Nanebevzetí Páně v Kolomenském

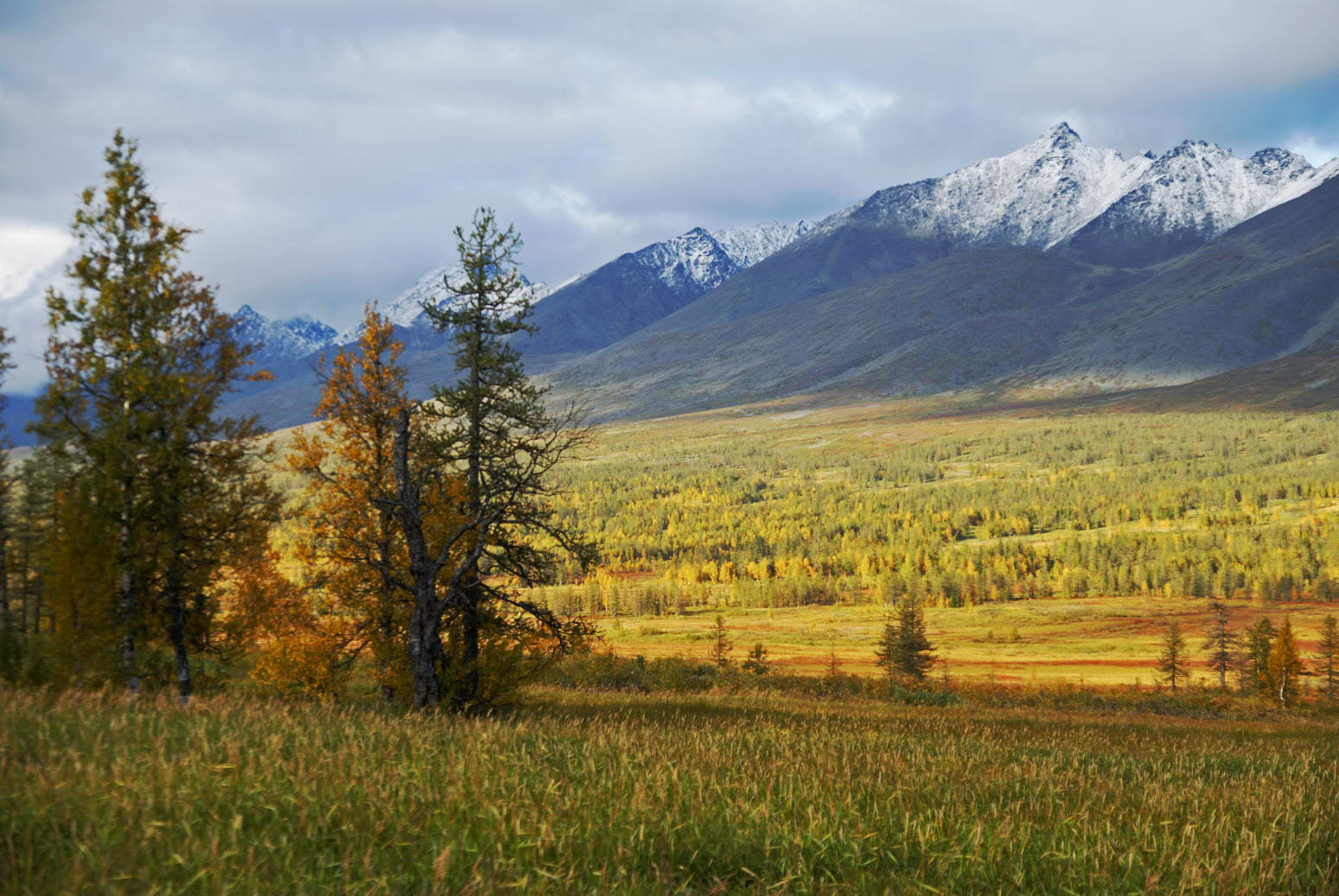
Arktické lesy v Republice Komi

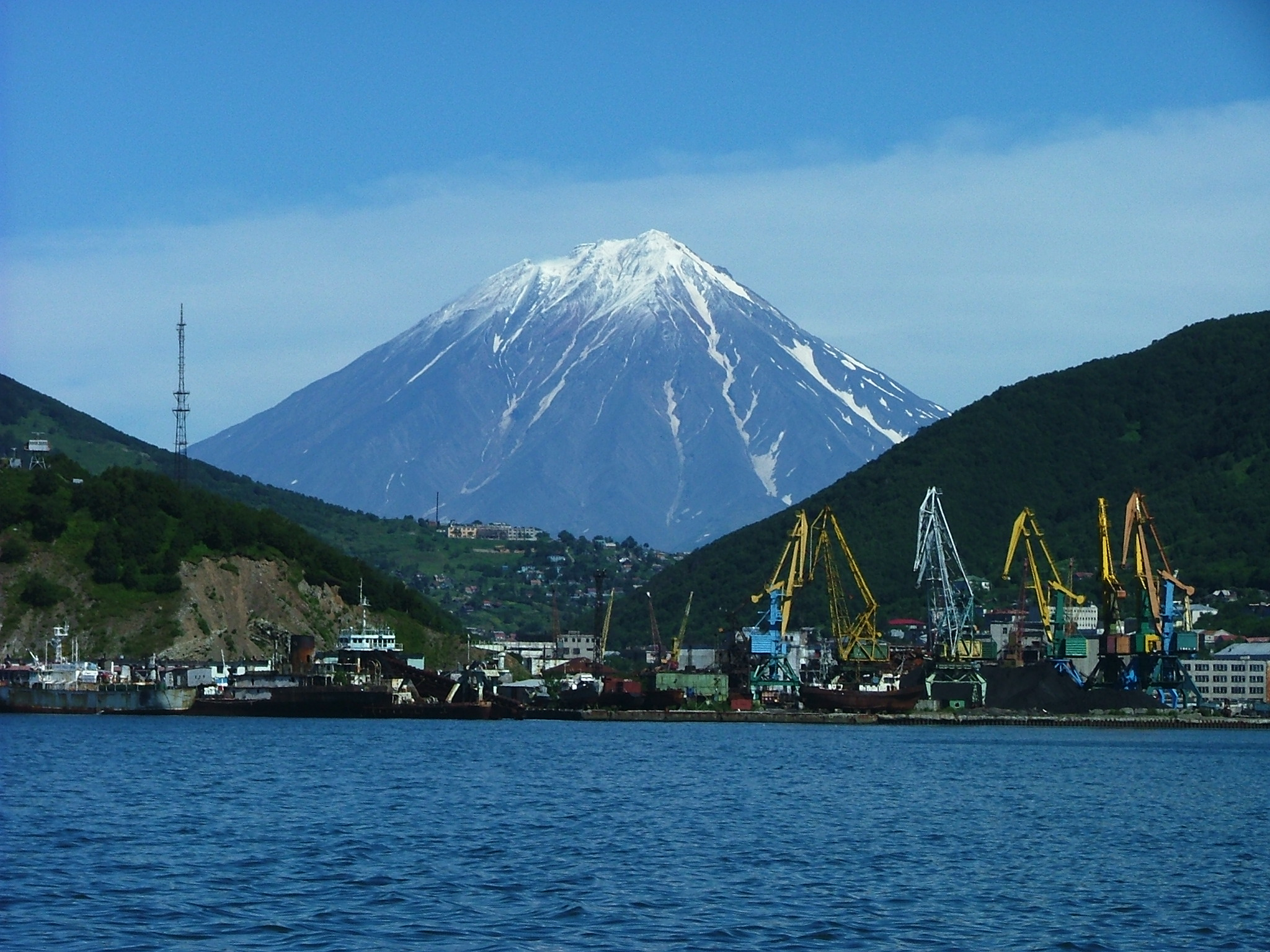
Korjacká sopka (3456 m n. m.), jedna z mnoha na poloostrově Kamčatka

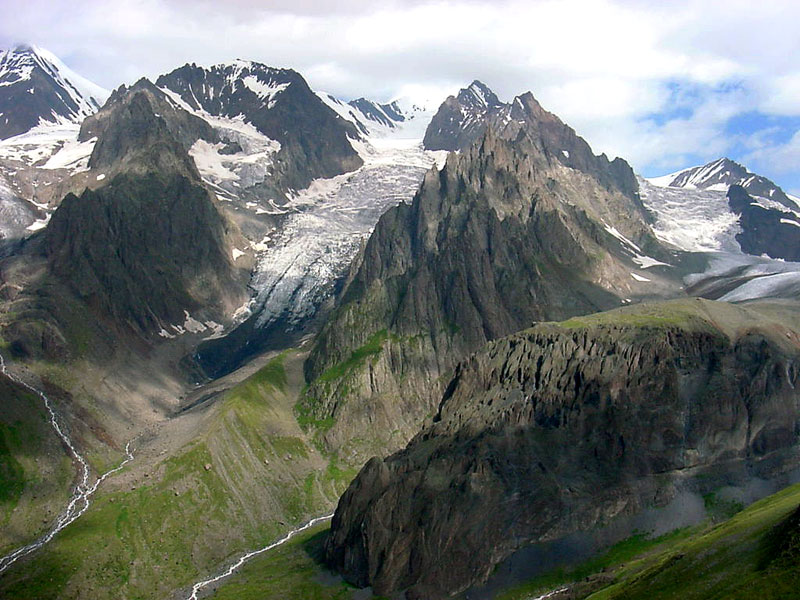
Západní Kavkaz

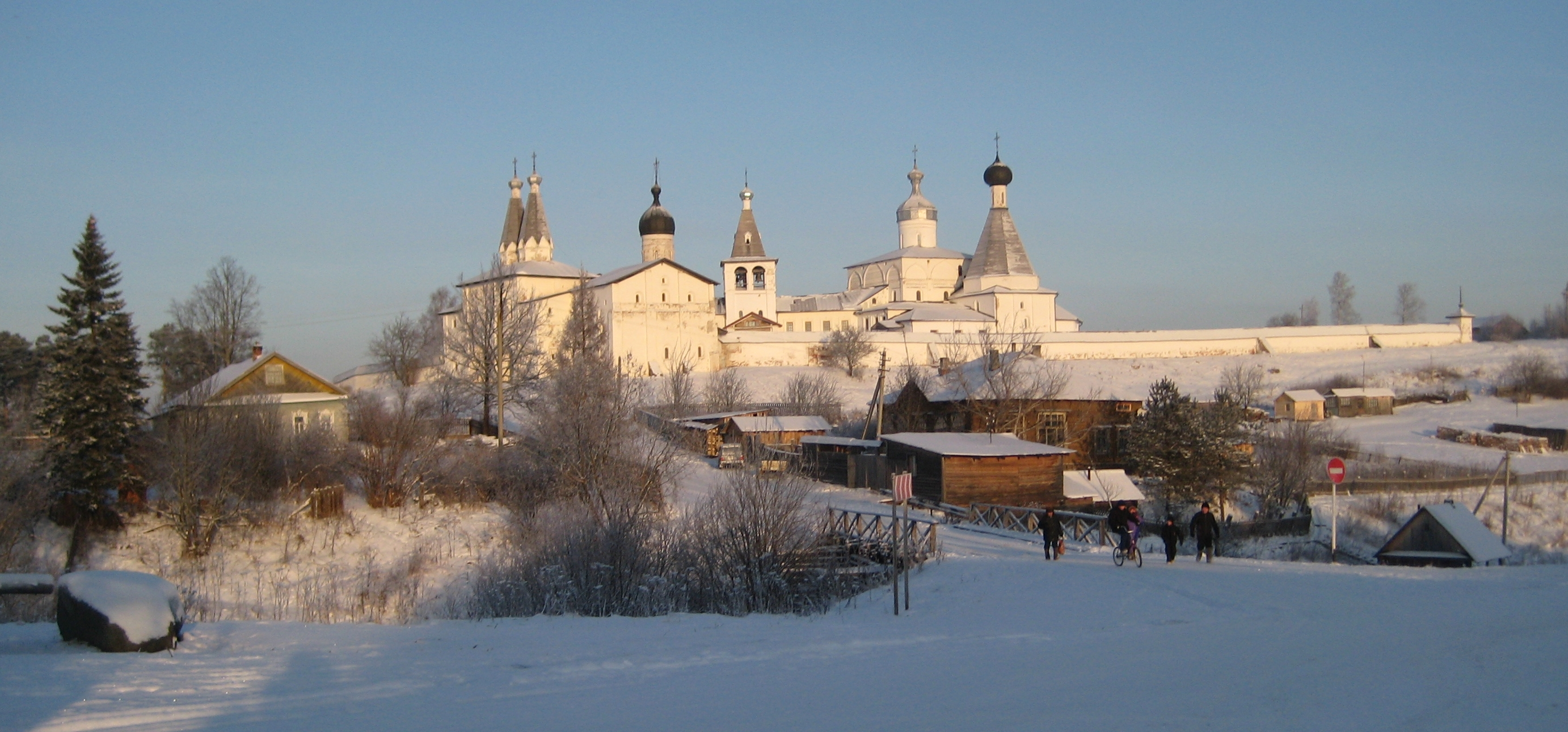
Komplex monastýru Ferapontov

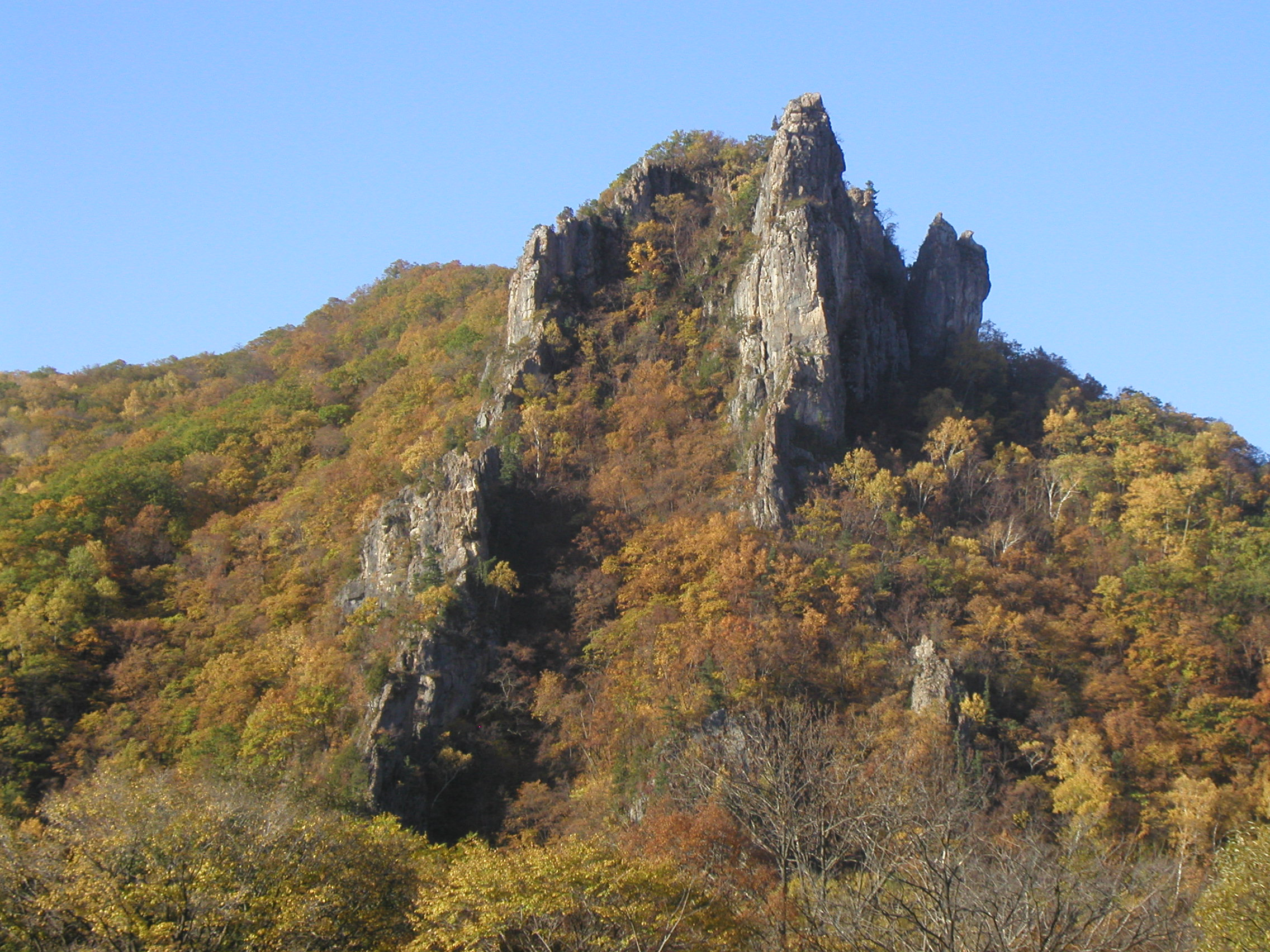
Centrální Sichote-Aliň

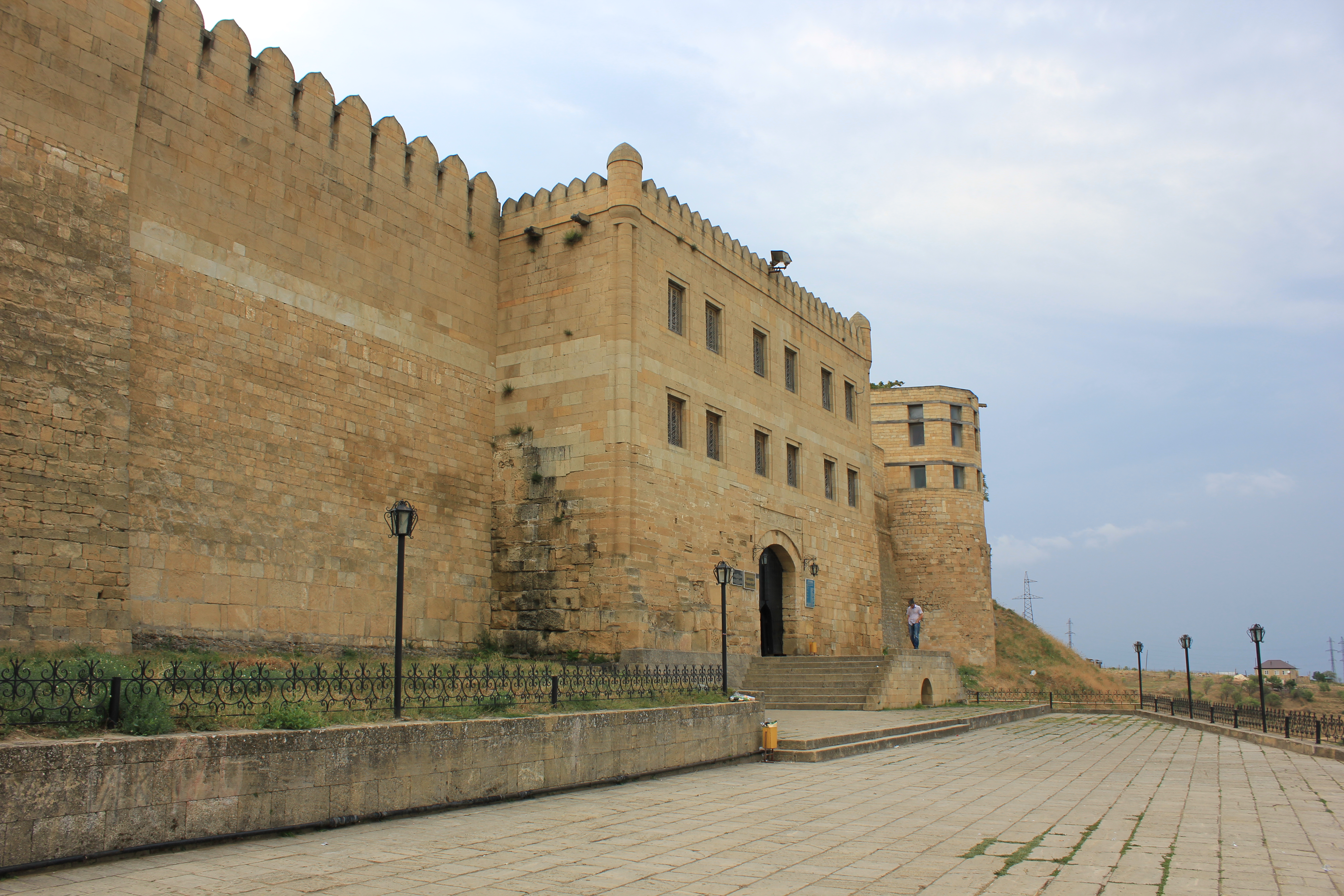
Derbent

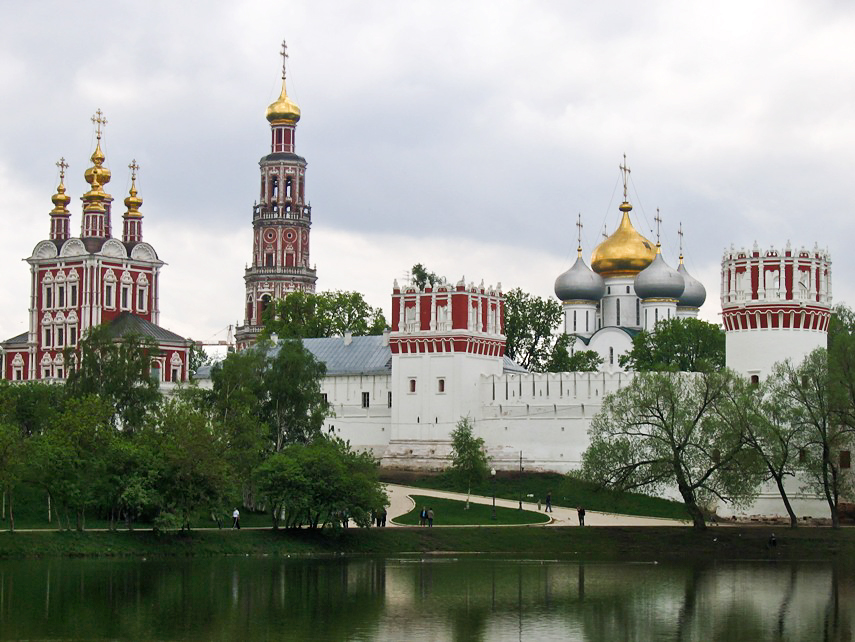
Novoděvičí klášter

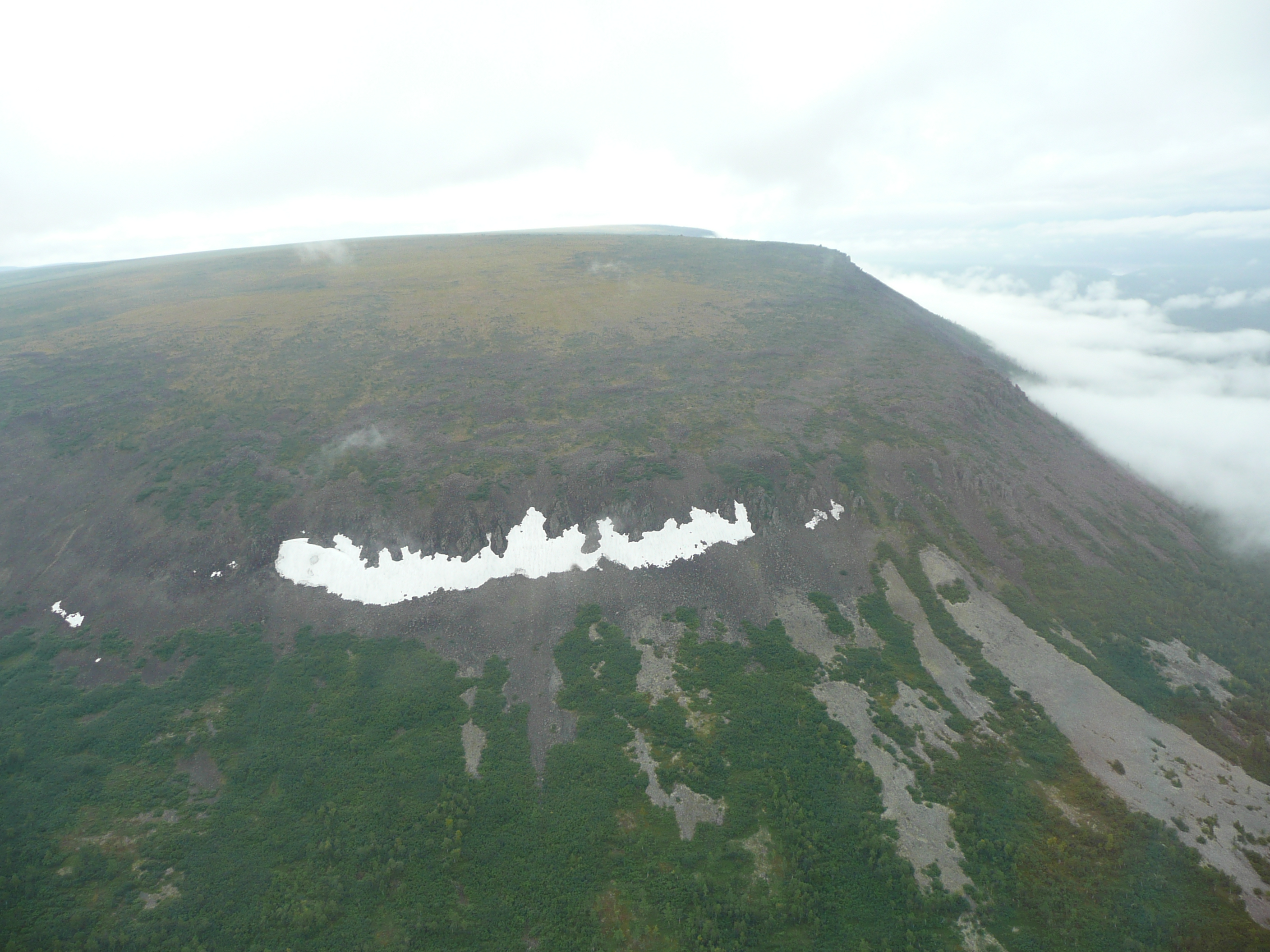
Náhorní plošina Putorana

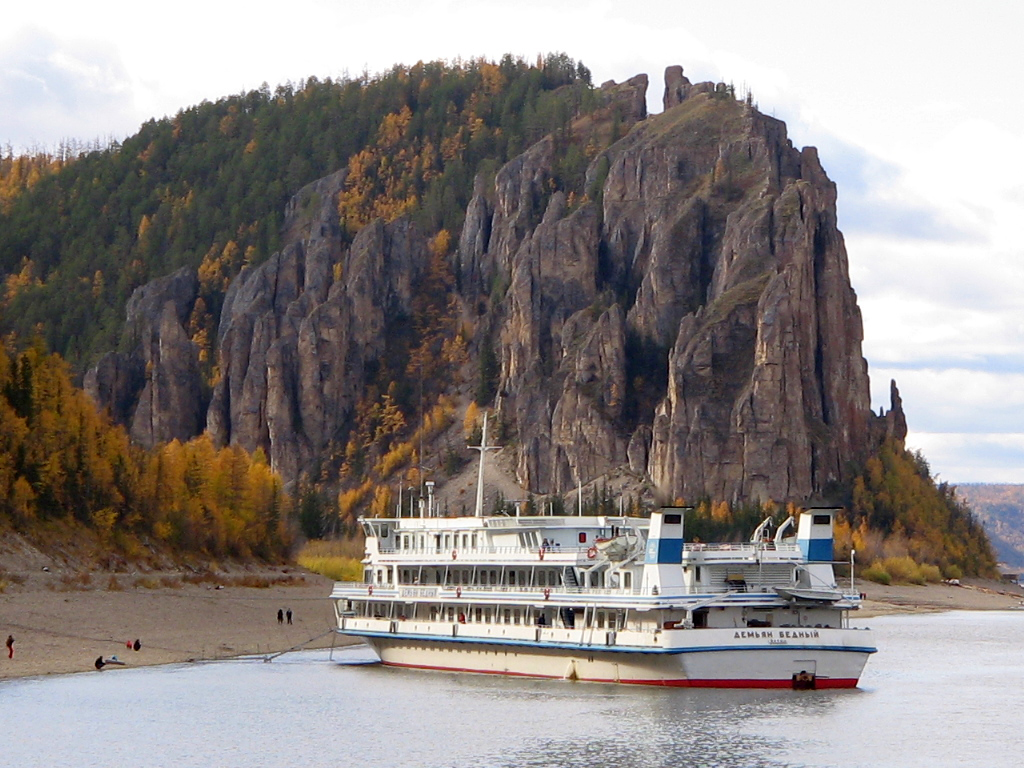
Přírodní park Lenské sloupy

1. Historické centrum Petrohradu a související skupiny památek
Historic Centre of Saint Petersburg and Related Groups of Monuments
Barokní a klasicistní stavby ve vzácné slohové a urbanistické jednotě – metropole vzniklá od r. 1703 doslova z ničeho na příkaz Petra Velikého.
1990
 http://whc.unesco.org/en/list/540
2. Kižský pogost
Kizhi Pogost
Církevní dvorec s dřevěnými kostely z poč. 18. století a zvonicí z 60. let 19. století na ostrově v severní části Oněžského jezera.
1990
 http://whc.unesco.org/en/list/544
3. Moskva – Kreml a Rudé náměstí
Kremlin and Red Square, Moscow
Včetně Chrámu Vasila Blaženého.
1990
 http://whc.unesco.org/en/list/545
4. Kulturní a historický komplex Soloveckých ostrovů
Cultural and Historic Ensemble of the Solovetsky Islands
Na šesti ostrovech v Bílém moři jsou stopy po prehistorickém osídlení i klášterní stavby z 16. až 19. století.
1992
 http://whc.unesco.org/en/list/632
5. Historické památky Novgorodu a okolí
Historic Monuments of Novgorod and Surroundings
První metropole Ruska, centrum pravoslavné církve a ruské architektury.
1992
 http://whc.unesco.org/en/list/604
6. Bílé památky Vladimiru a Suzdalu
White Monuments of Vladimir and Suzdal
Dvě slavná historická centra ruského umění. Soustředěny jsou zde náboženské i světské památky.
1992
 http://whc.unesco.org/en/list/633
7. Architektonický komplex Trojicko-sergijevské lávry v Sergijevě Posadu
Architectural Ensemble of the Trinity Sergius Lavra in Sergiev Posad
Centrum ruského pravoslaví, postupně budované od r. 1345, okolo nějž později vyrostlo město Sergijev Posad. Pohřební místo Borise Godunova i knížat Trubeckých, interiéry některých kostelů vyzdobeny freskami a ikonami Andreje Rubleva.
1993
 http://whc.unesco.org/en/list/657
8. Chrám Nanebevstoupení Páně v Kolomenském
Church of the Ascension, Kolomenskoye
Chrám Nanebevzetí Páně z roku 1532; dnes ležící v Moskvě. Jeho konstrukce (poprvé použita kamenná jehlancová střecha) měla velký vliv na ruskou architekturu.
1994
 http://whc.unesco.org/en/list/634
9. Komijské pralesy
Virgin Komi Forests
Oblast panenských lesů na severu evropské části Ruska.
1995
 http://whc.unesco.org/en/list/719
10. Jezero Bajkal
Lake Baikal
Nejstarší a nejhlubší jezero na světě, v jeho vodách žije řada endemických druhů fauny.
1996
 http://whc.unesco.org/en/list/754
11. Kamčatské sopky
Volcanoes of Kamchatka
Mnoho druhů sopek a velké množství jiných vulkanických jevů na Kamčatce, poloostrově u Tichého oceánu.
1996, 2001
 http://whc.unesco.org/en/list/765
12. Zlaté hory Altaje
Golden Mountains of Altai
Jedna z mála evropských horských oblastí, ve které se dosud neprojevily lidské zásahy.
1998
 http://whc.unesco.org/en/list/768
13. Západní Kavkaz
Western Caucasus
Pásy nedotčených horských lesů jsou v Evropě unikátní.
1999
 http://whc.unesco.org/en/list/900
14. Kurská kosa
Curonian Spit
98 km dlouhá a místy pouze 400 m široká písečná kosa obydlená od prehistorických dob. Zhruba polovina území náleží Litvě.
2000
 http://whc.unesco.org/en/list/994
15. Komplex Ferapontova kláštera
The Ensemble of Ferrapontov Monastery
Komplex ruského pravoslavného kláštera (monastýru) z 15. až 17. století ležící ve Vologdské oblasti.
2000
 http://whc.unesco.org/en/list/982
16. Historický a architektonický komplex Kazaňského kremlu
Historic and Architectural Complex of the Kazan Kremlin
Zahrnuje skupinu historických budov z období od 16. do 19. století a pozůstatky dřívějších staveb od 10. do 16. století.
2000
 http://whc.unesco.org/en/list/980
17. Centrální Sichote-Aliň
Central Sikhote-Alin
Pohoří na ruském Dálném východě, na břehu Japonského moře, porostlé jedním z nejneobvyklejších lesů mírného pásu na světě. V této oblasti, kde se setkává tajga se subtropy, žijí vedle sebe jižní i severní druhy zvířat.
2001
 http://whc.unesco.org/en/list/766
18. Citadela, staré město a opevnění Derbentu
Citadel, Ancient City and Fortress Buildings of Derbent
Město v Dagestánu – součást severní linie Perské říše za vlády Sásánovců. Kamenné opevnění vzniklo v 5. stol. a je tvořeno dvěma rovnoběžnými zdmi, které tvořily bariéru od moře až na vrchol hory.
2003
 http://whc.unesco.org/en/list/1070
19. Uvsunurská kotlina
Uvs Nuur Basin
Nejsevernější uzavřená pánev ve střední Asii. Mělké a velmi slané jezero je důležité pro migraci ptáků.
2003
 http://whc.unesco.org/en/list/769
20. Komplex Novoděvičího kláštera
Ensemble of the Novodevichy Convent
Klášter byl postaven v 16. až 17. století v tzv. moskevském barokním stylu. Na přilehlém hřbitově je pohřbeno mnoho vynikajících ruských osobností.
2004
 http://whc.unesco.org/en/list/1097
21. Přírodní systém Wrangelova ostrova
Natural System of Wrangel Island Reserve
Wrangelův ostrov nebyl ve čtvrtohorní době ledové zaledněn, a tak se zde vyvinul bohatý život.
2004
 http://whc.unesco.org/en/list/1023
22. Historické centrum Jaroslavle
Historical Centre of the City of Yaroslavl
Obchodní centrum od 11. stol. Klášter Spasskij z 16. stol. Rozsáhlá výstavba v 17. stol. je důsledkem urbanistického plánování Kateřiny Veliké.
2005
 http://whc.unesco.org/en/list/1170
23. Struveho geodetický oblouk

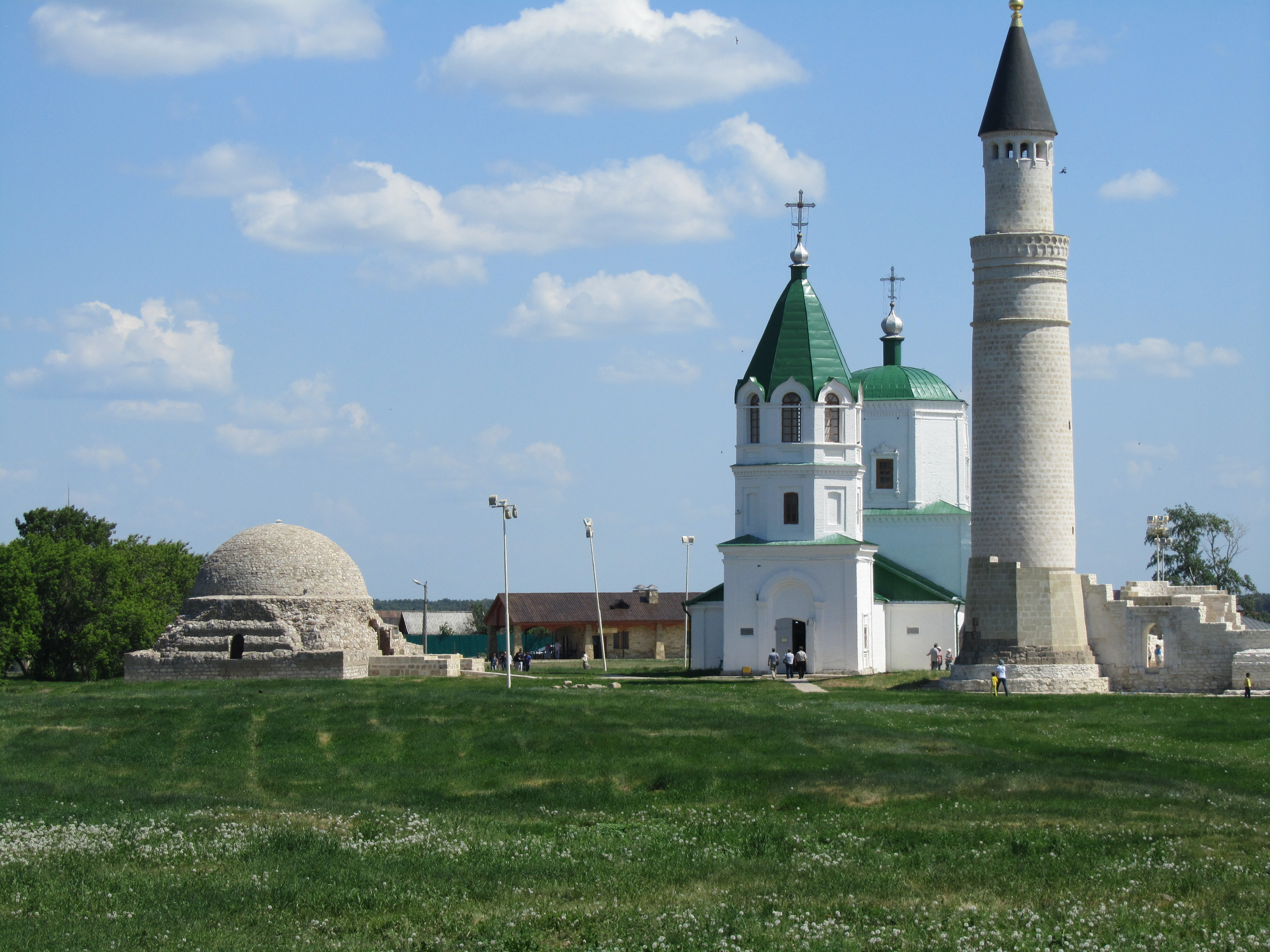
Bulgarský historický a archeologický komplex

Struve Geodetic Arc
Řetězec triangulačních bodů sahající od Hammerfestu v Norsku až k Černému moři, zbudovaný mezi roky 1816–1855. V délce 2820 km prochází Švédskem, Finskem, Běloruskem, Estonskem, Litvou, Lotyšskem, Ruskem, Moldavskem a Ukrajinou.
2005
 http://whc.unesco.org/en/list/1187
24. Bulgarský historický a archeologický komplexNáhorní plošina Putorana
Putorana Plateau
Rozlehlá oblast čedičových hor cca 100 km za polárním kruhem. Porosty tajgy a tundry; tisíce (!) jezer a množství řek i vodopádů (největší hustota na světě) – mimořádná oblast nejen v ruském, ale i světovém měřítku.
2010
 http://whc.unesco.org/en/list/1234
25. Přírodní park Lenské sloupy
Lena Pillars Nature Park
Vertikální vápencovo-dolomitové sloupy vysoké až 300 m, táhnoucí se několik kilometrů podél břehu sibiřské řeky Leny (ve střední části jejího toku), v Repubice Sacha.
2012
 http://whc.unesco.org/en/list/1299
26. Starobylé město Chersonésos a jeho chora (sporné)
Ancient City of Tauric Chersonese and its Chora
Starořecké město založené v 5. století před naším letopočtem. Roku 2014 byla památka spolu s celým poloostrovem Krym anektována Ruskou federací. Organizace UNESCO tuto anexi sice neuznává a nevysílá proto k památce inspekce, avšak fakticky je Chersonésos v péči Ruské federace, která ji eviduje jako objekt kulturního dědictví federálního významu.
2013
http://whc.unesco.org/en/list/1411
27. Bulgarský historický a archeologický komplex
Bolgar Historical and Archaeological Complex
Středověké centrum Volžského Bulharska; dnes v Tatarstánu.
2014
http://whc.unesco.org/en/list/981
28. Krajiny Daurie
Landscapes of Dauria
Louky, lesy a vodní plochy jsou útočištěm mnoha živočichů, především ptáků.
2017
http://whc.unesco.org/en/list/1448
29. Chrám a klášter Zesnutí přesvaté Bohorodice v ostrovním městě Svijažsku
Assumption Cathedral and Monastery of the town-island of Sviyazhsk
Církevní komplex na říčním ostrově, jehož historie sahá až do 16. století.
2017
http://whc.unesco.org/en/list/1525
30. Chrámy pskovské architektonické školy
Churches of the Pskov School of Architecture
10 chrámů z 12. až 17. století, nacházejících se v centru Pskova na březích řeky Velikaja a představujících jedinečný styl pskovských stavitelů.
2019
http://whc.unesco.org/en/list/1523
31. Petroglyfy u Oněžského jezera a Bílého moře
Petroglyphs of Lake Onega and the White Sea
Nejrozsáhlejší soubor skalních maleb a rytin, které dokumentují kulturu neolitu ve Fennoskandinávii.
2021
http://whc.unesco.org/en/list/1654
32. Astronomické observatoře Kazaňské federální univerzity - Astronomická observatoř Kazaňské univerzity a Astronomická observatoř V. P. Engelhardta
Astronomical Observatories of Kazan Federal University
Dvě observatoře, které se dochovaly kompletní s astronomickými přístroji a dnes plní především vzdělávací funkce.
2023
http://whc.unesco.org/en/list/1678
33. Kulturní krajina jezera Kenozero
Cultural Landscape of Kenozero Lake
Soubor historických dřevěných staveb, převážně kostelů a dalších církevních staveb, z nichž některé byly postaveny slovanskými osadníky ve 12. století.
2024
http://whc.unesco.org/en/list/1688
34. Skalní malby v jeskyni Šulgan-Taš
Rock Paintings of Shulgan-Tash Cave
Skalní umění z pozdního paleolitu.
2025
https://whc.unesco.org/en/list/1743